# Abbaye de Silvacane

Abteikirche, Südseite, Aquarell, Ende 18. Jahrhundert

Die ehemalige Abbaye de Silvacane liegt in der Région Provence-Alpes-Côte d’Azur, im Département Bouches-du-Rhône knapp einen Kilometer vom Südufer der Durance entfernt, im Gemeindebereich von La Roque-d’Anthéron, etwa 20 Kilometer südlich von Apt und etwa 25 Kilometer nordwestlich von Aix-en-Provence.

## Eine Zisterzienserabtei

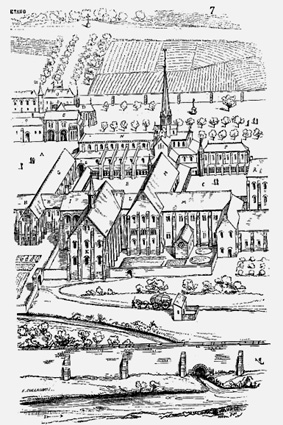
Abtei von Citeaux im 16. Jahrhundert

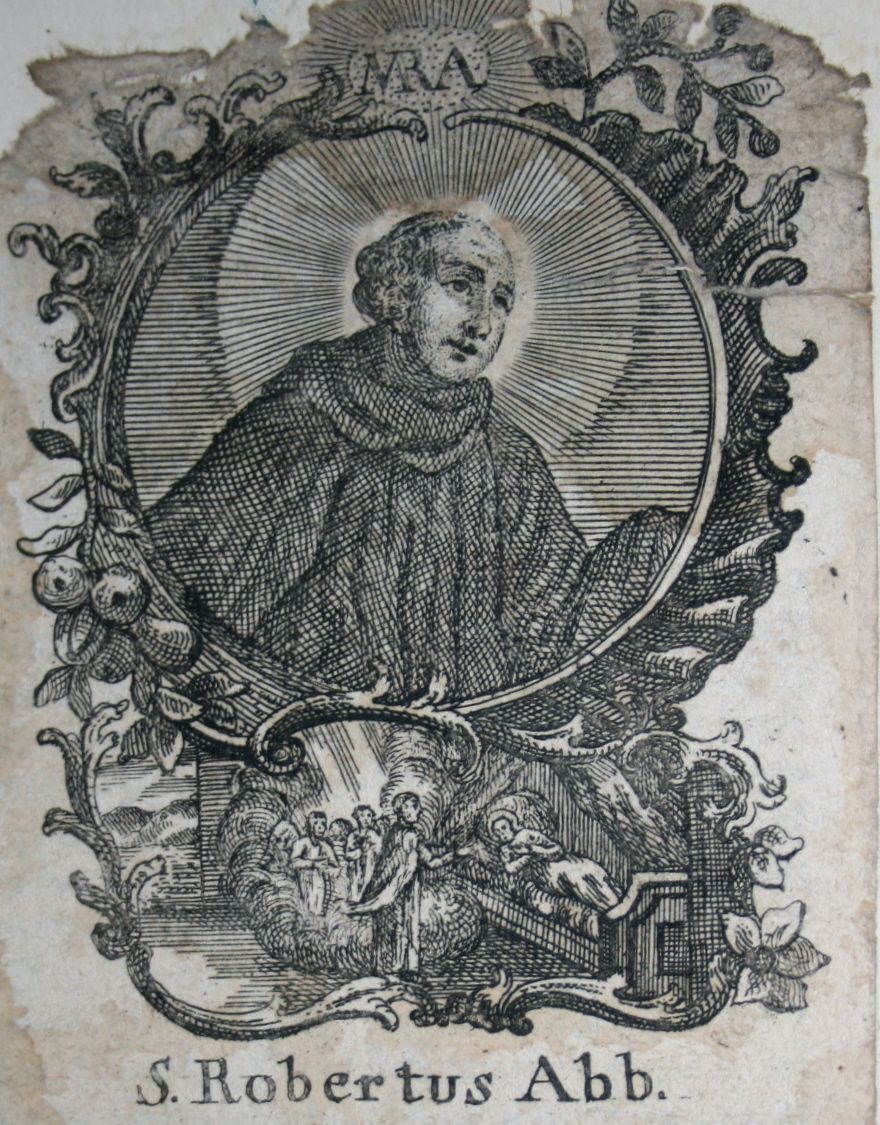
Robert de Molesme

Silvacane ist eine Abtei des Zisterzienserordens, der im Jahr 1098 in Cîteaux – südlich von Dijon – von Robert de Molesme (~1028 – 1111), auch Robert von Citeaux genannt, einem Benediktinerabt, gegründet worden ist.
Die Angehörigen dieses benediktinischen Reformordens befolgten strikt die Regeln des heiligen Benedikt von Nursia (~480–550). Das Besondere an dieser Glaubensgemeinschaft ist die wirtschaftliche Eigenständigkeit der einzelnen Abteien sowie ihre ordensrechtliche Verfassung. Zwischen jeder „Mutterabtei“ und ihren „Töchtern“, das heißt ihren Neugründungen, besteht eine Art Familienbande. So brachten die ersten Filialhäuser der Abtei Cîteaux, besonders ihre vier bedeutendsten: La Ferté, Pontigny, Clairvaux und Morimond, wiederum zahlreiche „Töchter“ hervor, die bald ganz Europa wie ein Netz überspannten.
Für alle Klöster gilt eine „Charta“, in der die Grundsätze des Ordens festgelegt sind. Die Äbte trafen sich, zumindest in der Frühzeit des Ordens, einmal im Jahr zu einem Generalkapitel im Kloster Cîteaux, dessen Abt sie unterstanden.

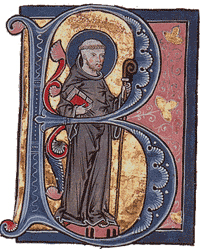
Bernhard von Clairvaux – Darstellung aus einem hochmittelalterlichen Manuskript

Die Forderung nach schlichter Lebensweise und Eigentumsverzicht steht im Mittelpunkt des Lebens der Mönche, denn sie begünstigen die Verinnerlichung des Glaubens. Bernhard von Clairvaux, der berühmteste Abt und Theologe des Ordens (~1090–1153), verurteilte alles, was den Mönch von seinem Streben nach Gott ablenken kann, einschließlich Skulpturen, Gemälden, bunten Kirchenfenstern und Wandbehängen, wie sie viele mittelalterliche Bauten schmückten. Die einzigen Funktionen, die der Kunst zuerkannt wurden, sind die vollendete Gestaltung der Formen und Volumen, sowie Licht- und Schatteneffekte. Dabei boten grundsätzlich Ruhe und Natur den unverzichtbaren Rahmen.
Der Zisterzienserorden breitete sich außerordentlich schnell aus, und bei der Gründung der Abtei Silvacane (um 1145) zählte er bereits ungefähr 330 Klöster.

### Das tägliche Leben der Zisterzienser
Der streng geordnete Tagesablauf der Mönche oder Nonnen ließ wenig Freiraum. Ihre Hauptbeschäftigungen waren das Gebet, die Lektüre, körperliche Arbeit, und Ausruhen, wobei die zu verrichtenden Arbeiten von den Jahreszeiten und den Bedürfnissen der Abtei abhingen. Darüber hinaus übte fast jeder Mönch ein besonderes Amt aus, wie etwa Prior, zweiter Prior, Vorsänger, Küster, Verwalter, Krankenpfleger, Verantwortlicher des Gästetrakts, Pförtner, Novizenbetreuer und andere. Allerdings lebten in Silvacane nie mehr als zwanzig Mönche. Schweigen zählte zu den Vorschriften der Regel, die Mönche verständigten sich mit Zeichen. Die körperliche Arbeit, Garten- und Feldarbeit oder handwerkliche Aktivitäten, nahmen vier bis sechs Stunden in Anspruch, während der Rest des Tages mit Gebeten und mit Lesen verbracht wurde. Die Gebete wurden von den drei Chören: „gesunde Mönche“, „gebrechliche Mönche“ und „Novizen“ gesungen. Nach einer sechs-, im Winter neunstündigen Nacht wurden die Mönche zur Mette, zum Morgengebet, geweckt. Danach fanden sie sich im Laufe des Tages zu sieben weiteren Stundengebeten zusammen. Zisterzienser tragen eine ungefärbte Wollkutte, weshalb sie auch „weiße Mönche“ genannt werden.

## Geschichte
Die Abtei Silvacane wurde kurz vor 1145 von Mönchen gegründet, die aus Morimond kamen, dem vierten Tochterhaus von Cîteaux. Nach Angaben von Gelehrten des 19. Jahrhunderts, die sich auf heute nicht mehr existierende Dokumente stützten, wurde das Kloster am Standort einer Einsiedelei aus dem 11. Jahrhundert errichtet. Kürzlich wurden an der Westwand des Kreuzgangs Teile von Fundamenten eines Gebäudes entdeckt, das älter ist als die Abtei, was diese These untermauert.

### Historisch-religiöser Hintergrund
Über die Umstände, unter denen sich die Zisterzienser in Silvacane niederließen, ist kaum etwas bekannt. Die Beweggründe des Adels, dessen Unterstützung wesentlich zum Erfolg des Ordens beitrug, waren oft von politischer Art. Das scheint auch bei dem in späteren Jahrhunderten oft als Klostergründer aufgeführten Raimond des Baux der Fall gewesen zu sein. 1145 hatte Raimond andere provenzalische Adelsfamilien überzeugt, sich gemeinsam gegen den Grafen der Provence aufzulehnen. Vielleicht versprach er sich einen politischen Nutzen von einer Abteigründung am Fluss Durance, das heißt an einer natürlichen Grenze zwischen der Grafschaft Provence, einem Besitztum des Hauses Barcelona, und dem Marquisat der Provence, das dem Hause Toulouse angehörte. Es steht jedenfalls fest, dass der Graf der Provence die Abtei 1150 in seinen Schutz nahm, bis bald darauf die Herren des benachbarten Schlosses La Roque und schließlich der Adelsfamilien von Lambesc und Cadenet diese Rolle übernahmen.
Eine Generation später, das heißt 1181, wird Bertrand des Baux, der Sohn Raimonds, von den Mönchen von Silvacane in einem Eintrag auf seiner Totenrolle als fundator (Gründer) bezeichnet. Auf diese Weise wurden wahrscheinlich die großzügigen Spenden gewürdigt, mit denen Bertrand die ecclesia (ein Ausdruck der sowohl die Kirche als auch den gesamten Klosterkomplex bezeichnen konnte) bedacht hatte. Der Urkunde zufolge war die ecclesia zu diesem Zeitpunkt noch nicht fertiggestellt.

### Wahl des Standorts und Lösung des Wasserproblems
Die Mönche von Morimond hatten die Vor- und Nachteile genau abgewogen, bevor sie sich für dieses klar abgegrenzte Grundstück entschlossen. Es lag an einer Durchgangsstraße, die dem Lauf der Durance folgte, in der Nähe des Schlosses La Roque und einige hundert Meter von Gontard entfernt, wo eine Fähre zum Überqueren der Durance bereitstand. Der Wunsch der ersten Zisterzienser, sich von der Welt abzuschließen, von der sie nichts zu erwarten und der sie nicht zu bieten hatte, außer ihren Gebeten, konnte sich also hier nicht vollständig erfüllen.
Der Name Silvacane – silva bedeutet „Wald“ und cana „Schilf“ – könnte darauf hinweisen, dass es sich um ein sumpfiges Gelände gehandelt hat. Doch geomorphologische Studien aus jüngerer Zeit belegen, dass die Feuchtigkeit, die von zwei Quellen stammten, keine gesundheitsgefährdeten Auswirkungen hatte. Außerdem trat die Durance nur äußerst selten in für die Abtei bedrohlichem Ausmaß über die Ufer. Solche Widersprüche lassen sich vermeiden, wenn cana als Adjektiv aufgefasst wird: canus, -a, -um bedeutet „grau“. Silvacane wäre also ein Ort bzw. gegründet an einem Ort, wo es einen „grauen Wald“ gab. Das würde auf Olivenbäume hindeuten, deren Farbe als graugrün, silbrig glänzend und grau beschrieben wird.
Den Mönchen gelang es, das reichlich vorhandene Quellwasser für ihren täglichen Bedarf zunutze zu machen. Mehrere Entwässerungsgräben, die bereits aus der Zeit vor der Erbauung stammten, zeugen von den Anstrengungen, die Feuchtigkeit einzudämmen und abzuleiten. Die südliche Quelle speiste einen Bach, der wahrscheinlich um das Gelände herum geleitet wurde, so dass er auf der Nordseite der Konventsgebäude unter den Latrinen verlief, sowie den Klostergarten und den Brunnen des Kreuzgangs versorgte. Im Südwesten speiste eine zweite Quelle die „Hôtellerie“ oder Gästetrakt und wahrscheinlich weitere Anlagen des Wehrflügels, die handwerklich oder landwirtschaftlich genutzt wurden. Die Mühle, von der keine Überreste erhalten sind, lag vermutlich im Norden des Komplexes. Nordwestlich der Konventsgebäude findet sich eine Zisterne.
Die verschiedenen Bauherren mussten die besondere Beschaffenheit des Geländes, vor allem dessen Höhenunterschiede, in ihren Planungen einbeziehen. So weist bereits der Fußboden der Abteikirche beträchtliche Höhenunterschiede auf, die man schon an der verschiedenen Höhenlage der Schwellen der drei Portale der Fassade erkennen kann. Die Bodenhöhen der Konventsgebäude nördlich der Kirche folgen gleichfalls dem natürlichen Gefälle des Geländes.

### Datierung der Klausur
Die genaue Datierung der Errichtung der Klausurgebäude, aus der Kirche und den Konventsgebäuden, ist äußerst schwierig. Sicher ist, dass die Bauarbeiten zwischen 1145 und 1181, dem Todesjahr von Bertrand des Baux, aufgenommen und wahrscheinlich gegen Ende des 13. Jahrhunderts mit dem Refektorium beendet worden sind. Aus einer erhaltenen Urkunde, die „vor dem Altar“ unterzeichnet wurde, geht hervor, dass der Altarraum eingewölbt war und bereits einen Altar enthielt. Aus stilistischen Elementen leiteten Historiker ab, dass die Kirche und der Ostflügel des Konvents zwischen 1175 und 1220, der Kreuzgang im 13. Jahrhundert und das Refektorium im 14. Jahrhundert entstanden sein müssen. Diese Datierungsversuche erweisen sich im Wesentlichen als richtig, wenn sie auch im Einzelnen korrigiert werden müssen. So traten bei kürzlichen Restaurierungsarbeiten neue Anhaltspunkte zu Tage, über deren Auswertungen noch keine Quellen bekannt sind.

### Zwei Jahrhunderte geistlicher und wirtschaftlicher Ausstrahlung
Einige Jahre vergingen, bis die Abtei ausreichende Spenden erhielt, um sich wirklich entfalten zu können. Doch ab 1170 stellte sie unzweifelhaft ein bedeutendes wirtschaftliches und geistiges Zentrum der Region dar.
Sie betreute die Kirche von Goiron im gebirgigen Hinterland Chaîne des Côtes, aber auch Saint-Victor in Gontard, Saint-Ètienne-de-Tertre in Saint-Estève-Janson und schließlich die Pfarrkirche von La Roque. Die Stifter wünschten meistens, in der Abtei begraben zu werden, einige ruhten sogar in der Abteikirche selbst.
1188 ist die Zahl der Mönche und das Spendenaufkommen soweit angestiegen, dass man ein Tochterkloster gründen konnte. So entstand mit der Unterstützung der Familie Simiane, die bereits die Gründung von Sénanque initiiert hatte, in der Diözese Apt das Kloster Valsainte.
Erhalten ist unter anderen eine Urkunde über die Schenkung der Hälfte des zwischen der Durance und dem Château de Contard gelegenen Waldes an das Kloster Saint-Victor um 1050. Im 12. Jahrhundert ging dann das Waldstück an Silvacane.
Zu Silvacane gehörten auch fünf kleine Bauernhöfe (frz. Grange), die von Laienbrüdern bewirtschaftet wurden. Die Gehöfte liegen alle auf dem linken Ufer der Durance, die das Kloster den, je nach Zeitabschnitt mehr oder weniger großzügigen Schenkungen der Herrschaften von La´Roque verdankte. Die Grange de Contard, die in der Nähe der Fähre und der Kirche Saint-Victor angelegt wurde, lebte hauptsächlich von Gemüse-, Wein- und Olivenanbau, während in der größeren, westlich der Abtei liegenden Grange de La Borde Getreideanbau und Viehzucht betrieben wurden. Nach und nach überschrieben die Adelsfamilien von Cadenet, Mallemort uns Lambesc dem Kloster auch die sumpfigen, aber auch fruchtbaren Ländereien am rechten Ufer des Flusses und überließen es den Mönchen die notwendigen Entwässerungsmaßnahmen zu treffen. Diese Grundstücke bildeten drei Gehöfte, die Grange Ferrage, in der Nähe des heutigen Dorfs Cadenet, die Grange du Lauron, sowie die Anfang des 13. Jahrhunderts entstandene Grange des Segadas, die zur Gemeinde Villelaure gehörte.
Der Status des Laienbruders, ein Klostermitglied, das nur einen Teil der Gelübde abgelegt hat, besteht seit dem 11. Jahrhundert. Diese Brüder waren im Allgemeinen bäuerlicher Herkunft und führten die meisten materiellen Aufgaben aus, die für den Ablauf des praktischen und wirtschaftlichen Lebens im Kloster erforderlich sind. Da für die Zisterzienser die Eigenbewirtschaftung vorgeschrieben war, durfte kein Bauer für sie arbeiten. Folglich verbrachten die Laienbrüder den größten Teil ihrer Zeit mit körperlicher Arbeit, besonders in den Gehöften und wohnten nicht allen Gebeten und Messen bei. Sie trugen auch andere Kutten als die Mönche, sowie einen langen Vollbart. Nachdem in den ersten Jahrzehnten zahlreiche Laienbrüder in den Zisterzienserklöstern gelebt hatten, nahm ihre Zahl gegen Ende des 13. Jahrhunderts ab, sodass die Gemeinschaften ihr Wirtschaftssystem ändern mussten. In Silvacane ist keine Spur von speziell für die Laienbrüder bestimmten Gebäuden vorhanden, weder Wohngemächer, noch die übliche Gasse an der Westseite des Kreuzgangs, oder die besondere Tür in der an den Kreuzgang grenzenden Seitenschiffwand der Kirche. Wahrscheinlich stellte man ihnen hier außerhalb des eigentlichen Klosters ein Gebäude zur Verfügung und plante den Bau eines Westflügels, zu dem es allerdings nie gekommen ist.
Für ein Ereignis der Geschichte des Klosters hat man bis heute keine plausible Erklärung. 1289 nahmen „schwarze“ Mönche, das heißt Benediktiner, die der Zisterzienserreform nicht gefolgt sind, aus der Abtei Montmajour (Bouches-du.Rhone) die Abtei und ihre Gehöfte ein. Der Abt von Silvacane bat den Grafen der Provence und König von Sizilien, Charles II., um Hilfe. Dieser ließ von einem Notar eine Bestandsaufnahme sämtlicher Besitztümer des Klosters zusammentragen, damit sie ohne Verluste an die rechtmäßigen Eigentümer zurückgegeben werden konnten.
Die heute erhaltene Urkunde wurde im Oktober 1289 am Hof von Aix-en-Provence verfasst und ist eine Kopie mehrerer Bestandsaufnahmen, die im Juni und August dieses Jahres erstellt worden sind. Die Listen der Gebrauchsgegenstände, insbesondere der liturgischen Instrumente, geben Aufschluss über das tägliche Leben der Mönche. Kreuze, Krummstäbe und Leuchter „aus Limoges“, Reliquienschreine, Silberkelche und -schalen, Messgewänder aus Leinen und Seide, mehr oder weniger geschmückte Alben, Altartücher und so fort. Der Notar zählte sämtliche Matratzen, Decken und Kopfkissen, die im Gästetrakt sowie im Schlafzimmer des Abts aufbewahrt wurden. Darüber hinaus erfährt man Einzelheiten über die Aktivitäten an den einzelnen Gehöften. Zum Bestand von La Borte zum Beispiel gehörten Zugochsen, Pferde, Ziegen, Schafe sowie Werkzeuge zum Scheren.
Mit diesem Dokument forderte Charles II., kurz darauf auch die Kirche, den Abt von Montmajour auf, das besetzte Kloster zu räumen und die gefangen gehaltenen Mönche freizulassen, was im Oktober 1289 nachweislich nicht geschehen ist. Erst im Laufe des folgenden Jahres wurde der Konflikt gelöst.
Bis zum Beginn des 14. Jahrhunderts führte das Kloster Silvacane zwar ein bescheidenes aber dennoch blühendes Dasein. Gemäß einer notariellen Urkunde aus dem Jahr 1213 lebten dort mindestens 22 Mönche und 17 Laienbrüder. Leider ist jedoch nichts über das geistliche und geistige Leben der Gemeinschaft in dieser Epoche bekannt.

### Wirren des 14. Jahrhunderts und ihre Folgen
Bis zum Ende des 13. Jahrhunderts dehnte sich der Klosterkomplex nach und nach nördlich der Kirche aus. Allerdings fehlten offensichtlich die Mittel, um einen Westflügel zu erbauen, in dem üblicherweise die Vorratsräume, wie auch die Räumlichkeiten der Laienbrüder untergebracht waren.
In ganz Europa ließ damals die Spendenwilligkeit gegenüber den Zisterziensern und auch die Anzahl der Novizen allmählich nach. Außerdem gingen auch die dramatischen Ereignisse des 14. Jahrhunderts an der Abtei Silvacane nicht spurlos vorüber. Inwiefern die „Schwarze Pest“, die zwischen 1348 und dem Beginn des 15. Jahrhunderts zweimal über die Gegend um Aix-en-Provence hereinbrach, die Klostergemeinschaft dezimierte, ist kaum abzuschätzen. Dagegen sind die Auswirkungen der Klimaveränderungen bekannt: Bei den Überschwemmungen der Durance erreichte das Wasser immer häufiger das Refektorium. Des Weiteren beklagten sich die Mönche über Plünderungen heimischer Adliger und ausländischer Söldner. Letztere profitierten von der politischen Unsicherheit, die durch die Konflikte zwischen den Anhängern und den Widersachern der Königin von Neapel und Gräfin der Provence, Jeanne I., entstanden war. Ihre Politik brachte die Unabhängigkeit der Grafschaft in Gefahr.
Ein weiteres Missgeschick ereilte das Kloster 1359, als Pierre de Samson, Abt von Silvacane, an die Abtei von Chambons in der Diözese Viviers berufen wurde und dabei Bücher und weitere Gegenstände mitnahm. Trotz der Mahnungen Roms gelang es Silvacane bis 1367 nicht, ihren Besitz zurückzuerlangen.
Doch war die Verarmung der Abtei nicht unaufhaltsam, denn schon in der zweiten Hälfte des 14. Jahrhunderts konnten dank großzügiger Schenkungen die erforderlichen Restaurierungsarbeiten in Angriff genommen werden. Allerdings erholte sich Silvacane wirtschaftlich nie vollständig von den Katastrophen der Epoche, in der die ganze Provence stark in Mitleidenschaft gezogen und entvölkert worden ist.

### Aufgabe der Zisterzienserregel
1425 wurde die Abtei Valsainte, die nicht mehr eigenständig bestehen konnte, auf Veranlassung des Generalkapitels Cîteaux an Silvacane angeschlossen, obwohl auch die Mutterabtei nur noch zwei bis drei Mönche zählte. Antoine de Boniface, der vor 1420 zum Abt ernannt wurde, wendete sich an den Grafen der Provence und König von Sizilien, um die Privilegien der Abtei wiederherzustellen. 1433 wurde Antoine zusätzlich Verwalter des Klosters Le Thoronet, das praktisch verlassen war. Doch waren seine Bemühungen vergeblich, denn es gelang ihm nicht, diese Zisterzienserklöster wiederherzustellen.
1443 wurde zwischen der Abtei Cîteaux, dem Kapitel von Aix-en-Provence und dem Papst Verhandlungen über den Austritt des Klosters Silvacane aus dem Zisterzienserorden eingeleitet. So wurde die Abtei im Jahre 1455 an das Kapitel der Aixer Kathedrale angeschlossen, der sie bis zur Französischen Revolution unterstand.
Die Abteikirche wurde zur Pfarrkirche des neuen Dorfes La Roque-d'Anthéron, das 1514 auf Initiative des Adelsherrn Jean de Forbin mit Einvernehmen des Kapitels von Aix gegründet worden war. Dieser Vorgang war typisch für die Epoche der Neubesiedlung der Provence, die 1460 begonnen hatte und in der häufig Vereinbarungen zwischen siedlungsbereiten Bauern und den Landadeligen getroffen wurden. Damals kamen zahlreiche Einwanderer aus dem Piémont in das mittlere Durancetal, die bald darauf zum evangelischen Glauben übertraten und Opfer religiöser Verfolgungen wurden. Die fünfzig provenzalischen Familien, die sich 1521 endgültig in La Roque-d'Anthéron niederließen, entkamen der ersten Plünderungs- und Mordwelle, die 1545 ihre Gegend heimsuchte. Ab 1570 wurde Silvacane nacheinander von Protestanten und Katholiken geplündert. Archäologische Ausgrabungen brachten zutage, dass die alte „Hôtellerie“ eingenommen worden war, ehe sie im 16. Jahrhundert gänzlich abbrannte.
Im 17. und 18. Jahrhundert wurde lediglich die Kirche restauriert und die Steine der anderen Gebäude teilweise von den Dorfbewohnern für ihre eigenen Zwecke gebraucht. 1742 erwirkten die Dorfbewohner, dass ihre neue Dorfkirche zu ihrer Pfarrkirche wurde. In Silvacane soll bis zur Revolution (1789) ein Einsiedler gelebt haben.

Westseite der Abtei, Aquarell, Ende 18. Jahrhundert, links Ruine Nebengebäude

### Abtei zu verkaufen
1790 wurde auch Silvacane zum Staatsbesitz erklärt, in Parzellen aufgeteilt und versteigert. Ein Steinbruchbesitzer zeigte sich interessiert, aber zum Glück wurde das Anwesen schließlich an einen reichen evangelischen Notar namens Garcin verkauft, der die Ländereien an Landwirte verpachtete.

Westseite der Abtei, Aquarell Ende 18. Jahrhundert

Bauunternehmer wollten die Kirche gerne abbrechen, denn sie brauchten Material für den Kanalbau in Richtung Marseille und für eine Hängebrücke, die bei Cadenet die Durance überqueren sollte. Doch der Ingenieur de Pertuis, der die Bauarbeiten am Kanal beaufsichtigte, war dagegen, denn „die Bevölkerung ist mit diesem Bauwerk verwachsen wie mit ihren tiefsten religiösen Überzeugungen, und selbst wenn es nicht seinem ursprünglichen Bestimmungszweck zurückgegeben wird, so würde es sich doch aufgrund seiner schönen Proportionen, seines hervorragenden Erhaltungszustandes, seiner Nähe zu den großen Krapp- und Maulbeerpflanzungen sowie zu Wasserstellen ausgezeichnet als Fabrik eignen und könnte so eine neue Quelle des Reichtums für die ganze Region werden“.
Nachdem von privater Seite mehrfach der Rückkauf durch den Staat gefordert worden war, wurde der Architekt Charles Questel von der Denkmalpflegekommission beauftragt, den baulichen Zustand der Kirche festzustellen; Der Eigentümer weigerte sich, sie zu verkaufen, doch kraft eines Erlasses des Königs Louis-Philippe vom 9. Mai 1845 wurde er enteignet und der Kaufvertrag für die Kirche am 2. Februar 1846 unterzeichnet. Am 10. Oktober forderte die Departementsvertretung den Erwerb „des Kreuzgangs und mehrerer bemerkenswerter Säle des ursprünglichen Bauwerks“. Bei der Sitzung der Denkmalpflegekommission sprach der Leiter der Behörde und Schriftsteller Prosper Mérimée ein Machtwort: „Ich würde es vorziehen, wenn wir Sénanque vorziehen“.

Kapitelsaal als Stall genutzt, Aquarell Ende 18. Jahrhundert

### Sanierungsmaßnahmen im 19. und 20. Jahrhundert
Die Restaurierung der Kirche verzögerte sich und 1869 stellte der für die Kommission tätige Architekt Henri Révoil fest, dass ein Strebepfeiler des Mittelschiffs eingestürzt war. Außerdem sei das Dach von Vegetation bedeckt, die bereits erheblichen Schaden angerichtet hat. Er beklagte weiter: „Wenn man durch dieses ehrwürdige Kloster mit seinem eindrucksvollen Refektorium und dem eleganten Kapitelsaal geht, stimmt es einen zwangsläufig traurig, dass es teilweise als Jauchegrube, beziehungsweise als Pferde- oder Schweinestall dient und dafür äußerst bedauerliche Veränderungen vorgenommen wurden.“
Fünf Jahre später wurden dann die losgelösten Steinplatten der Dächer durch Ziegel ersetzt, die Risse in der Fassade und der Vierung abgedichtet und die kleinen Säulen des Dachreiters über der Vierung wiederhergestellt. 1903 erfolgten weitere Ausbesserungen an den Dächern der Kirche und der nördlichen Kreuzganggalerie. Schließlich wurden 1932 Verhandlungen über den Ankauf der restlichen Abteigebäude eingeleitet, die immer noch im Besitz der Familie Garcin waren. Der Architekt Jules Formigé bedrängte den Minister: „Das Refektorium dient nach wie vor als Kaninchenstall, im Kreuzgang ist der Boden aufgeschüttet …“ Formigé ließ das Armarium (Büchernische) freilegen und den Durchgang zwischen dem Dormitorium und der Kirche wieder aufbrechen.
Am 28. Juli 1943 wurde Silvacane endlich offiziell unter Denkmalschutz gestellt. Den Enteignungserlass unterzeichneten Charles de Gaulle und der Bildungsminister Capitant am 3. Februar 1945. Doch die Pächterin, die Gouvernante und Erbin des Notar Garcin, Simonette Rossano, verließ das Anwesen erst fünf Jahre später. So konnten die eigentlichen Bauarbeiten erst im Jahr 1950 aufgenommen werden.
Chefarchitekt Paul Colas ließ den Kreuzgang freiräumen, die Mönchsräume und das Refektorium trockenlegen, den Boden der Ostgalerie mit einer feuchtigkeitsundurchlässigen Betonsohle abdichten und anschließend mit Steinplatten abdecken. Anschließend wurden die Schlafgemächer im Obergeschoss des Ostflügels freigeräumt und alle Böden mit Steinplatten belegt, die weitgehend vorhanden waren. 1955 nahm Colas dann auch die Ausbesserungen der Dächer des Mönchstraktes und des Refektoriums in Angriff.
Colas Nachfolger Jean Sommer nahm 1960 Bodenuntersuchungen im Bereich des Kreuzgangs und in der unmittelbaren Umgebung der Bauwerke auf. Dabei traten einige Kapitelle und Säulenbasen zu Tage, die er bei der Restaurierung der nördlichen Kreuzganggalerie einsetzen konnte. Außerdem ließ er den Erdboden des Kreuzganghofs bis auf die ursprüngliche Höhe abtragen und legte das Brunnenbecken und Teile seines Randes frei. Parallel dazu wurden das Calefactorium (Wärmestube), der Kapitelsaal, das Dormitorium und schließlich das Refektorium restauriert.

## Bauwerke

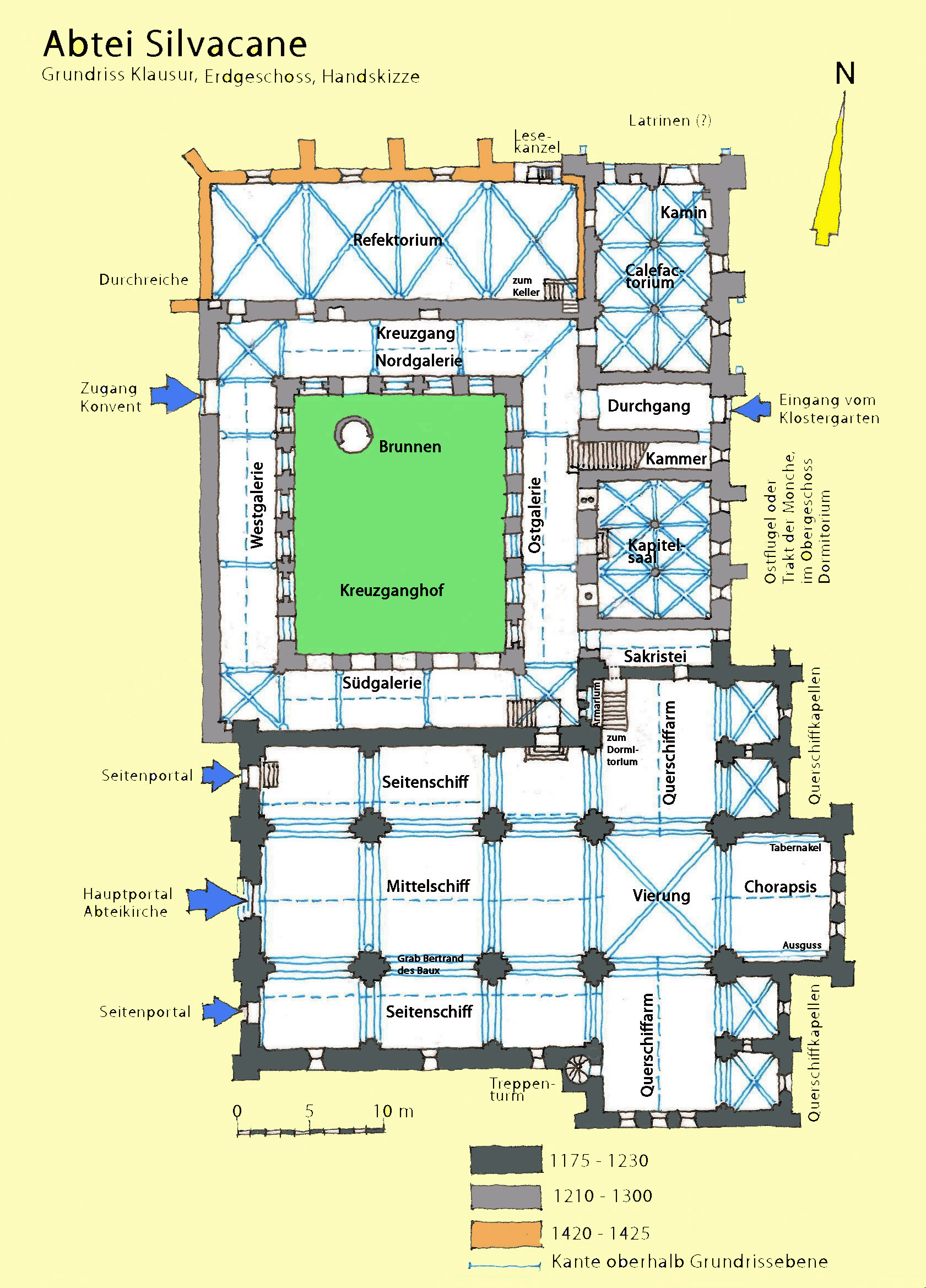

Abmessungen zirka, ohne Wandvorsprünge, aus Zeichnung gemessen und hochgerechnet:
Kirche:
- Gesamtlänge außen: 42,20 m
- Breite Langhaus außen: 23,45 m
- Breite Langhaus innen: 21,15 m
- Länge Querhaus außen: 32,80 m
- Länge Querhaus innen: 30,65 m
- Breite Chor / Mittelschiff innen: 8,75 m

Konventsgebäude:
- Länge Ostflügel außen (ab Querhausgiebel): 38,20 m
- Länge Refektorium zuzüglich Ostflügelbreite außen: 36,65 m
- Lichte Weite Kreuzganghof: 18,40 × 14,40 m
- Lichte Weite Kreuzganggalerie: 4,30 m
- Innenmaße Calefactorium: 3,35 × 8,15 m
- Innenmaße Refektorium: 7,80 × 25,15 m

### Außenanlagen, Zusatzbauwerke

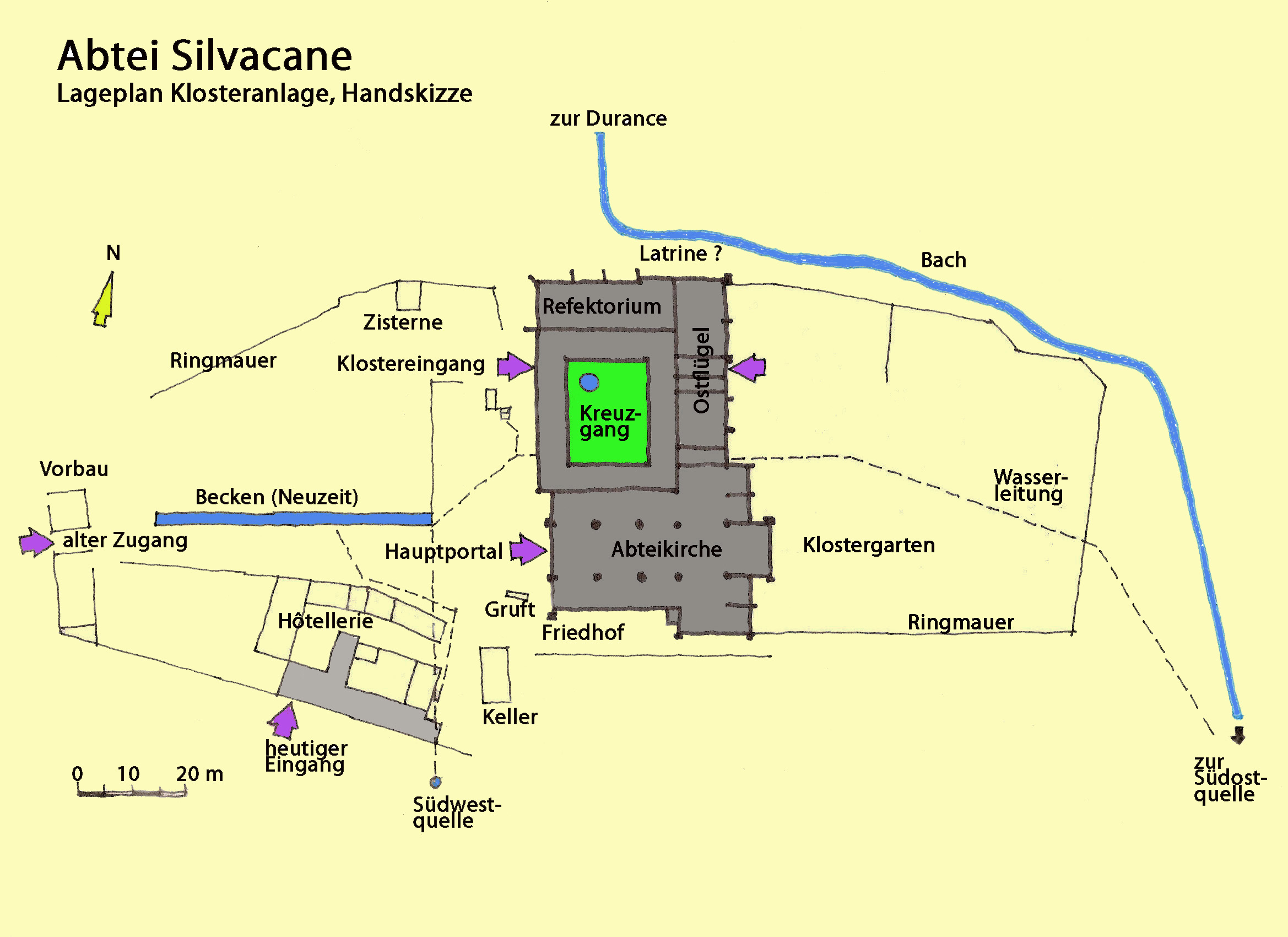

Neben der Klausur gehörten zu jeder Zisterzienserabtei eine Reihe weiterer Einrichtungen, die für das tägliche, praktisch autark geführte Leben der Glaubensgemeinschaft unerlässlich waren. Der gesamte Komplex war von einer ausgedehnten Ringmauer umschlossen. In Silvacane kam dieses Mauerwerk bei den archäologischen Ausgrabungen zu Tage, die in den 1980er-Jahren unter der Leitung von Michael Fixot stattfanden und seit 1993 von Nathalie Molina fortgeführt wurden.
Der mittelalterliche Vorbau, der im Westen knapp fünfzig Meter von der Fassade der Kirche und in ihrer Achse freigelegt worden ist, bestand aus einem Durchgang mit einem Tor, der von zwei seitlichen einräumigen Flügeln flankiert wurde und wahrscheinlich ein Obergeschoss besaß. Der Südflügel wies an der Südseite ein kleineres Zimmer auf. Nach der Regel des heiligen Benedikt sollte das Schlafgemach des Pförtners unmittelbar am Klostereingang liegen. Die Absicht, den Eingangsbereich architektonisch in die Fassadengestaltung der Kirche einzubeziehen, wurde von Michel Fixot aufgezeigt.
Heute betritt man das Klostergelände nicht mehr durch den Vorbau, sondern durch einen erst vor kurzem entstandenen erdgeschossigen Flügel, der im Südwesten der Abtei auf den Fundamenten der mittelalterlichen Hôtellerie (Gastgebäude) errichtet wurde. Vom 13. Jahrhundert an wurden bauliche Vorkehrungen getroffen, um Gäste gebührend, aber separat der Klausur empfangen zu können. Dabei entstand ein neuer breiter Eingang in der Südmauer, in etwa dort, wo sich auch heute der Eingang befindet, der zusätzlich oder anstelle des alten Vorbaus benutzt wurde. Aus der Bestandsaufnahme des Jahres 1289, in der auch die Betten und Decken aufgeführt sind, kann man teilweise den Bestimmungszweck der einzelnen Räume dieses freigelegten Bauwerks erkennen. Der Notar durchquerte zuerst eine Backstube, anschließend eine „Etage“, ein Krankenrevier, einen Gastraum (hospitium), möglicherweise einen Krankenpflegesaal (hospitalium), und sogar die Schlafkammer des Abts. Diese Einzelheiten werfen ein neues Licht auf die Lebensweise der Zisterzienser, die sich hier weitaus offener gegenüber der Außenwelt zeigten, als man im Allgemeinen annimmt. Dennoch enthält die Regel des heiligen Benedikt sehr strenge Vorschriften über den Umgang mit Gästen im Kloster. So nimmt der Abt seine Mahlzeiten nicht mit den Brüdern, sondern mit den Gästen in seinem privaten Refektorium ein. Der Kontrast zwischen dem bescheidenen Mauerwerk der Hôtellerie und den restlichen Gebäudeteilen deutet darauf hin, dass hier die finanziellen Mittel des Klosters an ihre Grenzen stießen.
In unmittelbarer Nähe südwestlich der Kirche wurde im Mittelalter ein halbunterirdischer Keller erbaut, den die Mönche aber nicht lange benutzten. Nördlich des langen, in der Neuzeit entstandenen Beckens muss ein weiterer, für die 1289 erwähnten handwerklichen und landwirtschaftlichen Arbeiten genutzter Trakt gelegen haben. Vermutlich befanden sich darin auch die Gemächer der Laienbrüder, sowie die Küche der Mönche.
Vor der Fassade der Kirche und vor deren Südseite erstreckte sich der Friedhof, von dem einige Sarkophage erhalten sind.
Im Osten der Abtei umgibt eine Mauer aus jüngerer Zeit den Klostergarten, der ein starkes Gefälle aufweist. Ein Durchgang führt im Ostflügel zu diesem Garten, in dem die Mönche Obst und Gemüse anbauten, den nur sie alleine betreten durften. Die mittelalterliche Aufteilung des Gartens ist heute nicht mehr nachzuvollziehen. Die Bewässerung erfolgte durch eine Quelle, die auch das Becken des Kreuzgangbrunnens speiste. Im Südosten wurde im Mittelalter außerhalb der Ringmauer eine Quelle erschlossen und in jüngerer Zeit ein Waschtrog angelegt. Diese Quelle speiste auch den Bach, der im Norden um den Klostergarten herumgeführt war, um dann gegenüber dem Refektorium nach Norden abzuschwenken. Es wird vermutet, dass er unter einem Latrinengebäude durchfloss, das etwa gegenüber dem Calefactorium stand, in dessen Nordwand eine entsprechende Tür für eine kurze Verbindung sorgte.

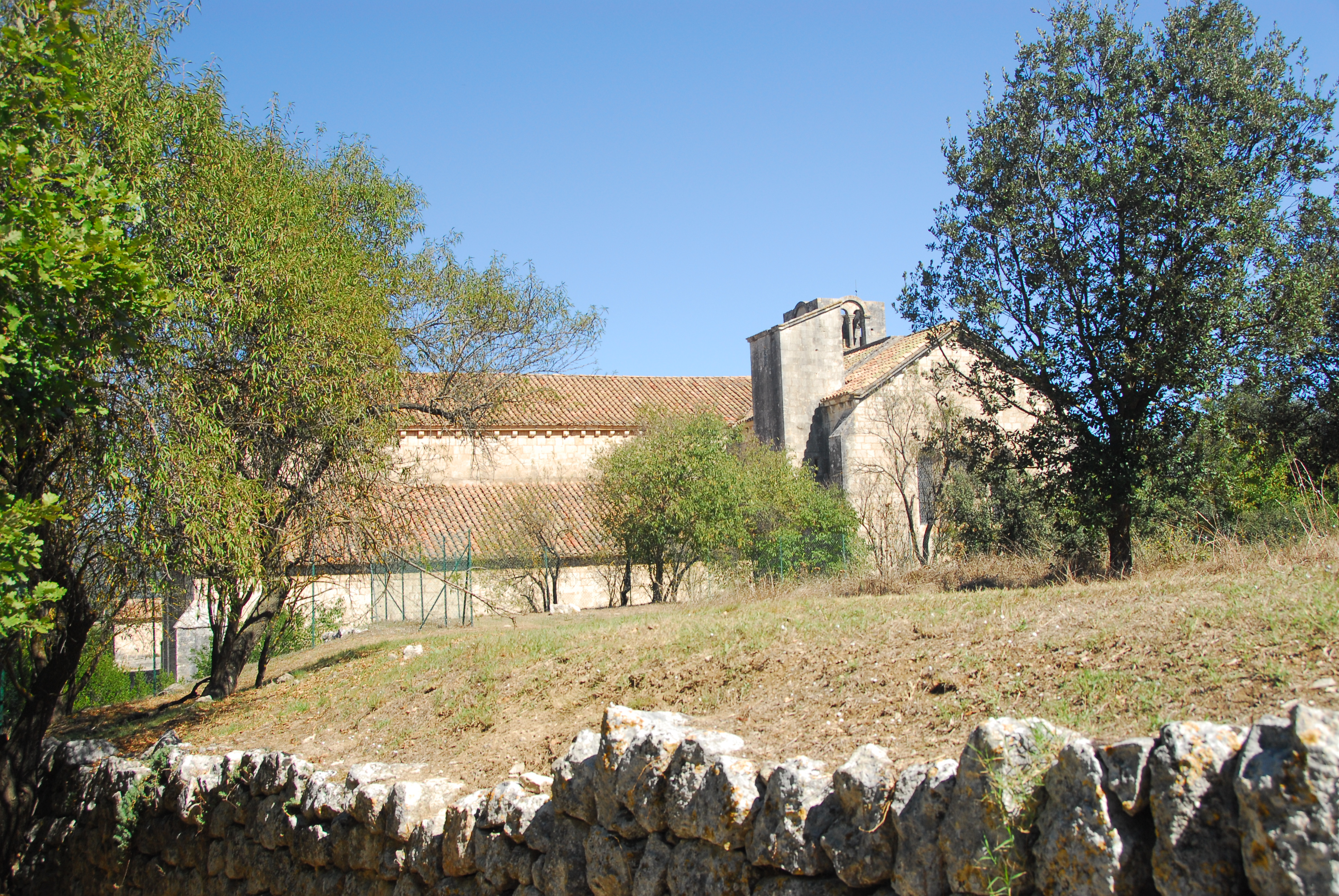
Abteikirche von Süden

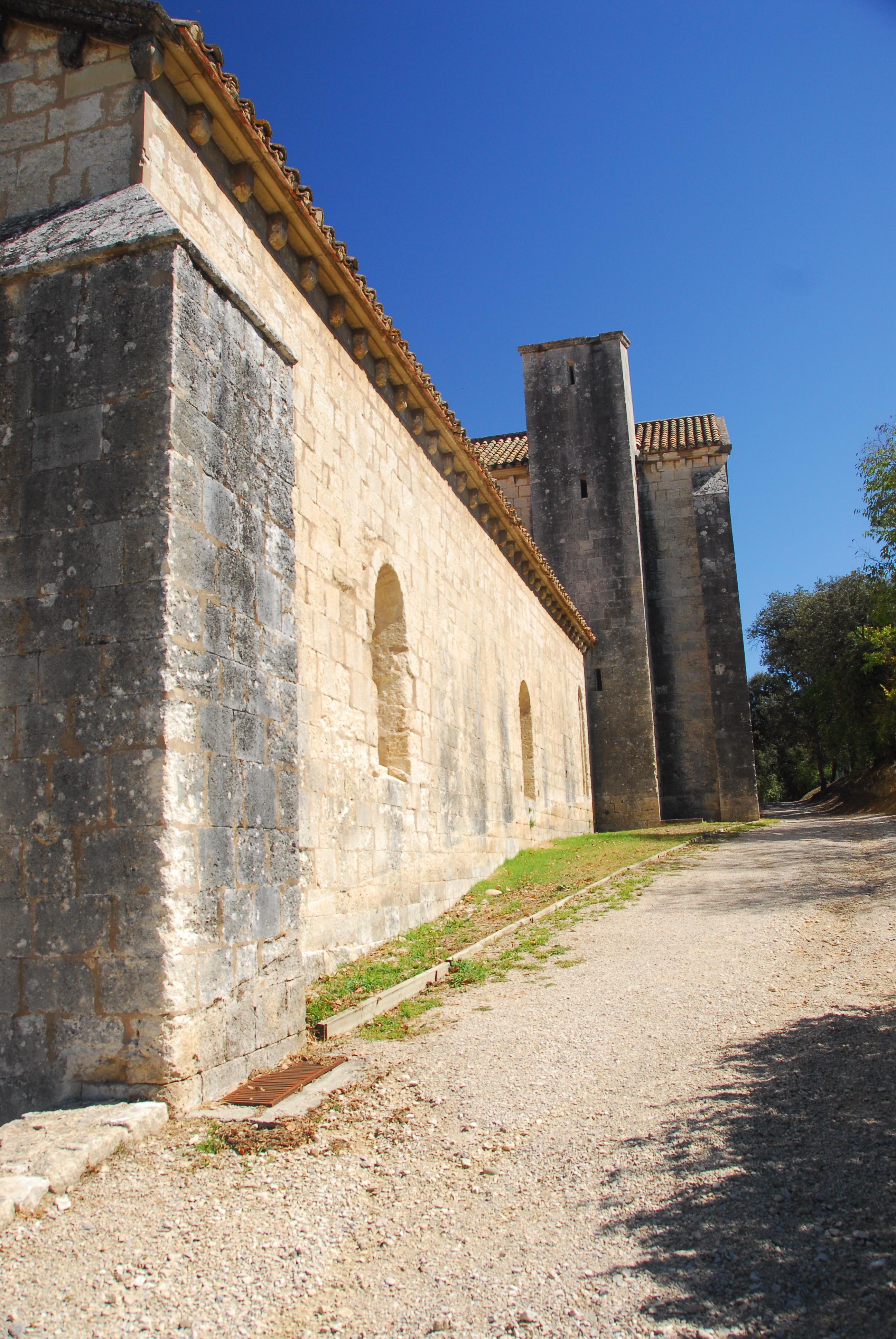
Südseite von SW

### Abteikirche

#### Äußere Erscheinung

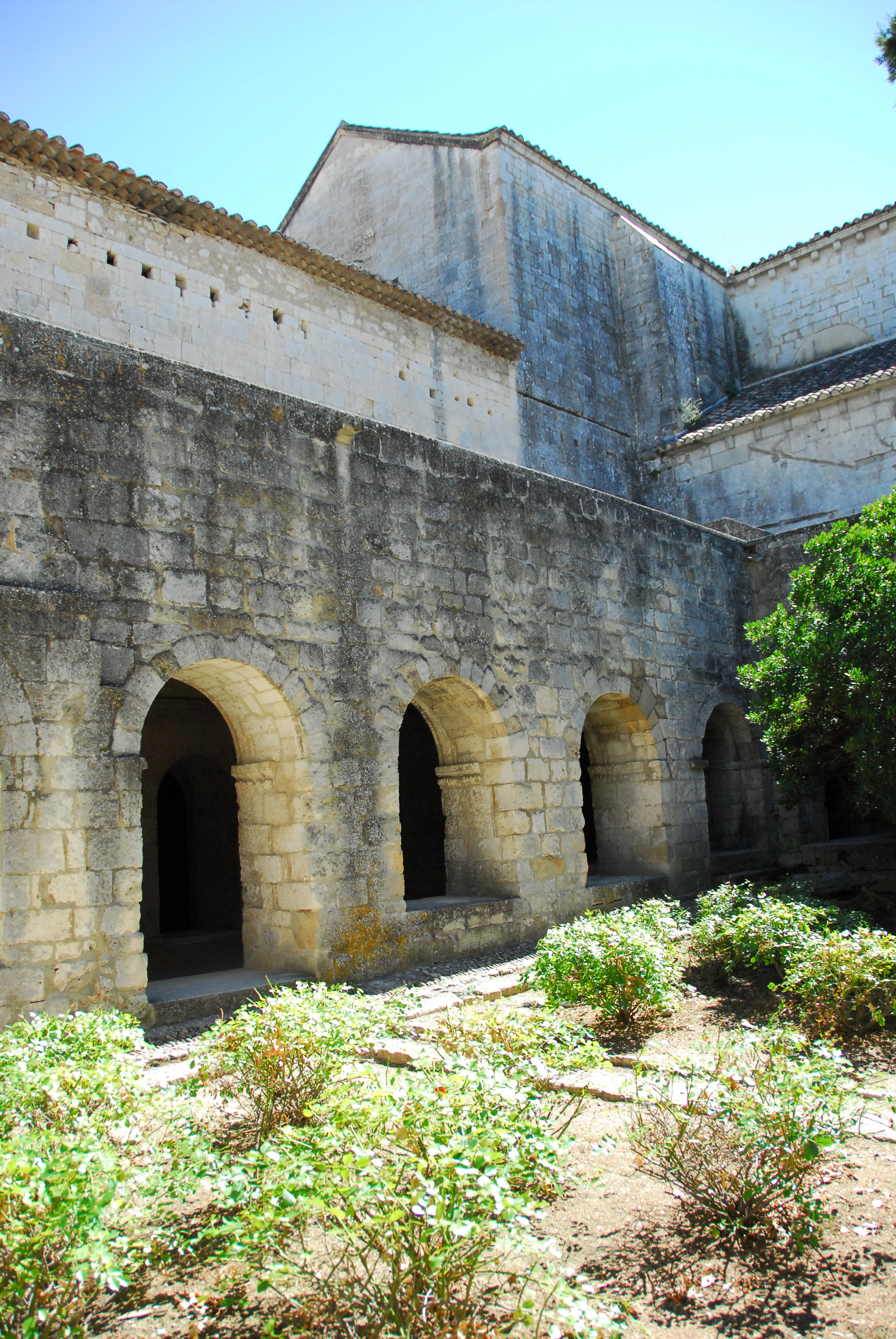
Kreuzganghof, SO-Ecke

Die Abteikirche von Silvacane steht auf dem typischen Grundriss der Zisterzienserkirchen in Form eines nach Osten ausgerichteten lateinischen Kreuzes, aus einem dreischiffigen Langhaus mit einem hohen Mittelschiff und zwei niedrigeren Seitenschiffen, aus einem weit ausladenden Querschiff in gleicher Höhe wie das Mittelschiff und einem Chorhaupt dessen Höhe deutlich unter der des Querhauses bleibt und im Osten gerade abgeschlossen ist. Die Mittel-, Querschiff und Chor weisen Satteldächer auf mit etwa 30 Grad Neigung die Seitenschiffe sind von Pultdächern in gleicher Neigung überdeckt. Auf den Ostseiten der Querschiffarme sind je zwei Kapellen mit Pultdächern in gleicher Neigung angefügt.
Diese Bauform, die man bei einer ganzen Reihe von Zisterzienserabteien vorfindet und als bernardisch bezeichnet, nach dem heiligen Bernhard von Clairvaux, obwohl dieser bedeutende Geistliche mit Sicherheit keine bautechnischen Anweisungen erteilte.
Auf den Seiten des Langhauses gibt es lediglich drei rundbogige Fenster in der Wand des südlichen Seitenschiffs, von denen das nördliche etwas höher angeordnet ist als die anderen. In der nördlichen Wand des Mittelschiffs kann man oberhalb des Seitenschiffdachs im Bereich des dritten Kirchenjochs die Konturen eines Fensterbogens erkennen, die von einem ehemaligen Fenster stammen, das im Innern der Kirche noch erhalten ist, durch das aber kein Licht mehr einfällt. Möglicherweise war vor diesem Fenster in das Dach des Seitenschiffs ein Lichtschacht eingelassen, der später wegen der auftretenden Probleme wieder verschlossen worden ist.

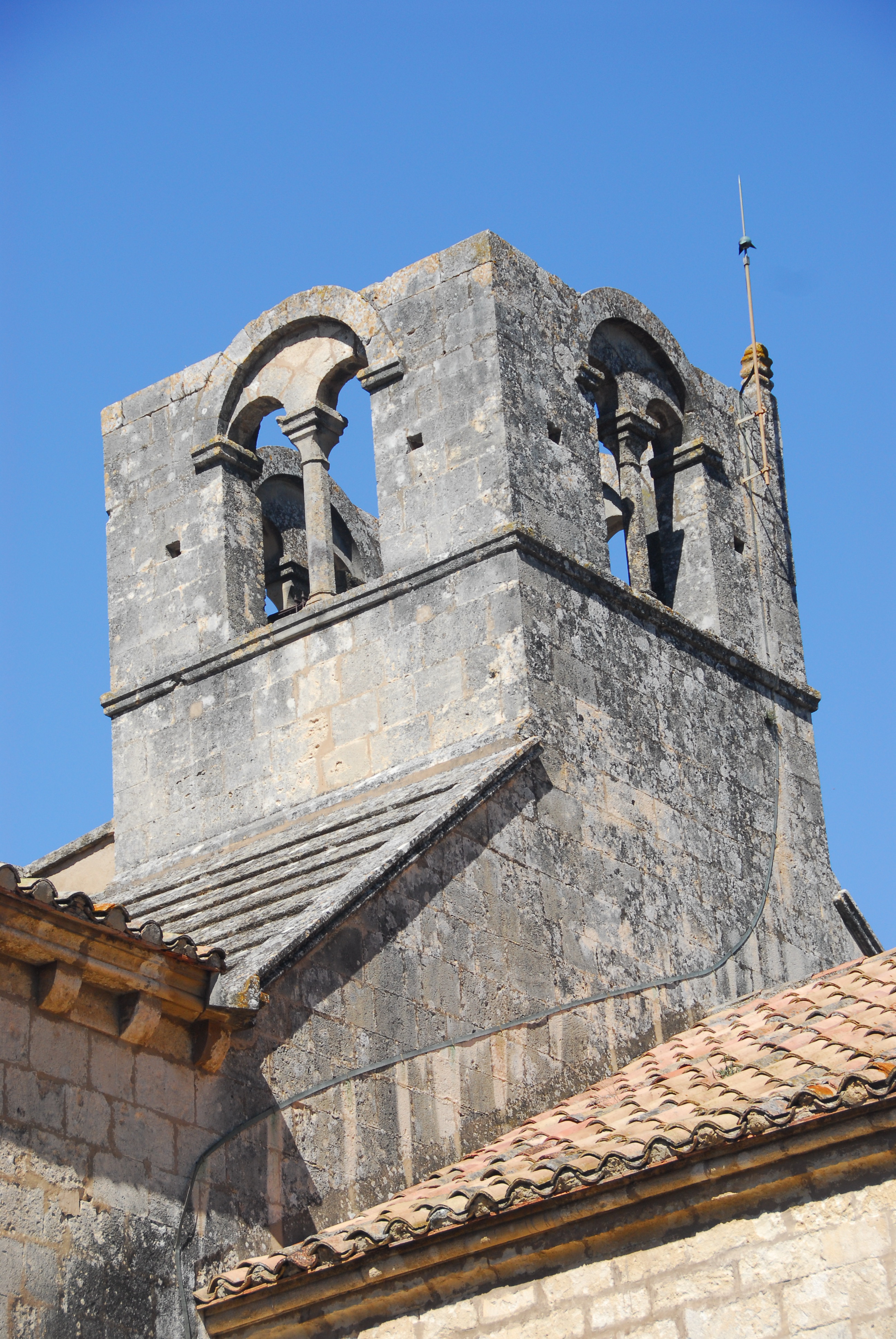
Vierungsturm von SO

In der Giebelwand des südlichen Querhausarms ist auf etwa halber Wandhöhe eine Dreiergruppe schlanker rundbogiger Fenster ausgespart, deren Gewände auswärts aufgeweitet sind. In der gegenüber stehenden nördlichen Giebelwand ist weit oben ein recht kleines kreisrundes Fenster ausgespart, das über dem First des Dormitoriums angeordnet ist. In den beiden Ostwänden der Querhausarme ist unweit des Chors auf jeder Seite ein rundbogiges Fenster ausgespart, mit weit aufgeweiteten Gewänden. Die Fensterunterkanten liegen deutlich unter dem Pultdachfirst der Kapellen. Daher wurde hier vor jedem Fenster im Dach eine Art Lichtschacht eingelassen, der bis dahin hinunterreicht, was aber häufig zu Entwässerungsproblemen führt (siehe vorherigen Absatz). In den Ostwänden der Querhauskapellen ist jeweils ein schlankes kleines rundbogiges Fenster ausgespart mit aufgeweiteten Gewänden.
In der östlichen Giebelwand des Chorhauptes ist in der unteren Hälfte eine Dreiergruppe schlanker rundbogiger Fenster ausgespart, ebenfalls mit aufgeweiteten Gewänden. Nicht weit darüber befindet sich ein kreisrunder Okulus, auch Ochsenauge genannt, dessen Gewände nur schlicht abgestuft ist. Es ist mit einem rosettenförmigen Maßwerk dekoriert.
Nahezu alle Dächer wurden seit dem 16. Jahrhundert nach und nach und als Ersatz der ursprünglichen flachen grauen Steinplatten, mit roten Hohlziegeln in römischem Format, auch Mönch-Nonnen-Ziegel genannt, eingedeckt, die an den Traufen über weit ausladenden Traufgesimsen aus doppelten Rundstabprofilen leicht auskragen, die von Kragkonsolen unterstützt werden, deren untere Sichtkanten ausgerundet sind. Bei den Chortraufen fehlen diese Konsolen. Die Ortgänge des Langhauses und des Chors sind jeweils ähnlich ihren Traufen ausgebildet, und zwar aus profilierten Gesimsplatten, beim Langhaus auf Kragkonsolen, beim Chor ohne diese.
Über der Vierung ragt ein steinerner Dachreiter auf, mit einem quadratischen Umriss, der allerdings deutlich kleiner ist als der der Vierung. Sein ursprüngliches Dach fehlt und die ehemalige Glockenstube ist oberseitig gänzlich offen geblieben. Seine Ostwand steht auf der Ostwand des Querhauses. An seiner Nord- und Südwand schließt je ein dreieckiger Pultdachzwickel an, der die Neigung des Mittelschiffsdachs übernimmt, und östlich von einem Ortgang und westlich von einer diagonalen Kehle als Übergang in das Querhausdach begrenzt wird. Die Zwickel sind mit glatten Steinplatten abgedeckt, mit denen ursprünglich alle Dächer eingedeckt waren. Etwa einen Meter höher als die Pultdachanschlüsse wird der Dachreiter umlaufend von einem Kragprofil umschlossen. Darauf stehen breite rundbogige Blendarkaden, deren Bogenfelder von schlanken rundbogigen Zwillingsarkaden unterstützt werden. Alle Arkadenbögen sind scharfkantig ausgebildet. Die Zwillingsbögen stehen jeweils mittig gemeinsam auf einer schlanken Säule, die mit profilierten Kämpfern und Basen auf kantigen Plinthen, und mit schlicht skulptierten Kapitellen ausgerüstet sind. Die äußeren Zwillingsbögen stehen auf profilierten Kämpfern der Öffnungslaibungen.
Solche „stolzen“ Steinkonstruktionen wurden im 12. Jahrhundert eigentlich von den Generalkapiteln nicht zugelassen, aber ein Glockenturm, manchmal auch eine Glockenwand, waren unerlässlich, um die Mönche, die sich weit von der Kirche entfernt aufhielten, zum Gebet, zur Messe, zum Kapitel und zu den Mahlzeiten rufen zu können. Deshalb entschloss man sich bei mehreren Zisterzienserabteien zu der Lösung, auf der Vierung einen hölzernen oder besser steinernen Dachreiter zu errichten. Allerdings ließ sich hier die elegante Eleganz der architektonischen Gestaltung der Maueröffnungen durch keine Bestimmung der Regel rechtfertigen.
In dem kleinen im Grundriss fast quadratischen Treppenturm, der auf der Westseite des südlichen Querhausarms angebaut worden ist, führt eine Spindeltreppe auf die Kirchendächer und zum Dachreiter.

Abteikirche äußere Erscheinung
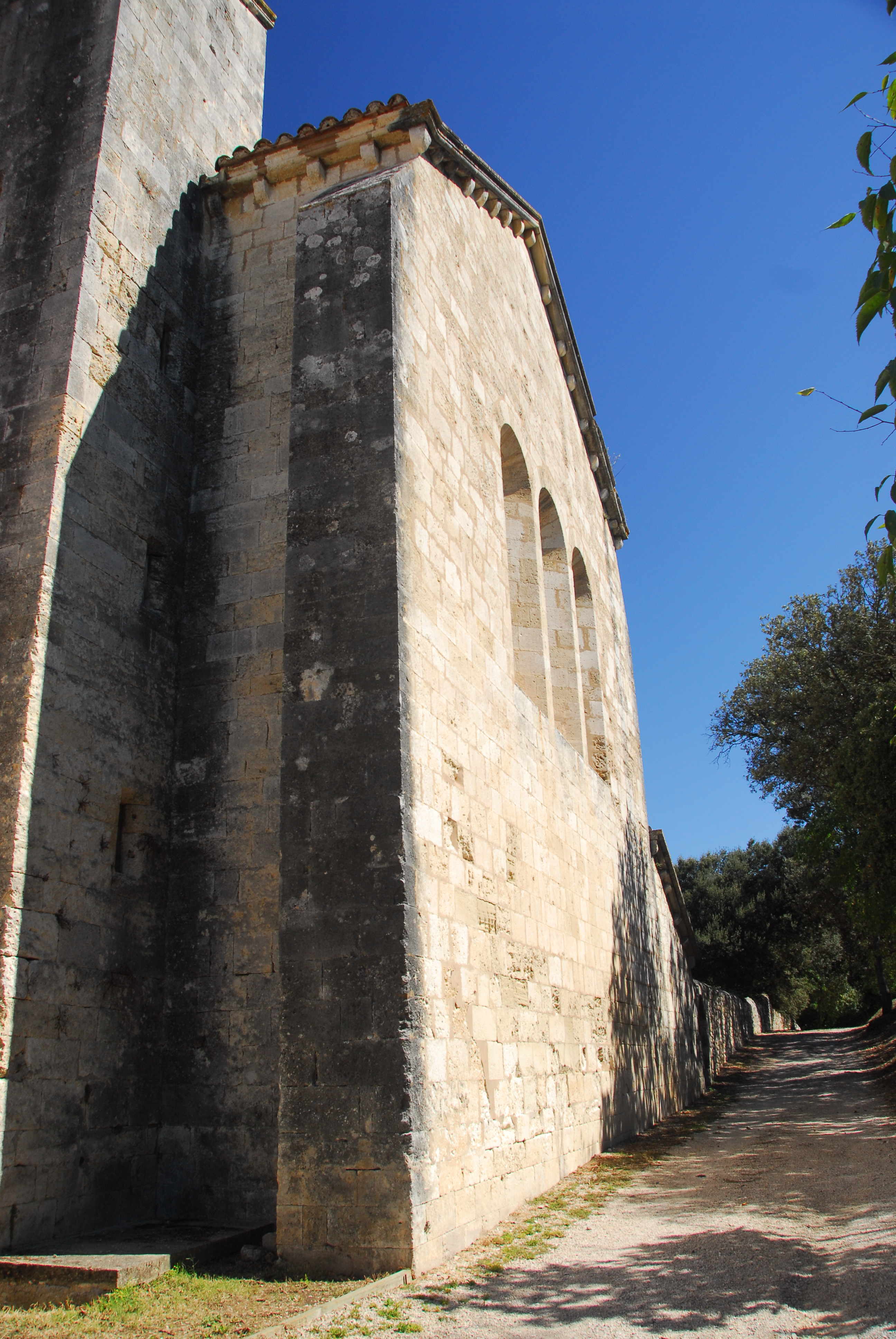
Südl. Querhausarm von SW
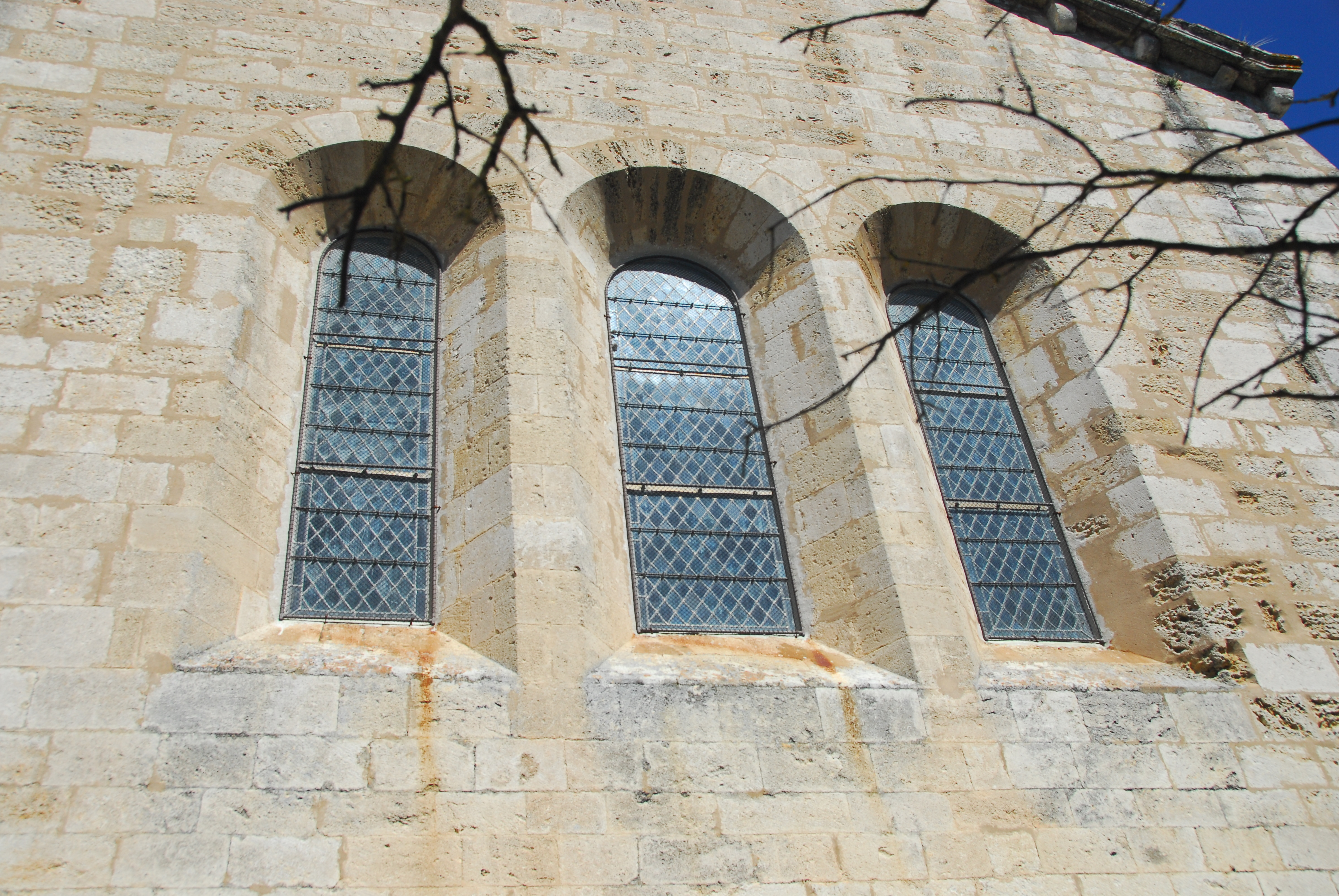
Südl. Querhausarm, Giebelfenster
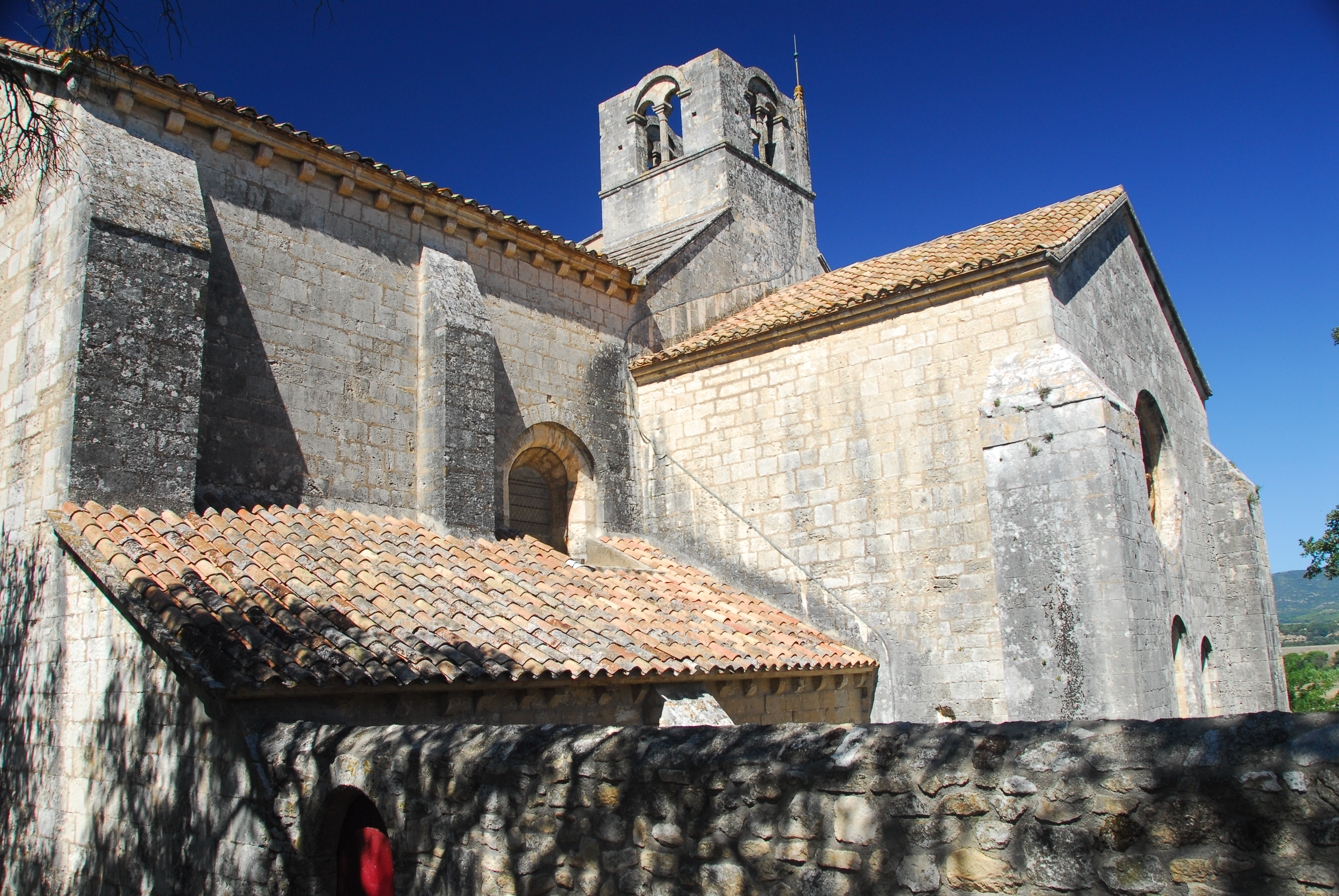
Chorhaupt von SO
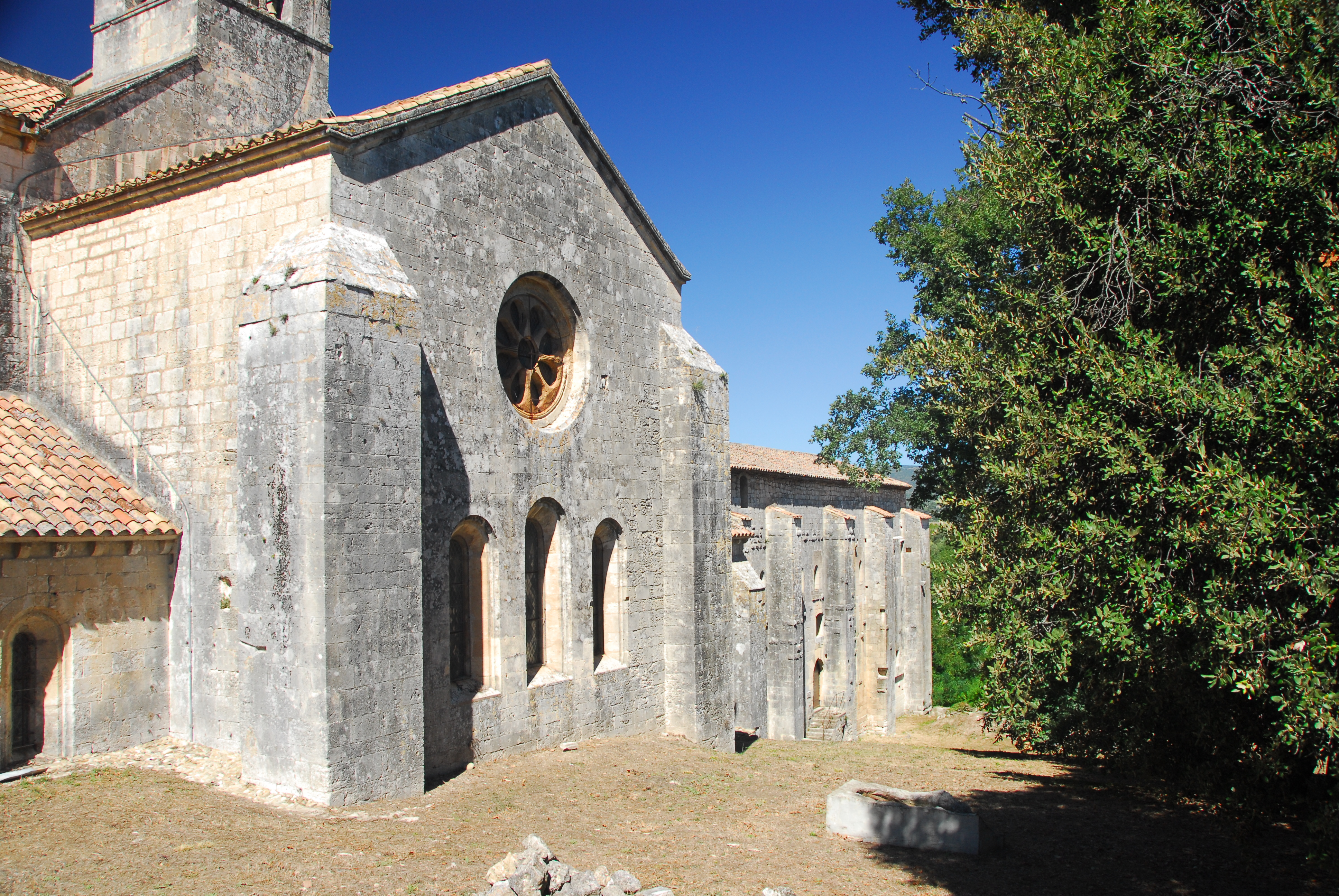
Chorhaupt von SO
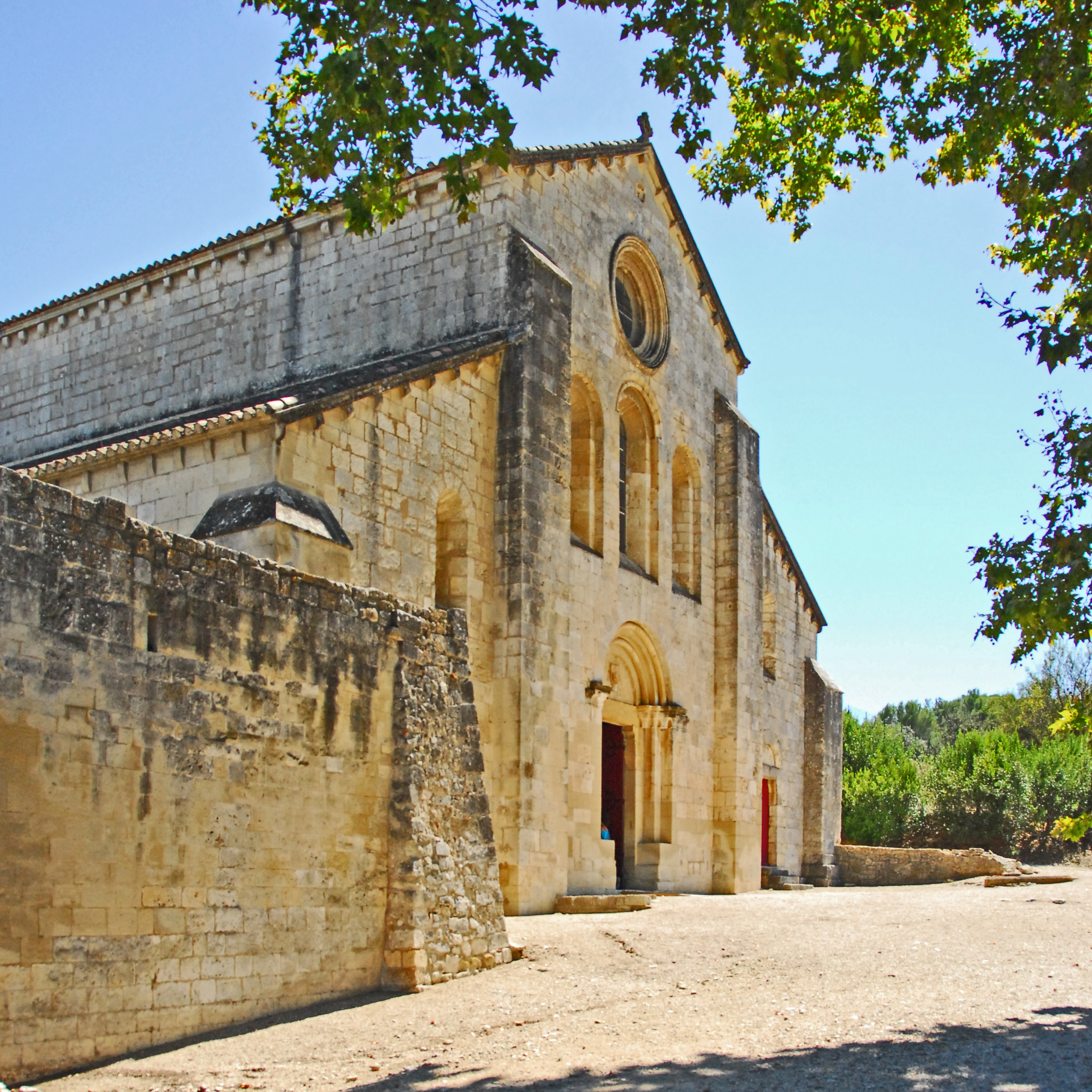
Fassade von NW

An allen senkrechten Bauwerkskanten sind kräftige Strebepfeiler angeordnet, überwiegend gemeinsam um die Kante herumreichend, teils auch getrennt in zwei Richtungen, oder nur in eine Richtung ausladend. Auf den Ostseiten der Querhausarme gibt es auch Strebepfeiler in Verlängerung der Zwischenwände, die die Kapellen trennen. Auf den Westwänden gegenüber gibt es die gleichen Pfeiler, die auf den Außenwänden der Seitenschiffe stehen. Alle sind oberseitig steil nach außen abgeschrägt. Nicht alle enden ein gutes Stück unter den Traufen. Die seitlichen Langhauswände kennen keine Strebepfeiler.

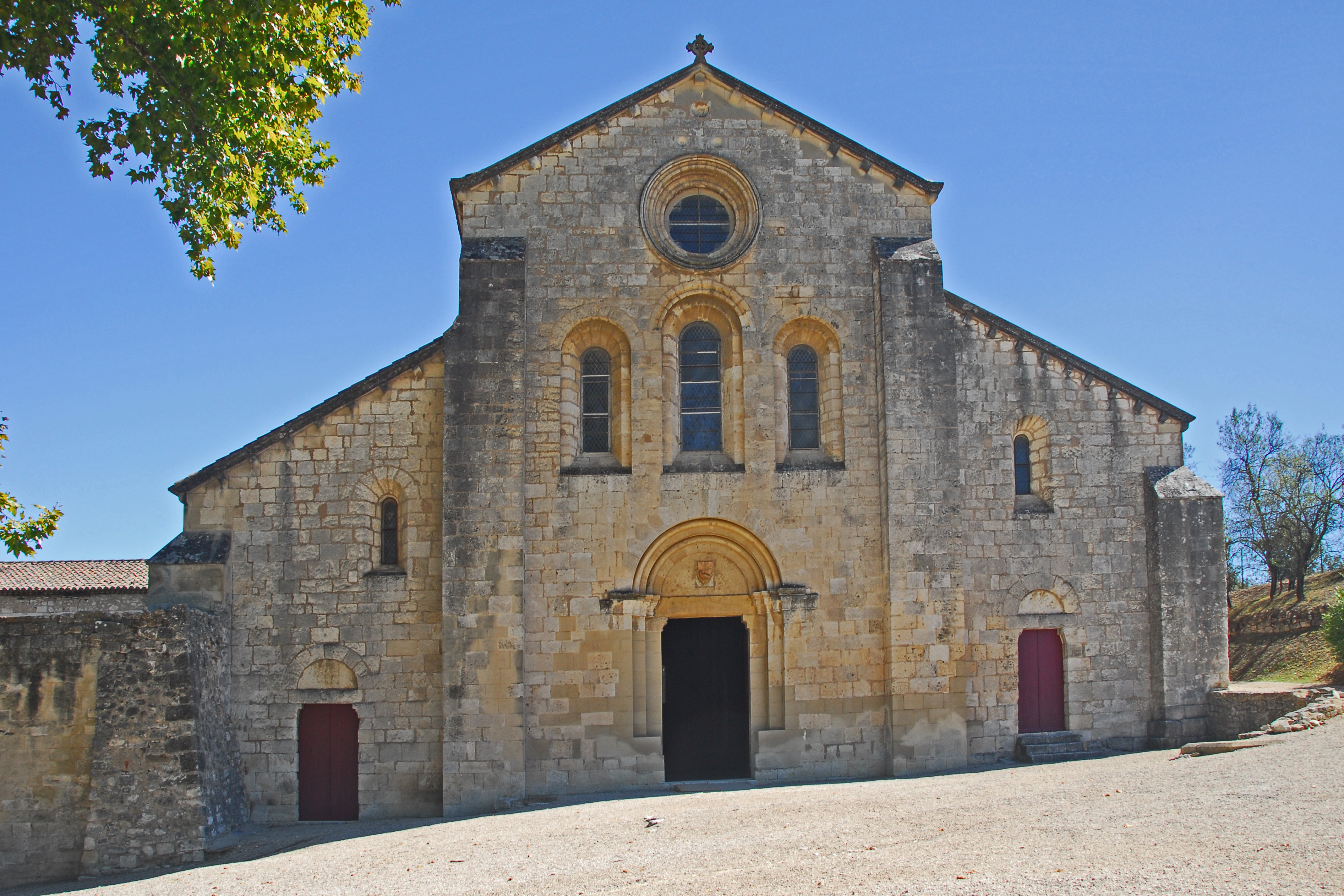
Fassade von W

Die Fassade der Abteikirche schließt das Langhaus im Westen ab. Sie ist als letztes Bauteil der Kirche entstanden und erstaunlich reich verziert, wenn man sie etwa mit den schlichten Wänden von Sénanque und Le Thoronet vergleicht. Einige charakteristische Züge der Zisterzienserarchitektur sind nicht zu übersehen, wie etwa die Strebepfeiler, die die Fassade gliedern, und die innere dreischiffige Struktur hervorheben, aber auch die drei Portale, die für liturgische Zwecke genutzt wurden. In Silvacane war die Nordtür wahrscheinlich für Laienbrüder bestimmt, das zentrale Hauptportal stand hohen Gästen offen und das Südtor den Verstorbenen.

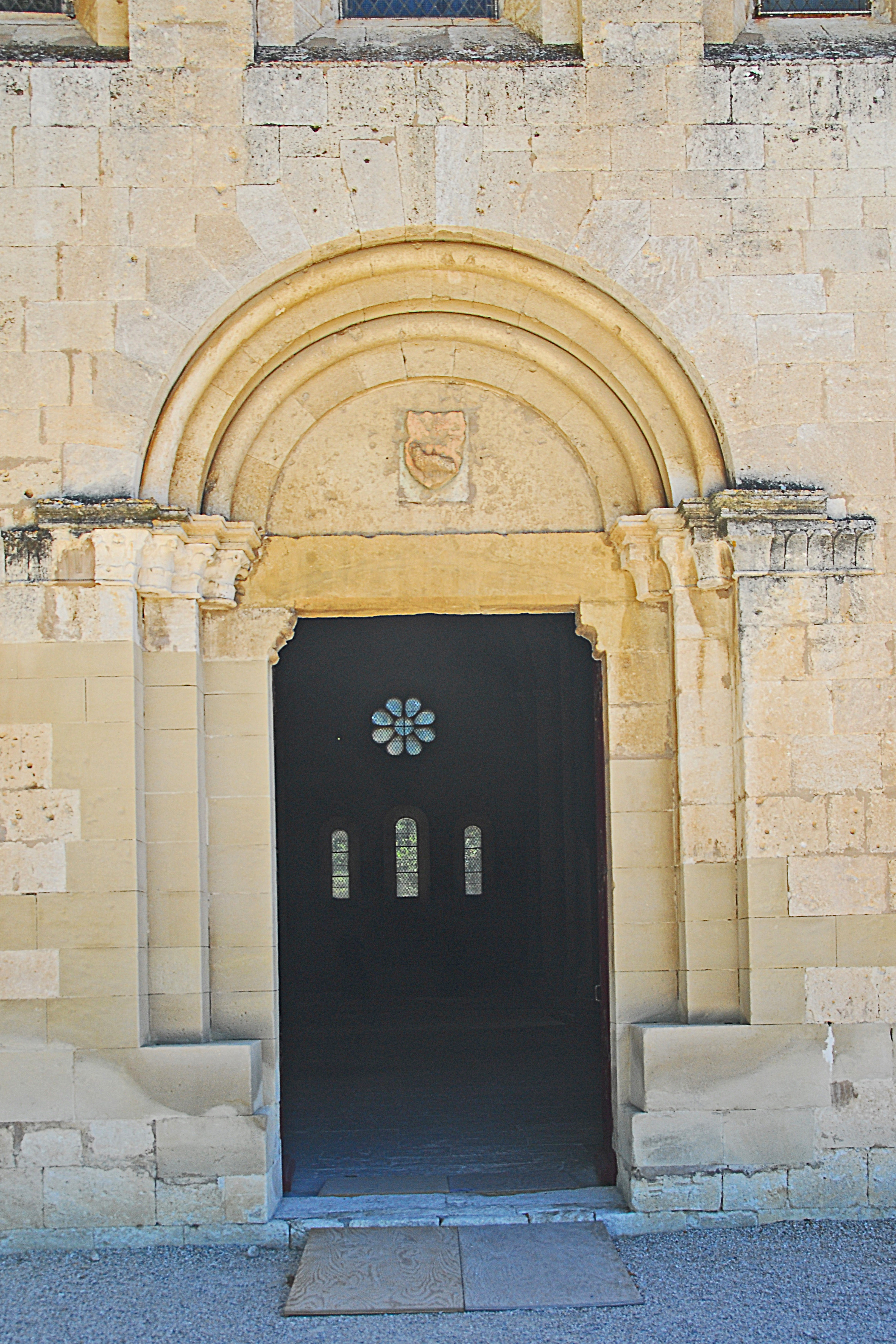
Fassade, Hauptportal

Der mittlere Wandabschnitt entspricht dem Mittelschiff und wird beidseitig begrenzt durch besonders breite Strebepfeiler deren schräge Oberseite gut einen Meter unter den Traufen des Mittelschiffs enden. Die Höhe der Wand wird durch ihre Öffnungen in drei Abschnitte gegliedert. Das Hauptportal der Kirche ist ein zweistufiges Archivoltenportal, das nicht ganz vollständig ist. Zwei Archivolten aus halbkreisförmig gebogenen Rundstäben in zwei entsprechend gerundeten scharfkantigen Wandrückversätze stehen beidseitig auf vier schlicht geformten Kapitellecken mit profilierten Kämpferprofilen, die beidseitig ein gutes Stück als Kapitellfriese auf die Wände geführt sind. In den beiden seitlichen Wandrückversätzen fehlen auf jeder Seite zwei schlanke Säulchen, die die entsprechenden Kapitelle trugen und wahrscheinlich mit Basen und Plinthen ausgerüstet waren. Die Rückversätze und Säulen endeten unten auf vorspringenden Sockeln etwa einen Meter über dem Fußboden. Die eigentliche Portalöffnung ist rechteckig und wird von einem steinernen Sturzbalken überdeckt der beidseitig auf einspringenden profilierten Konsolen, so hoch wie die Kapitelle mit den Kämpfern getragen. Darüber springt ein halbkreisförmiges glattes Bogenfeld leicht zurück. In dessen Mitte findet sich auf einer kleinen rechteckige Erhebung ein Wappenschild mit einem stehenden Lamm in Seitenansicht. Es soll zum Zeitpunkt der Übernahme der Abtei durch die Domherren von Aix-en-Provence, nach 1455, dort angebracht worden sein.
Auf etwa halber Höhe der Wand steht eine Dreiergruppe von schlanken rundbogigen Fensteröffnungen, deren mittleres etwas höher ist als die beiden anderen. Ihre Gewände sind stark auswärts aufgeweitet und weisen an den Kanten scharfe Rückversätze auf.
Knapp über dem mittleren Fensterbogen ist ein großes kreisrundes Ochsenauge ausgespart, dessen ausgeweitetes Gewände vielfach und fein profiliert ist. Die Fenster weisen keine Maßwerke auf.
Auf der Fassadenwand befanden sich einst dekorative Keramikelemente, von denen einige Fragmente muslimischer Herkunft 1993 am Fuß dieser Wand ausgegraben wurden. Es handelt sich um die sogenannten bacini (Küsschen), seltene Zierelemente inmitten eines schlichten Dekors. Dies ist umso ungewöhnlicher, als diese Kunstform zwar zu dieser Zeit im Mittelmeerraum, besonders in Italien, verbreitet war, aber keinesfalls in der Provence. Nach den Spezialisten in der mittelalterlichen Keramikkunst existieren in Südfrankreich nur vier weitere Bauwerke, die mit bacini dekoriert worden sind, die „Maison Romane“ in Saint-Antonin-Noble-Val (Departement Tarn et Garonne), die „Maison des Chevalliers“ in Pont-Saint-Esprit, das „Palais du Juge Mage“ in Peille, sowie die Kirche „Saint-Véran“ in Utelle (Alpes-Maritimes).
In Silvacane zeugen drei Abdrücke in der Fassade, sowie wahrscheinlich eine runde Vertiefung in einem Eckzwickel des armariums von der Existenz solcher Zierelemente. Außerdem wurden 1993 nicht weit davon türkisfarben glasierte Fragmente eines Beckens nordafrikanischen Stils entdeckt, die möglicherweise auch zu einem bacini gehörten.
Auf dem Giebelfirst ist ein steinernes Kreuz errichtet, das vermutlich nicht aus dem Mittelalter stammt, es findet sich in anderer Form an anderen Zisterzienserkirchen. Das Kreuz ist eine Kombination aus einem größeren Kreuz, das ähnlich demjenigen des Malteserordens aussieht, und aus einem zentralen kleineren breiten Kreisring. Die vier dreieckigen Arme, die nach innen spitz zulaufen, enden außen nicht wie beim Malteserkreuz in zwei Spitzen, die durch dreieckige Einschnitte entstehen, sondern haben geradlinige Abschlüsse an die noch kleine Dreiecke anschließen. Sie enden so in drei Spitzen.

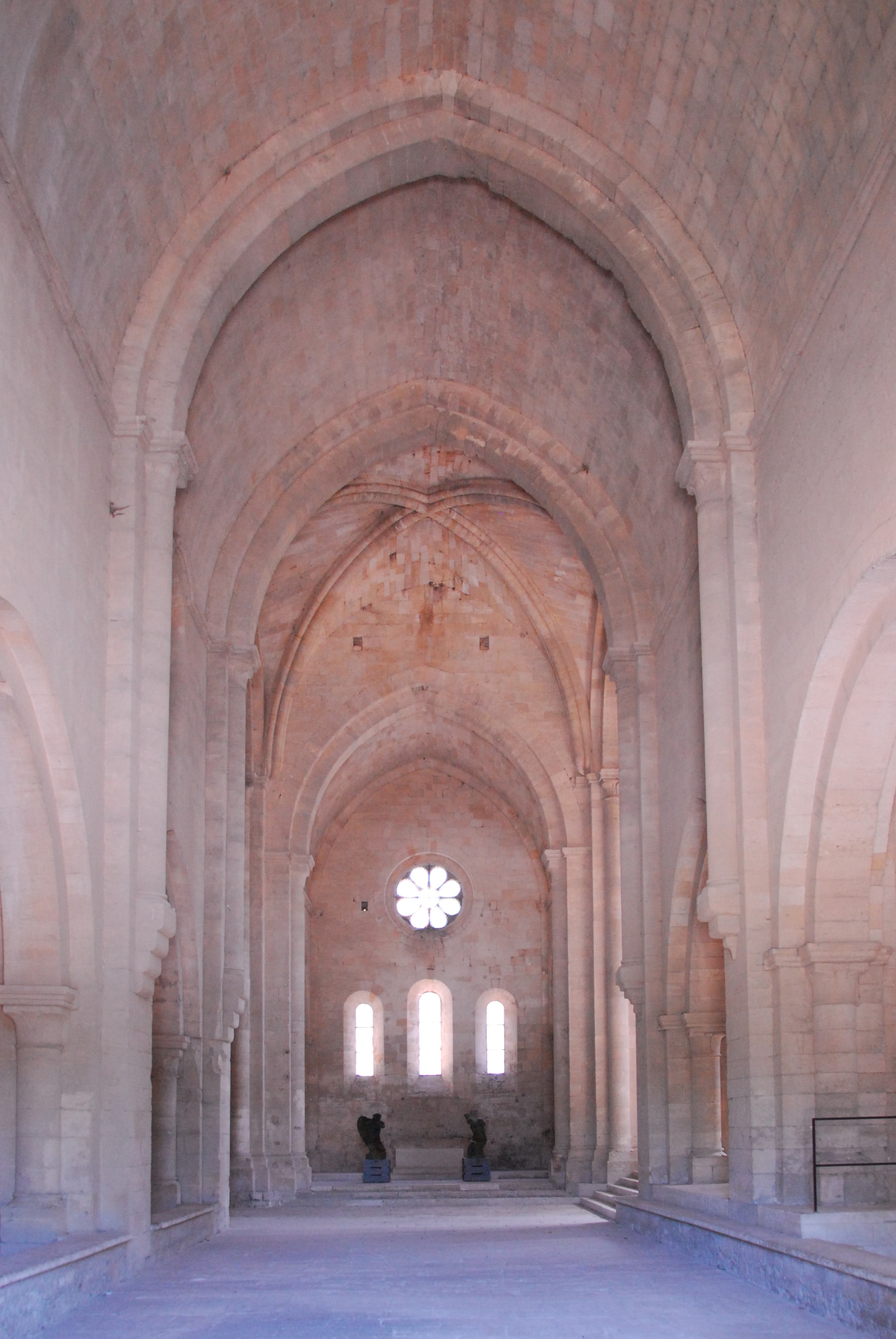
Mittelschiff zum Chor

Die seitlichen Wandabschnitte entsprechen den Seitenschiffen und werden seitlich wieder durch Strebepfeiler begrenzt. Die Schwelle des nördlichen Seitenportals liegt deutlich tiefer, als die des Hauptportals und die des Südportals liegt deutlich höher. Die Seitenportale haben geringere Dimensionen als das Hauptportal, sowohl in der Breite wie in der Höhe. Da ihnen die optische Vergrößerung eines Archivoltenportals fehlt, wirken sie noch kleiner als die gemessenen Differenz. Ihre Laibungen sind scharfkantig. Sie werden von steinernen Sturzbalken überdeckt, die auf profilierten Konsolen ruhen. Darüber befinden sich halbkreisförmigen glatte Bogenfelder in Breite der Türen, die von Keilsteinbögen umschlossen werden. Die Seitenportale weisen so gut wie keine Dekorationen auf.
Etwa mittig über dem südlichen Portal ist ein kleines rundbogiges Fenster ausgespart mit aufgeweiteten Gewänden. Ein ebensolches Fenster gibt es auch über dem nördlichen Portal.

#### Inneres der Abteikirche

##### Langhaus

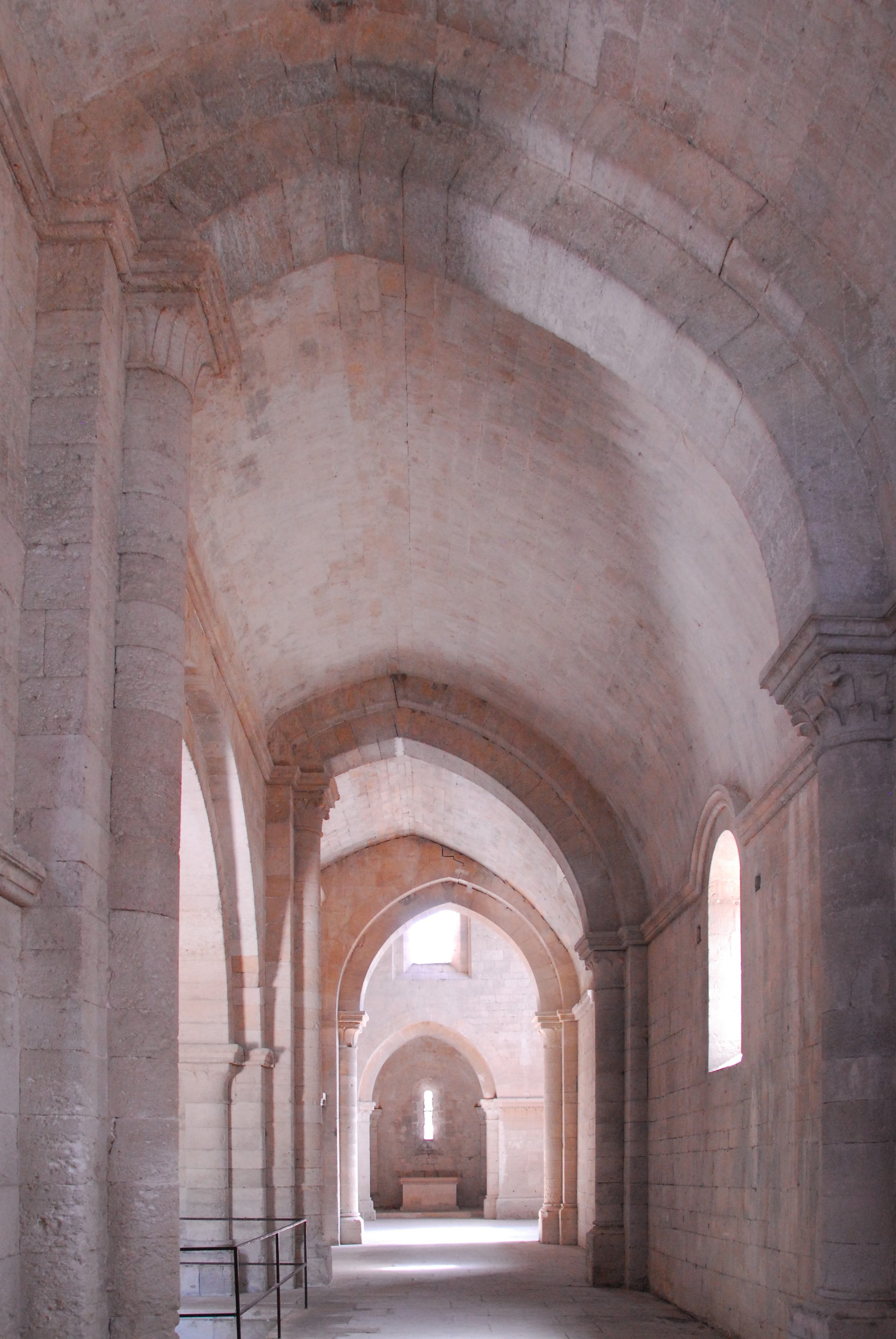
Südl. Seitenschiff nach vorne

Südl. Seitenschiff, Grafik 1873

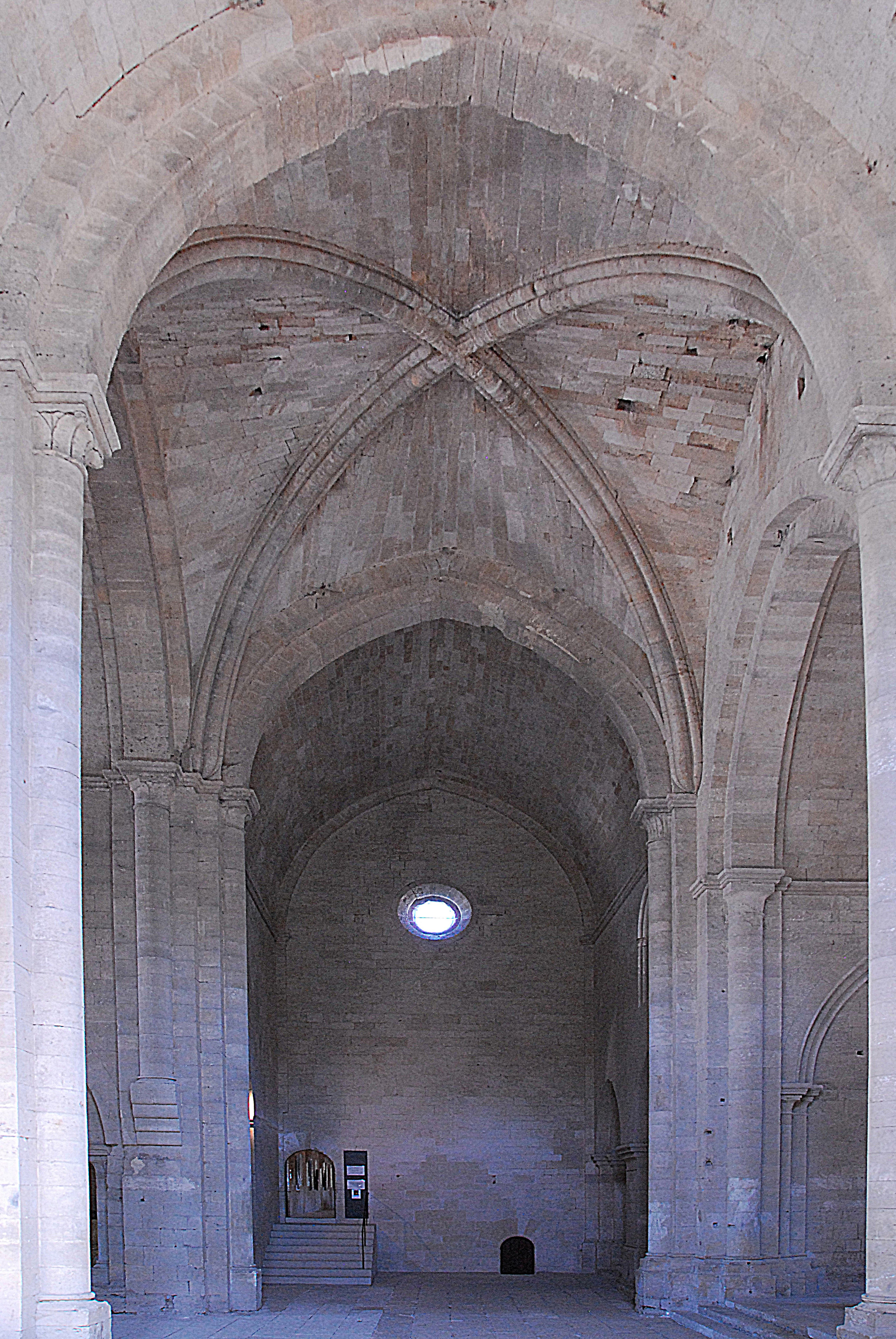
Vierung und nördl. Querschiffarm

An den Wänden des Mittelschiffs sind die verschiedenen Abschnitte der Entstehung des Bauwerks noch nachzuvollziehen. Der Bau wurde im Osten begonnen, denn so konnte der Chor noch vor Fertigstellung der Kirche geweiht und genutzt werden. Nach Errichtung der Pfeiler zwischen dem zweiten und dritten Joch wurden die Bauarbeiten eine Zeit lang unterbrochen. Das dritte Joch hat im Gegensatz zu den vorhergehenden Jochen eine und zwei Arkaden mit angespitzten Bögen, und in der nördlichen Scheidewand dieses Jochs findet sich das oben bereits erwähntes Fenster, das nachträglich außenseitig zugemauert worden ist, welches darauf hinweist, dass eine zweite Öffnungsebene über den Arkaden geplant war. Im südlichen Seitenschiff besitzt das Fenster in der Außenwand eine etwas andere Form und Höhe als die in den beiden anderen Jochen. Die Bauarbeiten wurden in Richtung Westen fortgesetzt und mit der Fassade abgeschlossen.

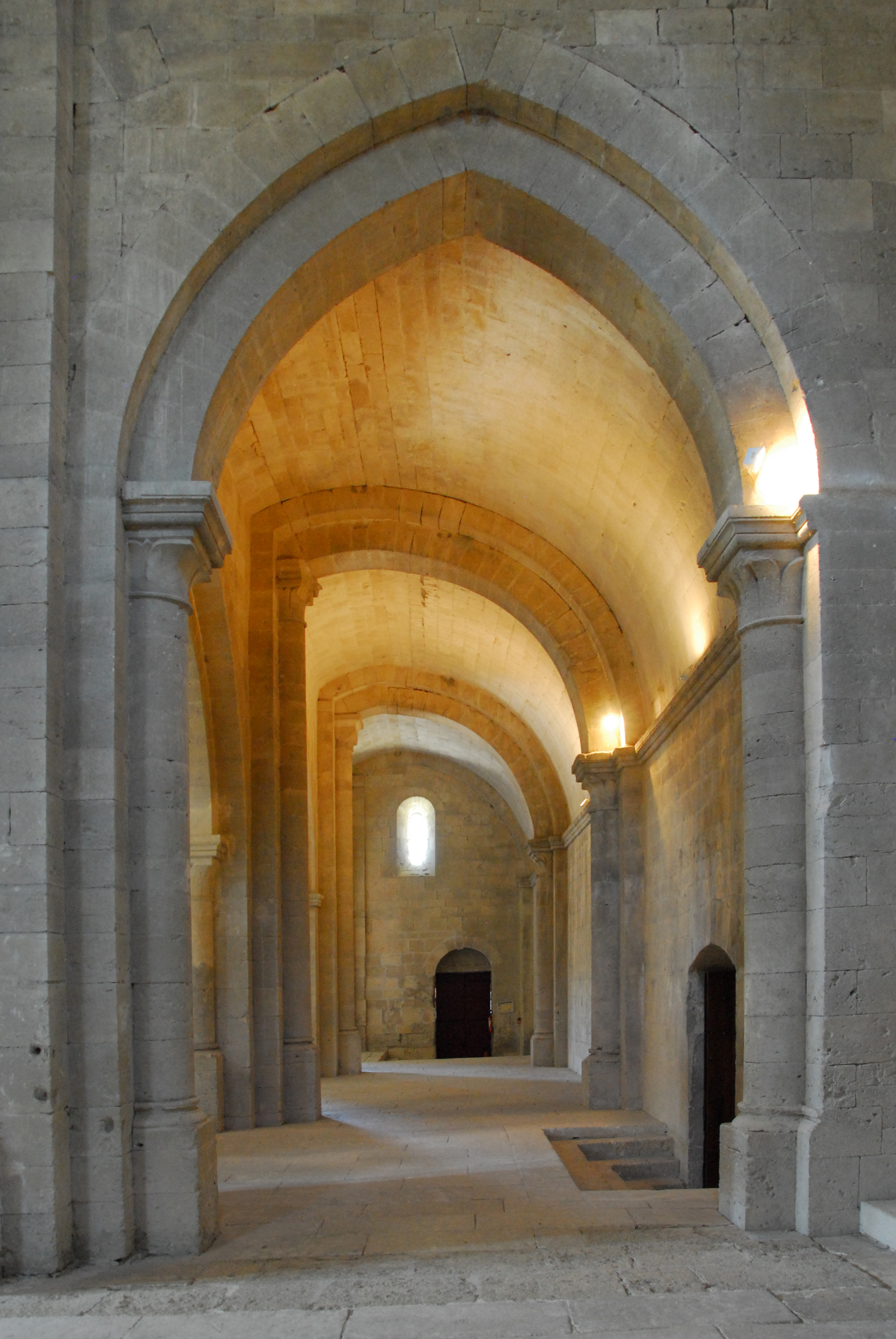
Nördl. Seitenschiff nach hinten

Das ganze der provenzalischen Tradition entsprechende angespitzt Tonnengewölbe des Mittelschiffs wird von kräftig gestuften Gurtbögen in drei Joche unterteilt. Die Gewölbe- und Bogenansätze werden durch eine mehrfach profiliertes Kragprofil markiert, das über alle Kapitelle hinweg als Kämpfer herumgeführt wird. Der äußere Gurtbogen geht unter seinen Ansätzen in gleich breite Wandpfeiler über, die zwischen den Scheidewandarkaden zu einem der Arme der kräftigen Kreuzpfeiler wird. Der innere schmalere Gurtbogen steht auf den Kämpferprofilen, die schlicht skulptierte Blattkapitelle abdecken, und geht dann in halbrunde Dienste über, die ein gutes Stück über den Bogenansätzen der Scheidewandarkaden mit schlicht skulptierten Konsolen enden. Diese Konsolen sind auf der Nordwand schiffseitig vierfach abgestuft, deren Stufenkanten gerundet sind. Auf der Südwand sind die Konsolen dreiseitig dreifach abgestuft. Solche hoch über dem Boden in die Wand integrierten Auffangelemente für die Gewölbelasten sind typisch für die Baukunst der Zisterzienser. Die beidseitig scharfkantig abgestuften Arkadenbögen der Scheidewände stehen in Höhe der Bogenansätze auf halbrunden Diensten die mit schlicht skulptierten Blattkapitellen profilierten Kämpfern und Basen auf kantigen bis zu einem Meter hohen Sockeln ausgerüstet sind.

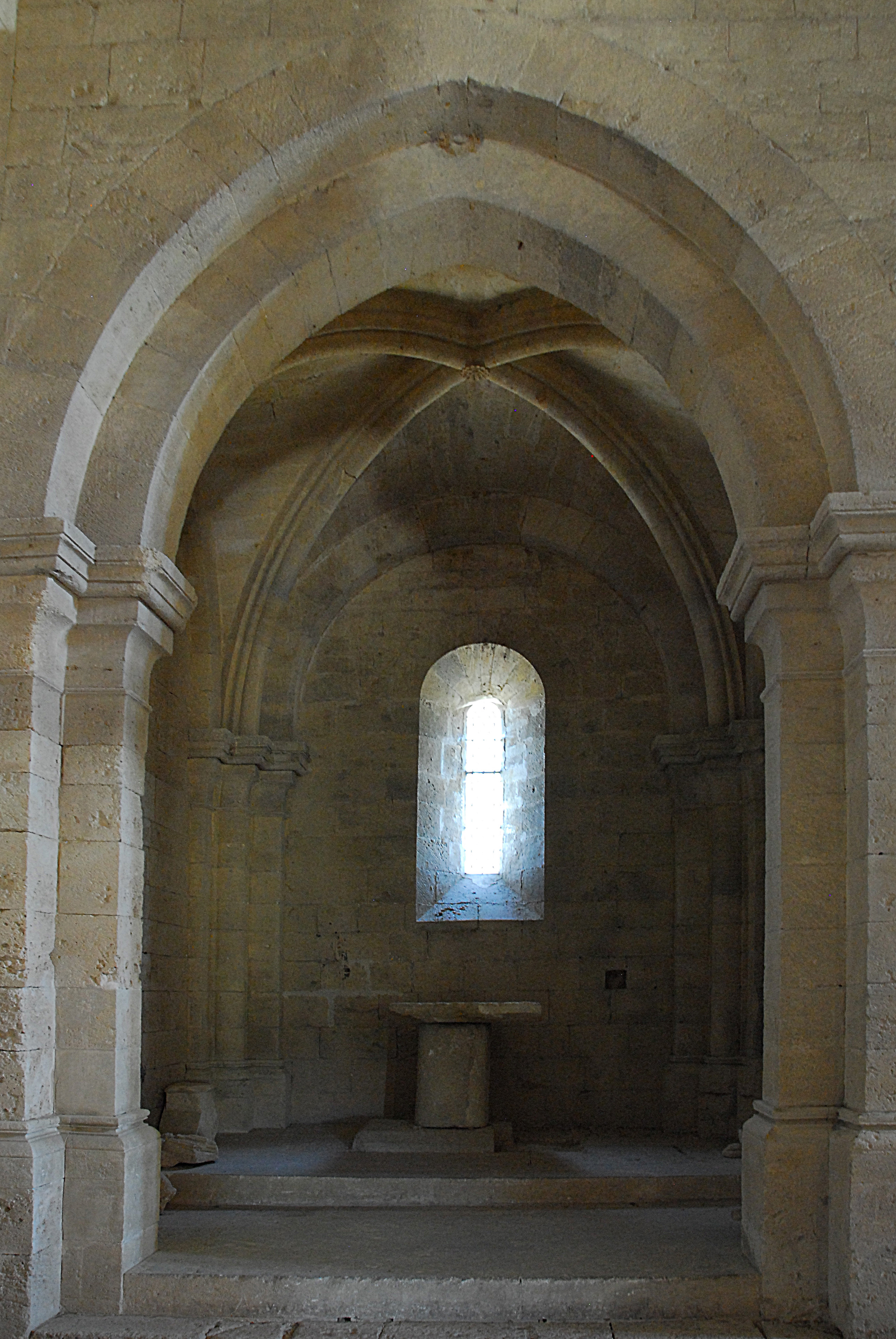
Mittelschiff, Arkade südl. Scheidewand

Die Seitenschiffe werden überdeckt von einhüftigen angespitzten Tonnengewölben, die von abgestuften Gurtbögen in gleichen Dimensionen und Abständen wie im Mittelschiff unterteilt werden. Ihre Scheitellinien verlaufen etwa einen Meter parallel neben der Scheidewand. Daher liegen die mittelschiffseitigen Gewölbe- und Bogenansätze nur knapp unter der Scheitelhöhe. Die Gewölbe- und Bogenansätze werden wieder wie im Mittelschiff durch mehrfach profilierte Kragprofile markiert. Die halbrunden Dienste und deren Ausrüstung entsprechen denen des Mittelschiffs. Allerdings reichen die Dienste bis hinab auf zirka einen Meter hohe Konsolen. Die Gewölbe und Gurtbögen der Seitenschiffe übertragen die seitlichen Schubkräfte des Mittelschiffgewölbes in die Außenwände der Seitenschiffe und deren Fundamente, die nicht einmal äußere Strebepfeiler benötigen. In jedem Joch des südlichen Seitenschiff ist in der Mitte ein rundbogiges schlankes Fenster ausgespart mit nach innen aufgeweiteten Gewänden. Das Fenster im dritten Joch ist etwas höher als die anderen beiden und liegt auch etwas höher.

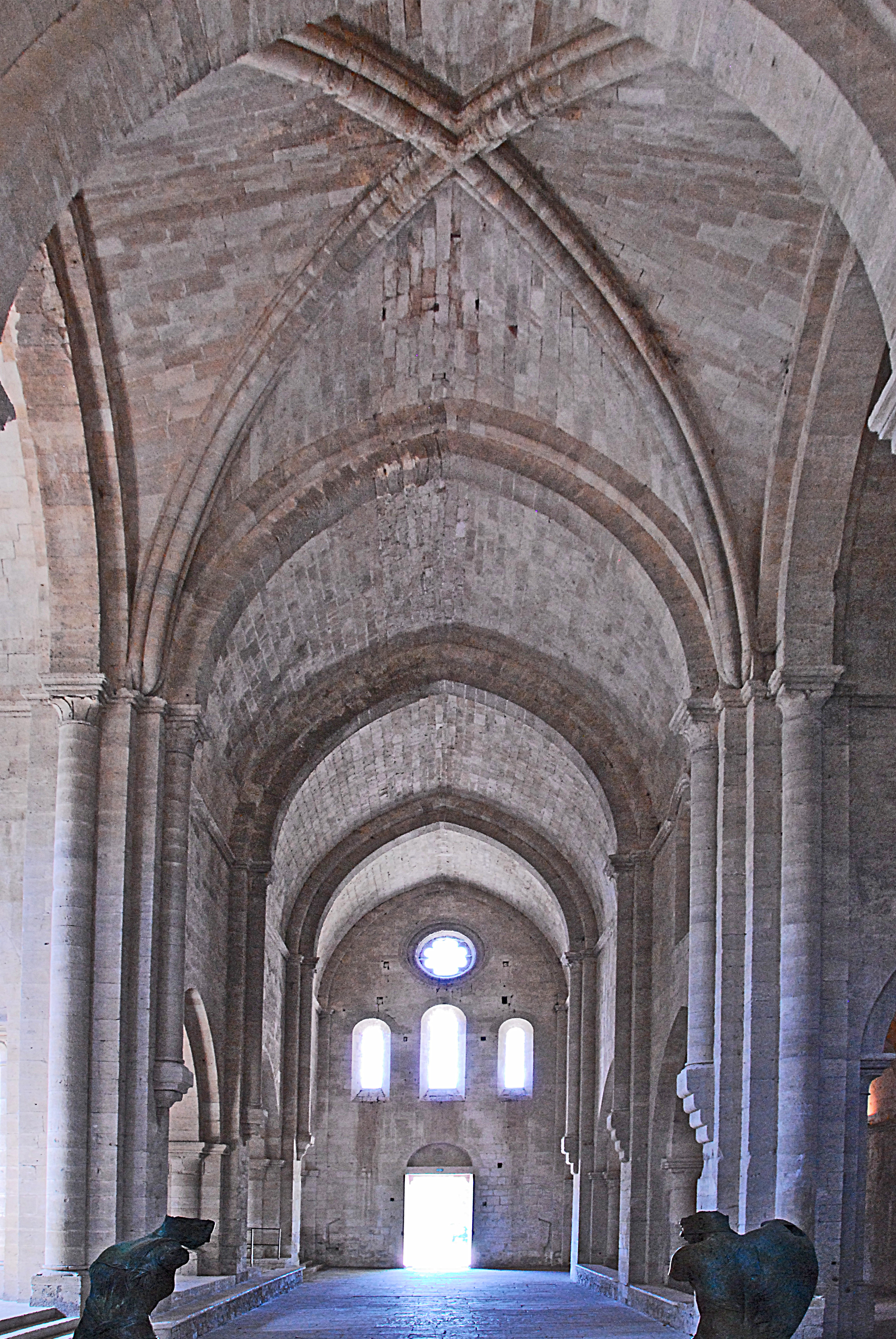
Mittelschiff, aus Vierung zur Westwand

Die Trennung zwischen den Fußböden der Schiffen übernehmen Steinbänke, die wahrscheinlich statt des traditionellen Holzgestühls als Sitzgelegenheit für die Mönche dienten. Mönche, Laienbrüder und „Gebrechliche“ hielten sich in drei separaten Bereichen auf. Im südlichen Seitenschiff teils unter der Arkade im Joch 2 blickt man in eine offen liegende Grabstätte mit steinernen Querstäben, in der nach Urkunden aus dem 17. Jahrhundert der fundator (Gründer) Bertrand des Baux mit seiner Gattin Tiburge begraben sein soll. Der Architekt Formigé erwähnte Fragmente dieses Grabes, die während der Erneuerung des Steinfußbodens zwischen 1930 und 1940 gefunden worden sind.
Der Fußboden des südlichen Seitenschiffs liegt vier Stufen höher als der des Mittelschiffs, der wiederum auf gleicher Höhe wie der des nördlichen Seitenschiffs liegt. Im Joch drei des nördlichen Seitenschiffs führt eine dreiseitige vierstufige Treppe hinab in die Nordgalerie des Kreuzgangs, auf ein Treppenpodest, von dem man nach links gewandt noch einige Stufen abwärts steigt.
Die Westwand des Mittelschiffs besitzt den gleichen Aufriss wie das Schiff. In seinen Ecken treten umlaufend halbe Wandvorlagen beziehungsweise halbe Gurtbögen hervor. Die Wandöffnungen entsprechen denen der äußeren Fassade. Die Öffnung des Hauptportals wird überdeckt von einem wandbündigen Portalsturz, auf dem ein glattes Bogenfeld in Breite der Türöffnung ruht, das etwas zurücktritt. Es wird umschlossen von einem wandbündigen Keilsteinbogen. Die drei rundbogigen Fensteröffnungen werden allseitig von aufgeweiteten Gewänden umschlossen. Das zentrale Ochsenauge zeigt Ansätze eines Maßwerks in Form eines Achtpasses, das man von außen nicht erkennen kann. Es ist vermutlich unvollständig. Die Westwände der Seitenschiffe weisen in den Ecken die gleichen halben Wandvorlagen beziehungsweise Gurtbögen auf wie beim Mittelschiff. Die Türöffnungen werden unmittelbar überdeckt von glatten halbkreisförmigen Bogenfeldern, die etwas zurücktreten. Die rundbogigen Fenster werden rundum von aufgeweiteten Gewänden umschlossen.

Abteikirche Inneres
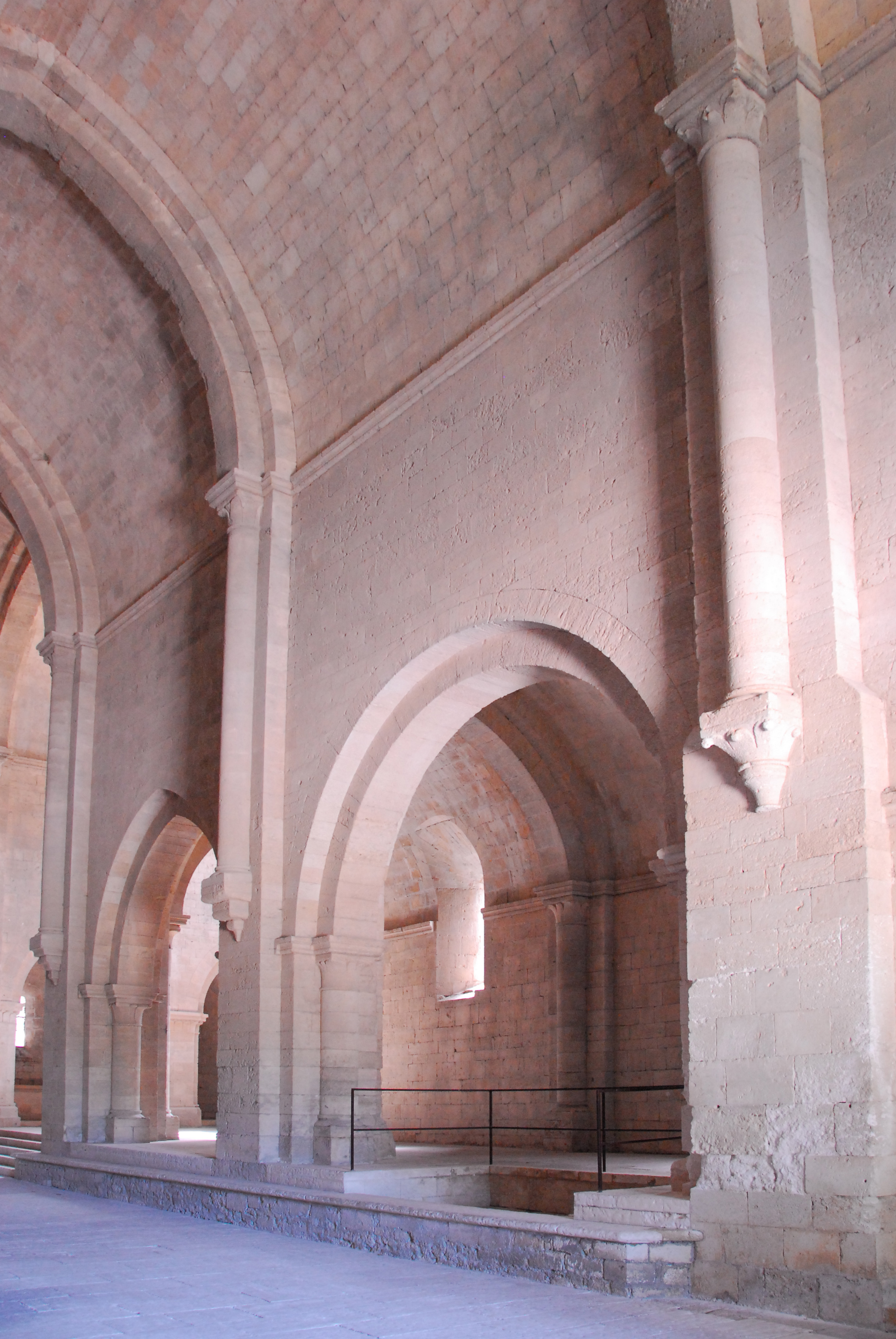
Mittelschiff, südl. Scheidewand
Mittelschiff, nördl. Scheidewand
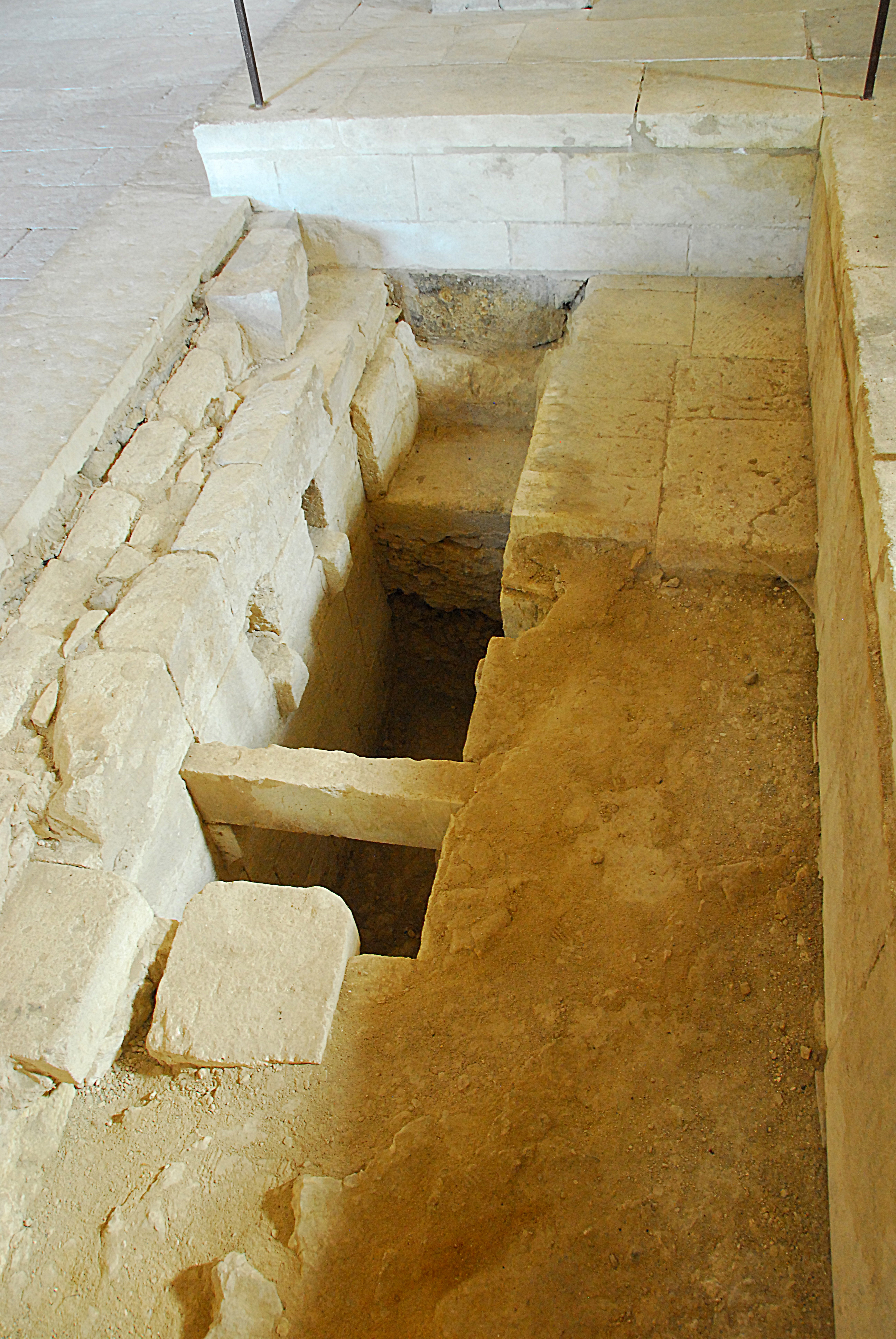
Grab des Gründers
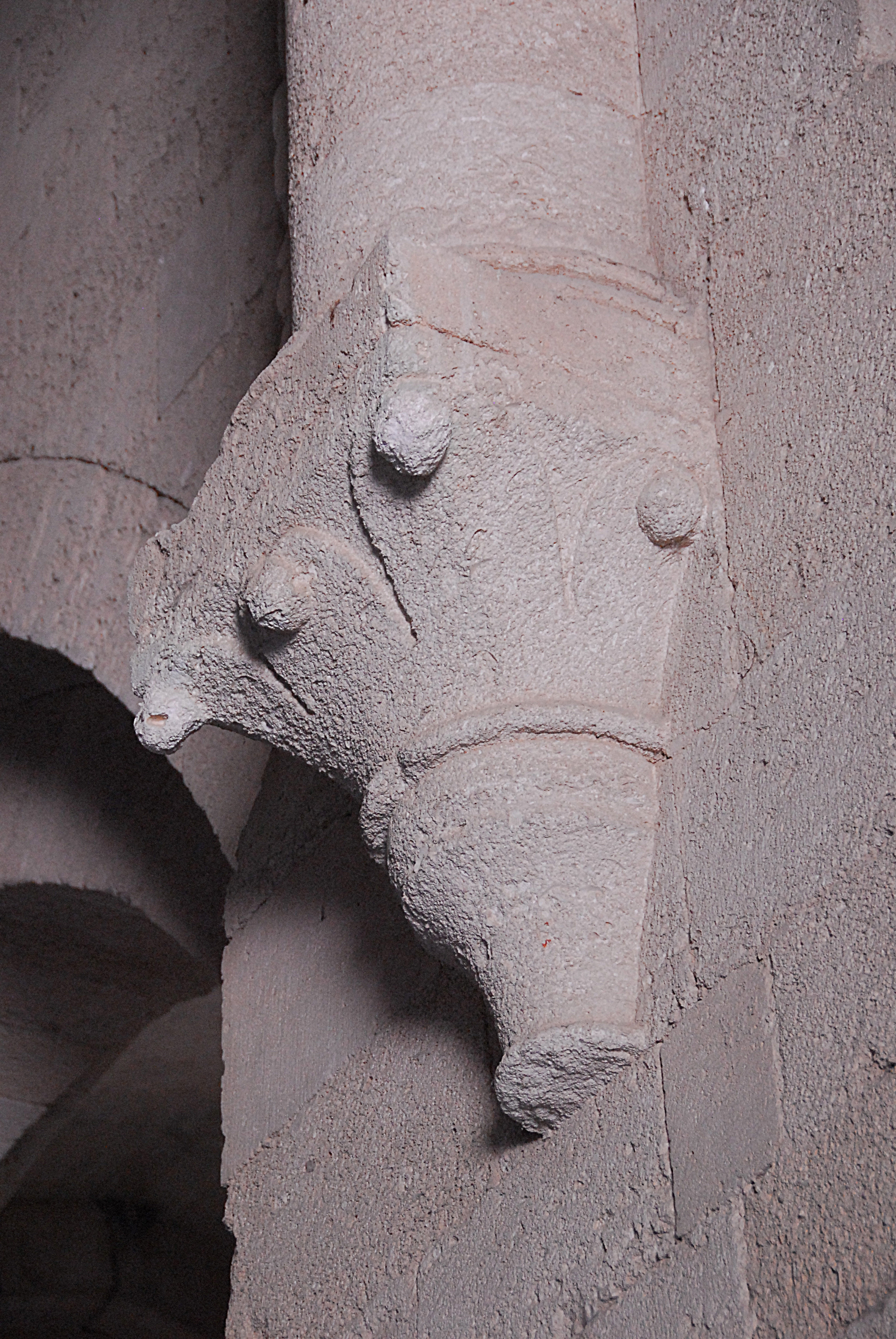
Konsole Gurtbögen
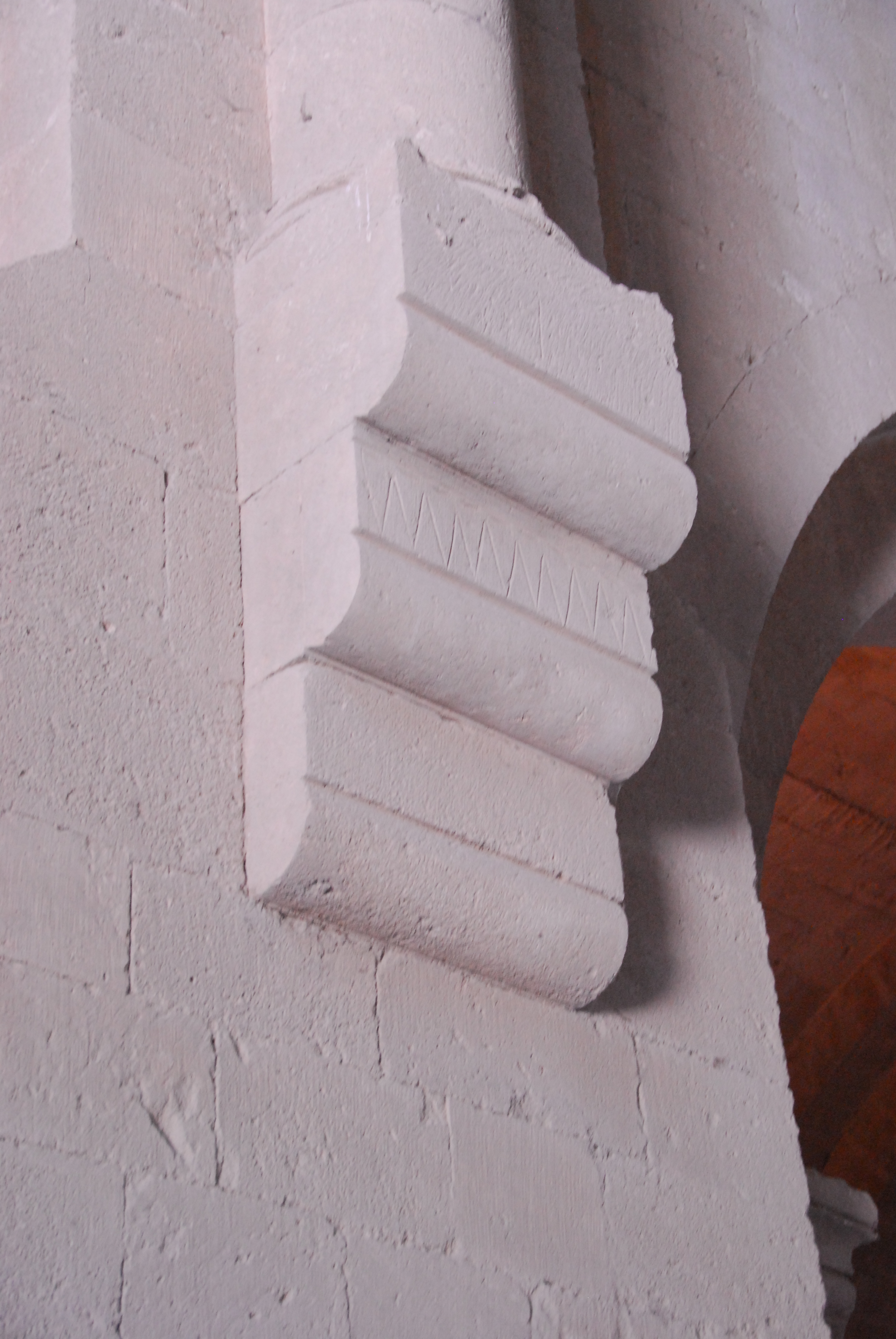
Konsole Gurtbögen

##### Querhaus und seine Kapellen
Das Querschiff ist ein zentrales Verbindungselement, in das man zum Chor und zu den vier Querschiffkapellen gelangen kann, die sich mit leicht angespitzten Arkaden in der Ostwand des Querschiffs öffnen. In den Letzteren wurden zum Beispiel separate Messen gelesen, so etwa zum Gedenken an die Stifter. Die Querschiffarme werden wie das Mittelschiff mit angespitzten Tonnengewölben überdeckt. Die die Gewölbe- und Gurtbogenansätze markierenden Kragprofile entsprechen denen des Mittelschiffs und liegen auf derselben Höhe. Die Kreuzpfeiler der Vierung weisen zu den Arkaden der Querschiffarme fast die gleichen Dienste, Kapitelle und Kämpfer auf wie diejenigen zum Mittelschiff. Allerdings reichen die Dienste mit ihren etwa einen Meter hohen Sockeln bis auf den Boden. Die Arkade in den Chor, der sogenannte Triumphbogen, bleibt deutlich unter den anderen der Vierung, ist aber genauso gestaltet.
Die Vierung ist mit einem Kreuzrippengewölbe überdeckt. Die Technik der Kreuzrippengewölbe, die Ende des 12. Jahrhunderts in der Provence eingeführt wurde, sollte auch in Silvacane erprobt werden, und zwar zunächst in den südlichen Querhauskapellen, wo die Rippenquerschnitte aus einem großen Rundstab bestehen, der von je zwei scharfkantigen Profilen begleitet wird, danach in den nördlichen Kapellen und schließlich in der Vierung. Hier war höchstwahrscheinlich zunächst eine Kuppelform vorgesehen, denn die Rippen aus einem dickeren Rundstab, der von zwei schlankeren begleitet wird, münden ohne jede Konsolauflage zwischen den Pfeilerkanten, wo ihre Enden spitz zulaufen. Im Gewölbescheitel der Vierung hat der Schlussstein die Form eines Kreuzes dessen Arme die Form der Rundstäbe der Rippen aufweisen. Die zum Mittelschiff und zu den Querschiffarmen weisenden Gewölbezwickel haben die gleiche Kontur und Höhenlage wie deren Gewölbe. Der vierte Zwickel, zum Chor hin weisend, besitzt die gleiche Form und Höhenlage. Zum tiefer liegenden Chorgewölbe entsteht allerdings ein entsprechender Versatz der Wand über dem Triumphbogen in Form einer Mondsichel.

Querschiff und dessen Kapellen
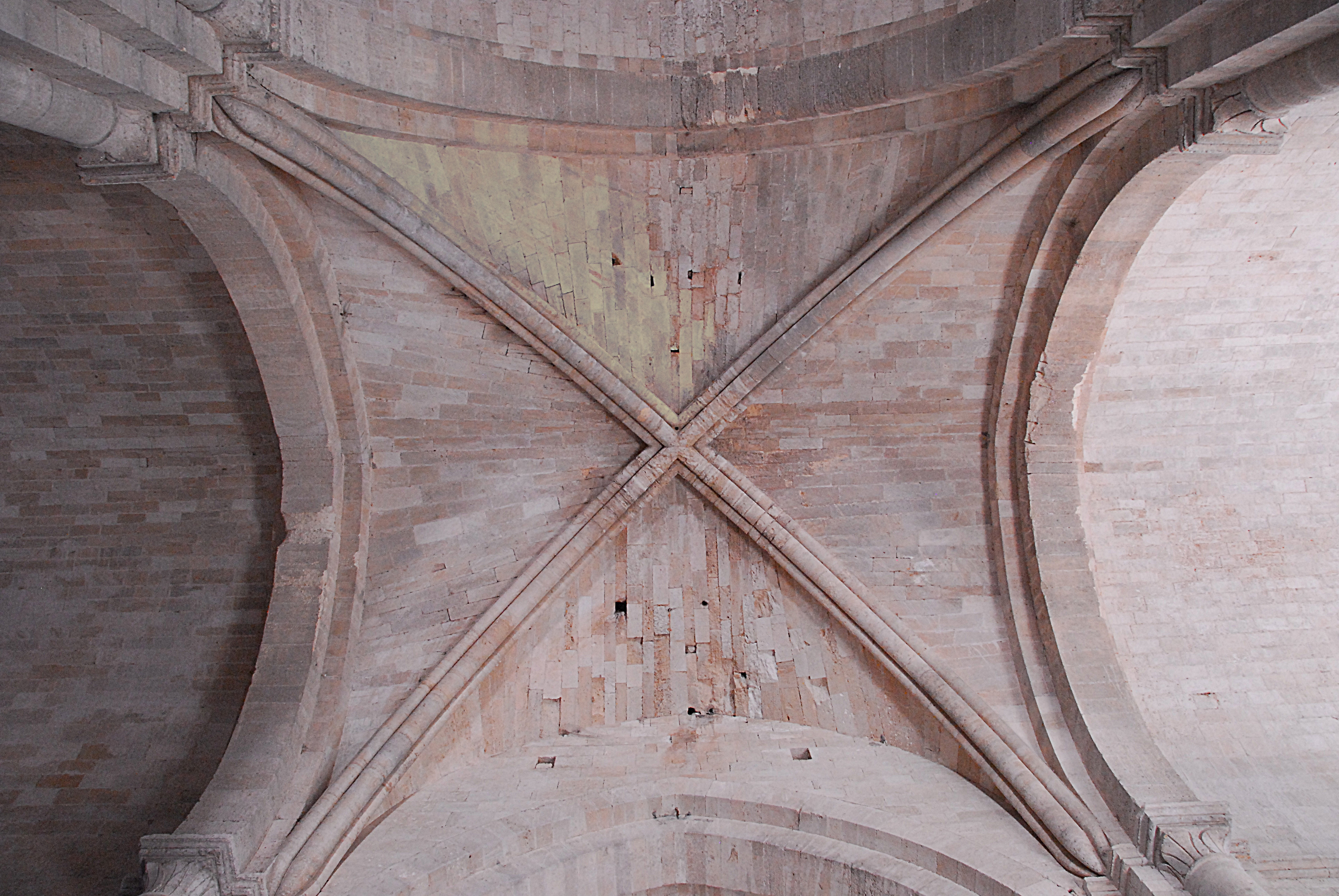
Vierungsgewölbe
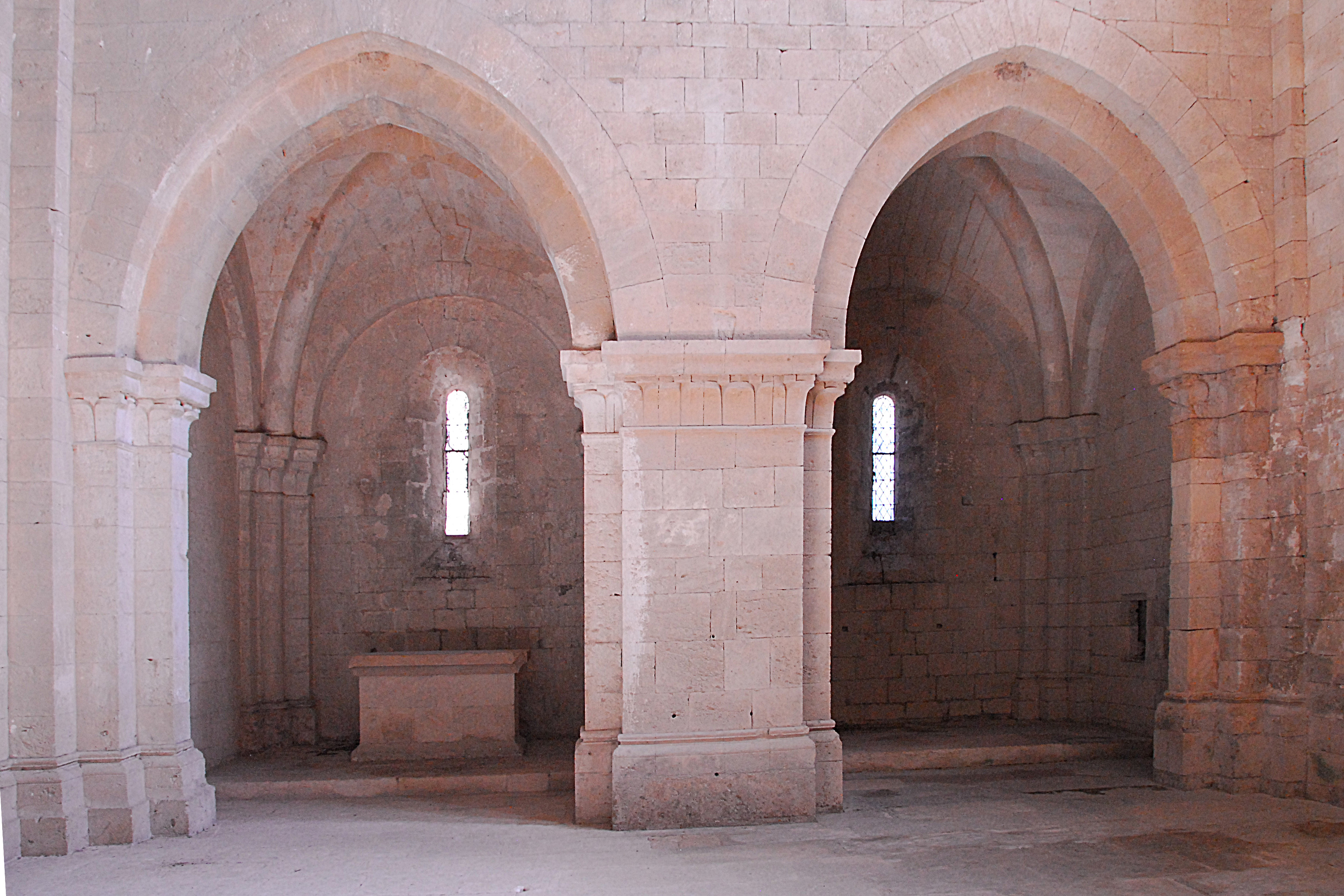
Querschiffkapellen
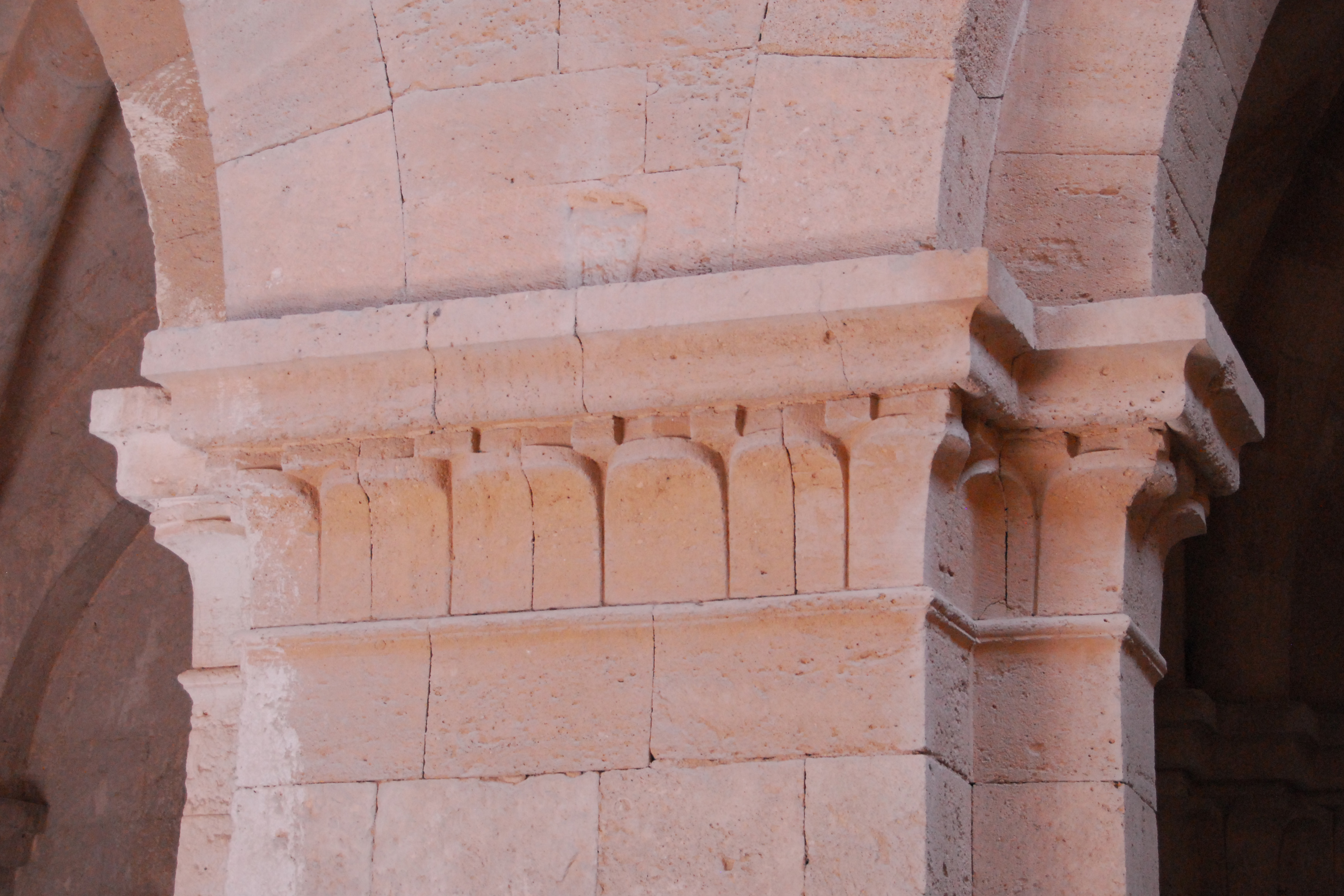
Pfeilerkapitell zw. den Kapellen
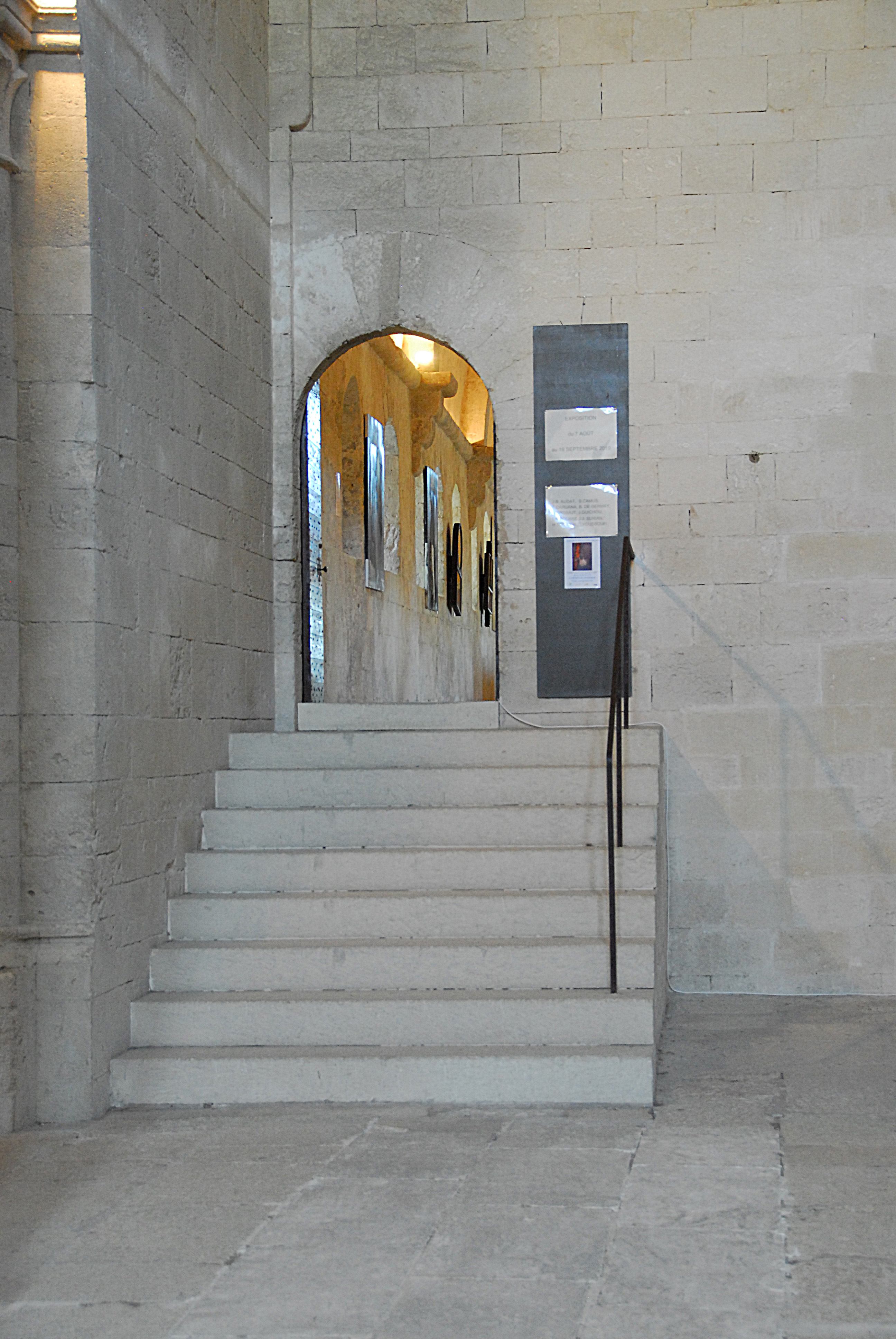
nördl. Querschiffarm, Aufgang z. Dormitorium

Die Rippen in den Kapellen stehen auf viertelrunden Diensten, die von scharfkantigen Wandvorlagen flankiert werden, die Dienste und Kanten werden von je drei schlicht skulptierten Blattkapitellen mit mehrfach profilierten Kämpferprofilen bekrönt. Darüber werden die Pfeilerkanten auf den Wänden als scharfkantige Blendarkaden weitergeführt. Die kreuzförmigen Schlusssteine der Rippen sind unterseitig mit kleinen kreisrunden Rosetten abgedeckt. Die Arme der Kreuzpfeiler zwischen den Kapellenarkaden mit angespitzten Rundbögen sind lediglich scharfkantig und bleiben ohne vorgeblendete Dienste. Ihre Bogenansätze werden durch schlicht skulptierte Blattkapitellfriese mit profilierten Kämpfern markiert.
Die Giebelwände der Querschiffarme sind in den Ecken mit den gleichen Blendarkaden ausgebildet wie bei der Westwand des Mittelschiffs. In der südlichen Giebelwand befindet sich über deren halber Höhe die von außen bekannte Dreiergruppe schlanker rundbogiger Fenster, dessen mittleres etwas höher ist, alle mit aufgeweiteten Gewänden. In der Westwand des südlichen Querhausarms ist eine Tür in den Treppenturm eingelassen, dessen Spindeltreppe auf die Dachflächen und zum Dachreiter führt. Über den Arkaden zu den Chor flankierenden Kapellen ist je ein rundbogiges Fenster mit aufgeweiteten Gewänden ausgespart. In der Giebelwand des nördlichen Querhausarms führt eine rundbogige Tür in die unmittelbar anschließende Sakristei, zu der man einige Stufen abwärts tritt. Neben der Westwand des Querschiffarms führt eine neunstufige breite Treppe hinauf zu einer rundbogigen Tür, die in das Dormitorium der Mönche führt. Über diesen Zugang konnten die Mönche aus ihrem Schlafsaal unmittelbar in die Kirche gelangen, um den Nachtmessen beizuwohnen. Weiter oben in der Mitte der Giebelwand befindet sich ein relativ kleines Ochsenauge mit aufgeweitetem Gewände, dessen Rand unregelmäßige Konturen aufweist, was auf ein ursprüngliches Maßwerk hindeutet.

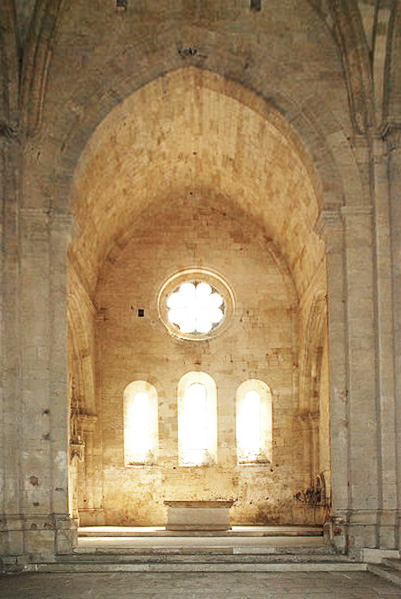
Chor aus Mittelschiff

##### Chor und Altarraum
Der Boden des Altarraums liegt drei Stufen über dem des Mittelschiffs. Eine angespitzte Tonne überwölbt den rechteckigen Raum. Ihr Ansatz wird wie bei den anderen Gewölben markiert. Die Seitenwände werden mit doppelstufigen Blendarkaden dekoriert, deren äußere Kanten leicht profiliert sind, und die fast die gesamten Wandflächen einnehmen. Die Giebelwand wird von einer scharfkantigen Blendarkade begrenzt. In der unteren Wandhälfte sind drei schlanke rundbogige Fenster mit aufgeweiteten Gewänden ausgespart, deren mittleres etwas höher ist als die anderen. Im Zentrum der oberen Wandhälfte ist ein mittelgroßes Ochsenauge eingelassen, das von einem einfach scharfkantig gestuften Keilsteinrand umschlossen wird. Ein Maßwerk mit einer Rosette, deren acht birnenförmige Blätter ein kreisrundes Zentrum umstehen.
Die steinerne Altarplatte auf ihrem massiven Unterbau ist vermutlich die ursprüngliche. Erhalten sind auch einige Wandnischen, in denen Bücher, liturgische Gerätschaften oder Tücher deponiert werden konnten, sowie eine unvollständige piscina, ein Becken zur liturgischen Waschung, mit einem Abfluss nach draußen. Auf der Nordwand sind Reste von farbigen Wandmalereien erhalten, die aus dem 14. Jahrhundert stammen, in denen eine Reihe Mönchsgesichter, sowie eine zentrale Figur auf einem Thron auszumachen sind. Bei dieser Person handelt es sich sehr wahrscheinlich um die Jungfrau Maria, der alle Zisterzienserkirchen gewidmet waren. Auf derselben Wand sind rechts außen die Überreste eines kunstvoll ausgestalteten spätgotischen doppelten Tabernakels zu sehen, von dem der Fuß und der obere Abschnitt mit dem Baldachin erhalten sind.

Chor
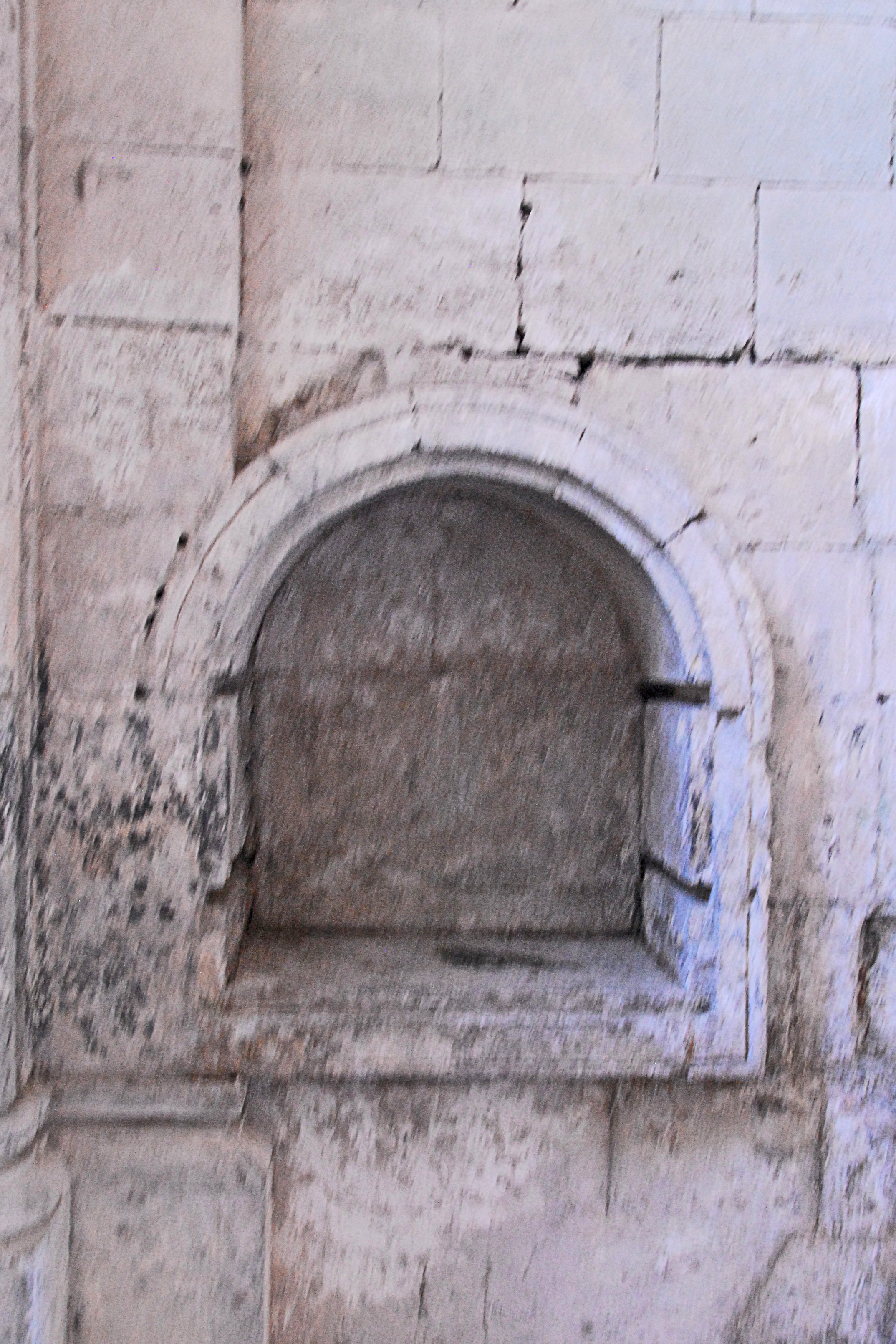
Chor, Wandnische
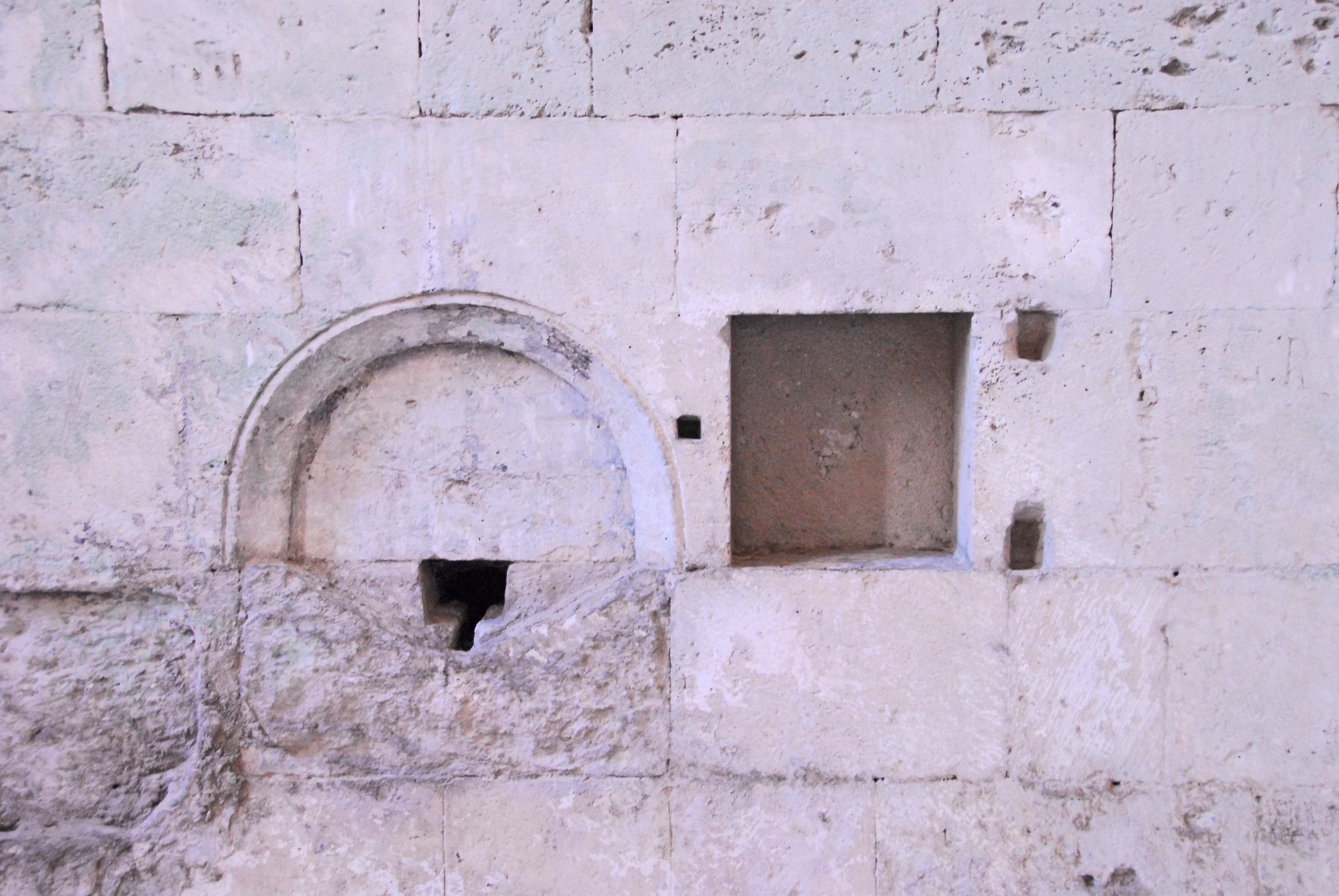
Chor, Fragmente Ausgussbecken
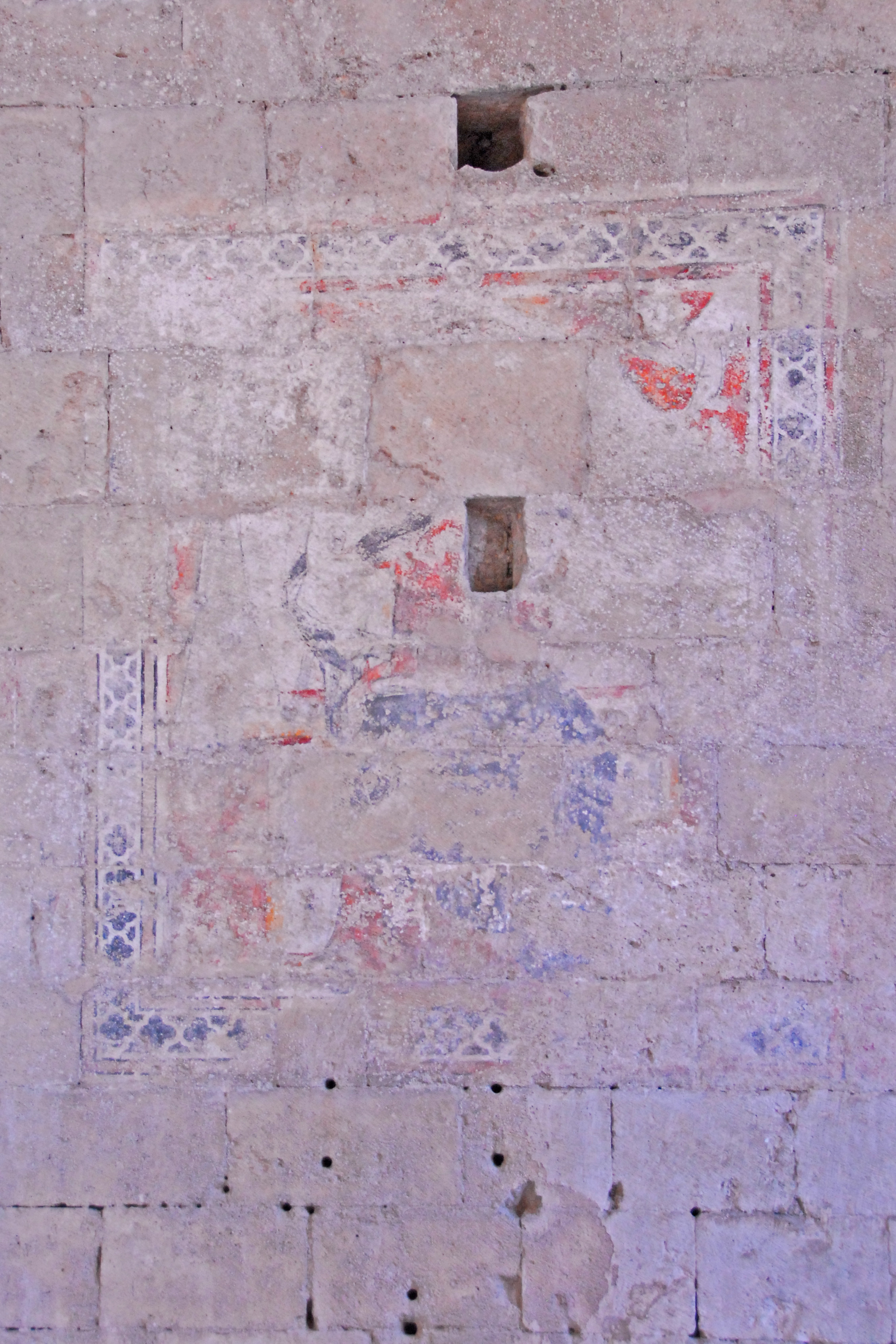
Chor, Fresko-Reste
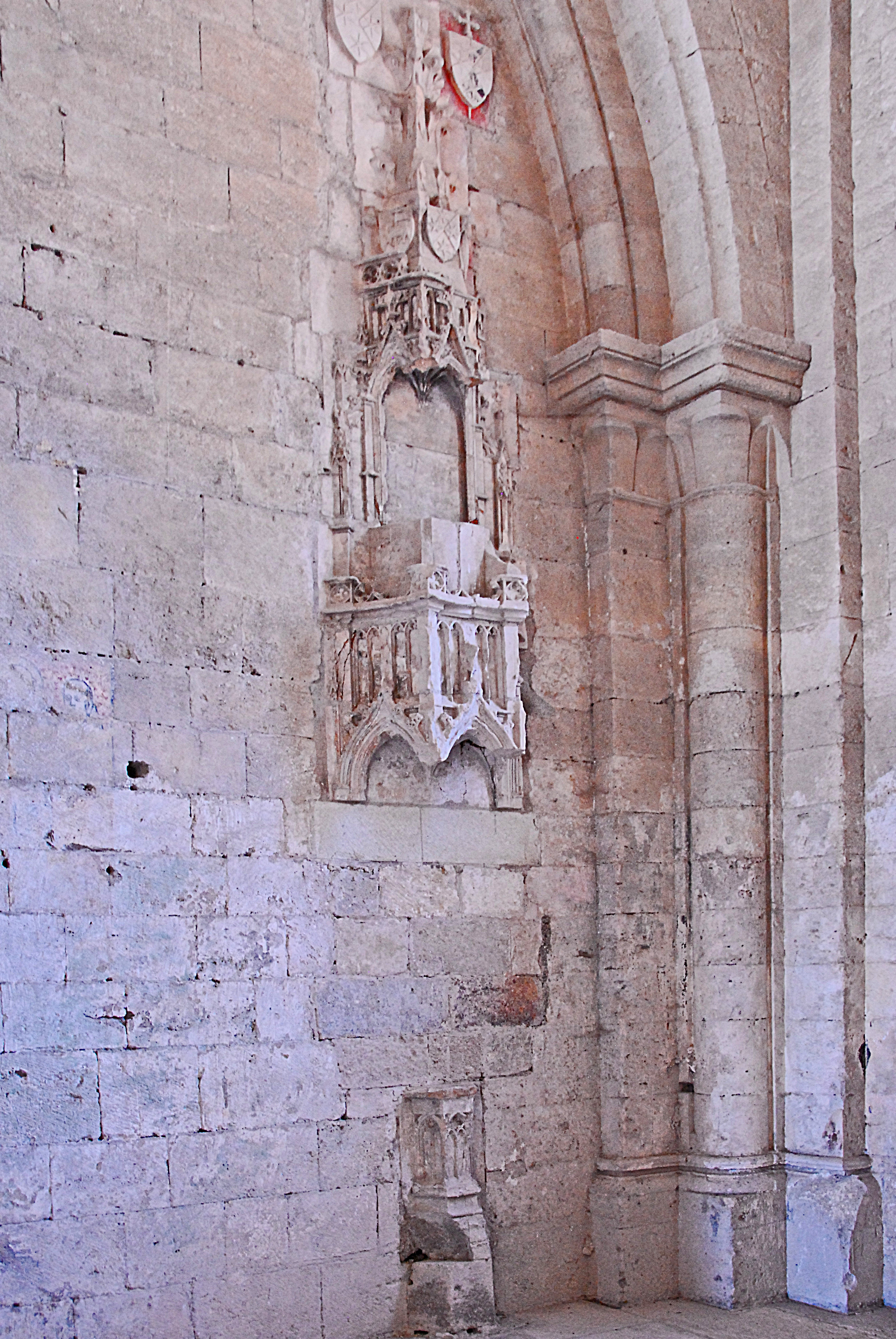
Chor, Fragmente got. Tabernakel

##### Dekor der Kirche
Die steinernen Dekorelemente sind dezent gestaltet, denn die Mönche sollten nicht von ihrem Gebet nicht abgelenkt werden. Die Proportionen werden durch Steinwülste oder -bänder hervorgehoben. Das Balldekor von Wasserpflanzen der Kapitelle zählte zu den Verzierungsformen, die als zulässig galten. Der Eindruck klarer vollkommener Formen ist zweifellos auch der Sorgfalt zu verdanken, mit der die Steinblöcke bearbeitet und aneinander gereiht worden sind.
Den ganzen Tag über fällt durch die Fenster, nacheinander der Ost-, Süd- und Westseite Licht in die Kirche, wodurch auf den Bauteilen reizvolle Licht- und Schatteneffekte sichtbar werden. Die hohen Wandöffnungen, die oft in Dreiergruppen angeordnet und von Rosettenokuli überdeckt sind, lassen eine sanfte und beruhigende Atmosphäre entstehen, die zur Meditation einlädt. Die ursprüngliche Verglasung der Kirchenfenster, die wahrscheinlich aus farblosen oder mit natürlichen Oxiden leicht eingefärbtem Scheiben bestanden, sind nicht mehr erhalten.

### Konventsgebäude der Abtei
Die Konventsgebäude des Klosters bestehen im Wesentlichen aus dem Kreuzgang aus vier Galerien, der sich mit seiner Südgalerie in den rechten Winkel aus der Außenwand des nördlichen Seitenschiffs und aus der Westwand des nördlichen Seitenschiffarms schmiegt-, des Weiteren aus den sonstigen Aufenthalts-, Speise- und Schlafräume der Mönchsgemeinschaft, die sich um die Nord- und Ostseite des Kreuzgangs eng gruppieren.

#### Äußere Erscheinung

##### Kreuzgang
Der im Grundriss leicht rechteckige Kreuzgang bleibt heute allseitig eingeschossig. Seine Galerien sind nahezu gleich breit und werden von sehr flach geneigten Pultdächern alle in derselben Höhenlage überdeckt. Die an den Kreuzgangecken mit diagonal verlaufenden Graten ineinander übergehen. Die Eindeckung besteht aus glatten Steinplatten. Der Regen wird von hinter den „Traufen“ angeordneten Rinnen gesammelt und über steinerne Wasserspeier in den Hof abgeleitet.
Zumindest über der Ostgalerie scheint es zeitweise ein Obergeschoss des Kreuzgangs gegeben zu haben. Darauf deutet eine lange Reihe von quadratischen Löchern hin, die ein gutes Stück unter der westlichen Traufe des Dormitoriums im Obergeschoss des Ostflügels des Konvents in engen Abständen eingelassen sind. In diesen Aussparungen lagen die oberen Enden von Sparren auf, die zu einem hölzernen Pultdachstuhl gehörten, das die Ostgalerie mit Gefälle zum Hof überdeckte. Wie die Außenwand dieses Geschosses aussahen, ist nicht bekannt. Denkbar wäre hier eine hölzerne Konstruktion. Die Decke des Erdgeschosses war in diesem Bereich oberseitig waagerecht ausgebildet. Die Existenz dieses Obergeschosses wird zusätzlich durch eine Tür in der Westwand des Dormitoriums bestätigt, deren Schwellen auf Höhe des heutigen Pultdachfirstes liegen und zu denen innenseitig mehrstufige Treppen hinaufführen.

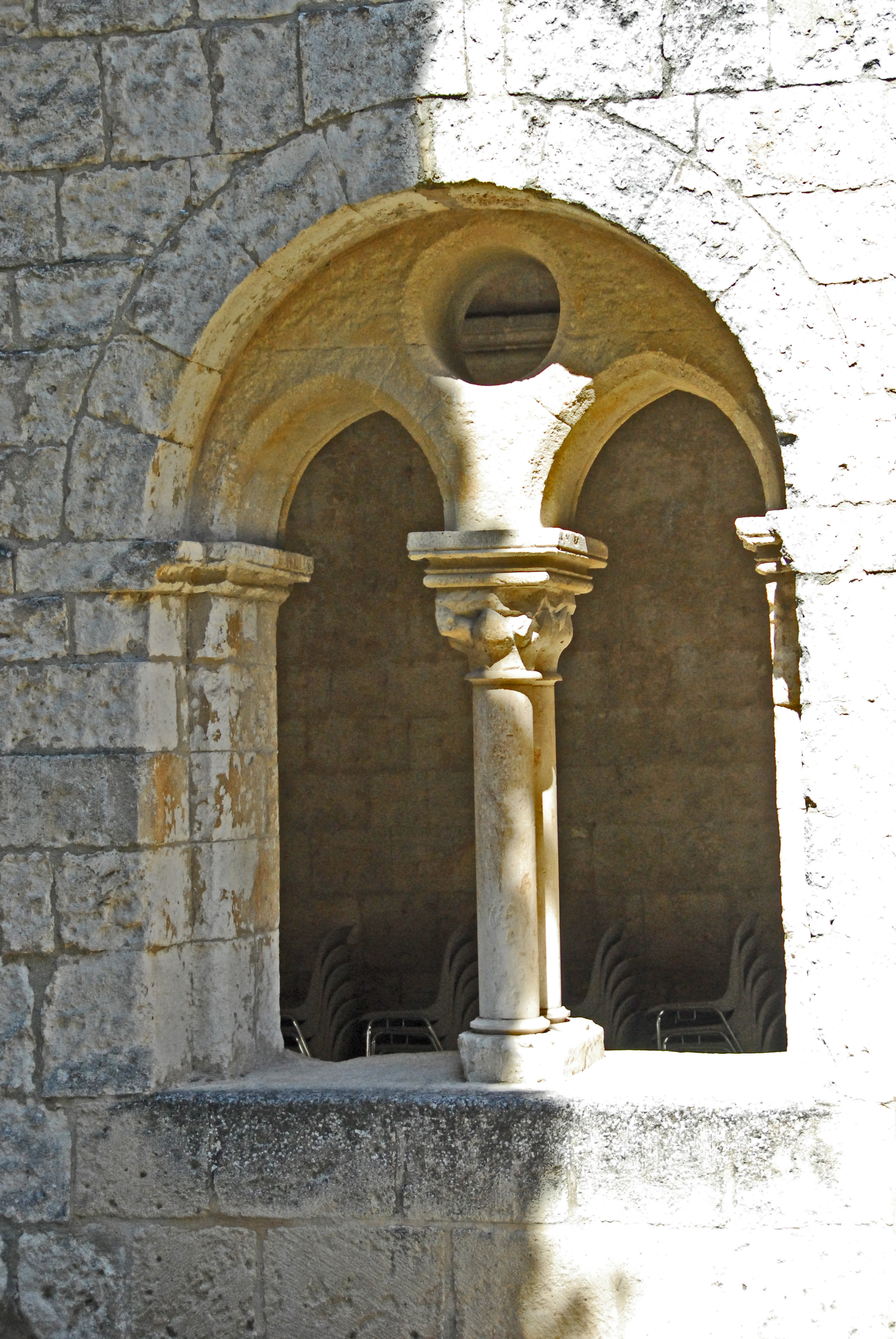
Kreuzganghof, Zwillingsarkade restauriert

Die Wände der Galerien, die den Kreuzganghof umgeben, machen durch ihre rundbogigen fünf- beziehungsweise sechsteilige gedrungenen Arkaturen, deren Öffnungen von wuchtiglen Pfeilern getrennt werden, und ihre sehr hohen Stürze, ohne jede Öffnung oder Dekoration, einen gewaltigen und trutzigen Eindruck. In den sechziger Jahren des zwanzigsten Jahrhunderts hat man den Boden des Hofs um gut einen halben Meter auf die ursprüngliche Höhe abgetragen. Aus einem Längsschnitt durch die Abtei aus dem Jahr 1843 kann man die damalige Höhenlage des Bodens erkennen, der bis auf Oberkante der Brüstungen angewachsen war.
Die rundbogigen Arkadenöffnungen sind verhältnismäßig breit im Vergleich mit ihrer Höhe und haben ihre inneren Dekoration, bis auf einigen Überreste im Bogenbereich, verloren. Die Arkadenbögen sind überwiegend mit scharfkantigen Bogensteinen umgeben, deren Enden auf Kämpferprofilen aufstehen. Einige der Bogenkanten sind in Rundprofilen aufgelöst. In zwei Fällen wurden die Innereien der Arkaden aus bei den archäologischen Grabungen im Jahr 1960 vorgefundenen Bruchstücken rekonstruiert. Die großen Arkaden werden von schlanken Zwillingsarkaden gegliedert mit leicht angespitzten Bögen und gefasten Kanten in einem glatten zurücktretenden Bogenfeld, in das oben mittig ein kleiner kreisrunder Okulus ausgespart ist. Die beiden Bögen stehen mittig auf hintereinander angeordneten Säulchen, die mit pflanzlich skulptierten Zwillingskapitellen und gemeinsamen profilierten Kämpferplatten bekrönt sind und auf zwei getrennten Basen stehen, aus breiten und schmalen Rundprofilen, auf kantigen Plinthen. Die Bögen stehen außen auf leicht vortretenden scharfkantigen Pfeilervorlagen, die an den Bogenansätzen von auskragenden Kämpferprofilen bekrönt sind. In jeder Außenwand der Galerien ist je eine Arkade als Durchgang ausgebildet, die bis zum Boden der Galerien hinunterreicht. Im Bogenbereich dieser Durchlässe befindet sich Maßwerk in Form eines Dreipasses, das nicht in allen Fällen erhalten ist.

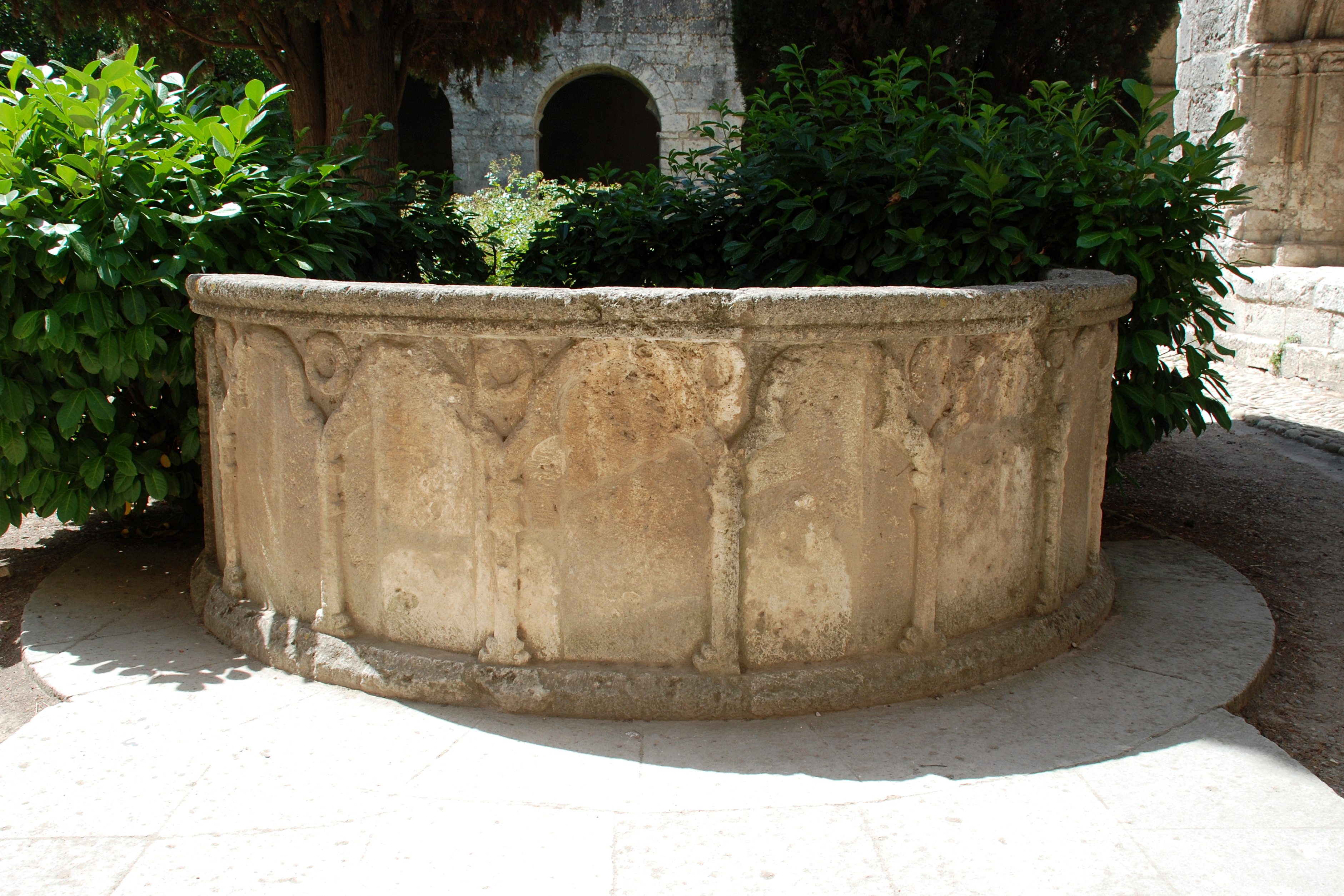
Fragment Brunneneinfassung

In der nordwestlichen Ecke des Kreuzganghofs ist der Brunnen (lavatorium) angeordnet, dessen äußere Brüstung gut zur Hälfte erhalten ist. Sie wird dekoriert von einem Flachrelief einer umlaufenden romanischen Blendarkatur aus Bögen, Kapitellen, Säulchen und Basen. Die in der Brunnenmitte ehemals aufragende Fontäne, die das Wasser aus der Südostquelle in den Brunnen sprudeln ließ, ist nicht mehr erhalten. So sind auch die noch zu Beginn des zwanzigsten Jahrhunderts erkennbaren Spuren eines umgebenden Brunnenhauses verschollen. Der Brunnen ist über den nahen Durchlass in der Nordgalerie auf kurzem Weg zum/vom Refektorium erreichbar. Die Mönche wuschen sich dort vor den Mahlzeiten die Hände. Sie entnahmen auch dort das Wasser für die wöchentliche rituelle Fußwaschung (mandatum), sowie für ihre tägliche Körperpflege wie auch zur Pflege ihrer Tonsur. Eine heute noch intakte ähnliche Brunnenanlage findet sich in der Abtei Sainte-Marie de Valmagne.
Zu den äußeren Teilen des Kreuzgangs wird noch seine recht hohe Westwand gerechnet, die außer einem Westportal keine weiteren Öffnungen besitzt. Sein Bogen wird von Bogensteinen eingefasst, die wiederum von einem schmalen Kragprofil umschlossen werden. Ein Aquarell vom Ende des 18. Jahrhunderts zeigt die Westwand des Kreuzgangs mit einer zweiten Tür, am südlichen Ende.

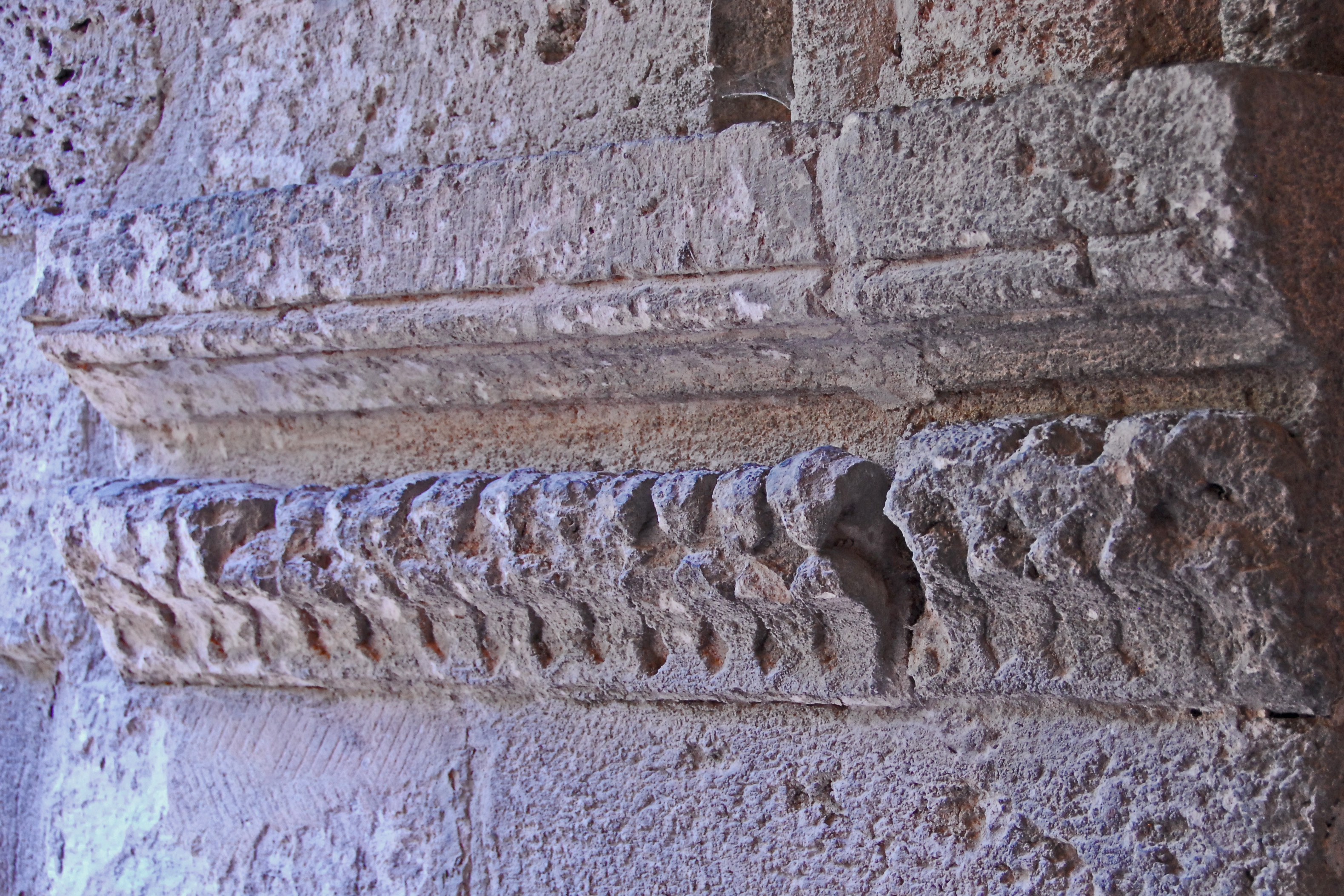
Kreuzgang, Kämpferprofil an Pfeiler

Kreuzgang Äußeres
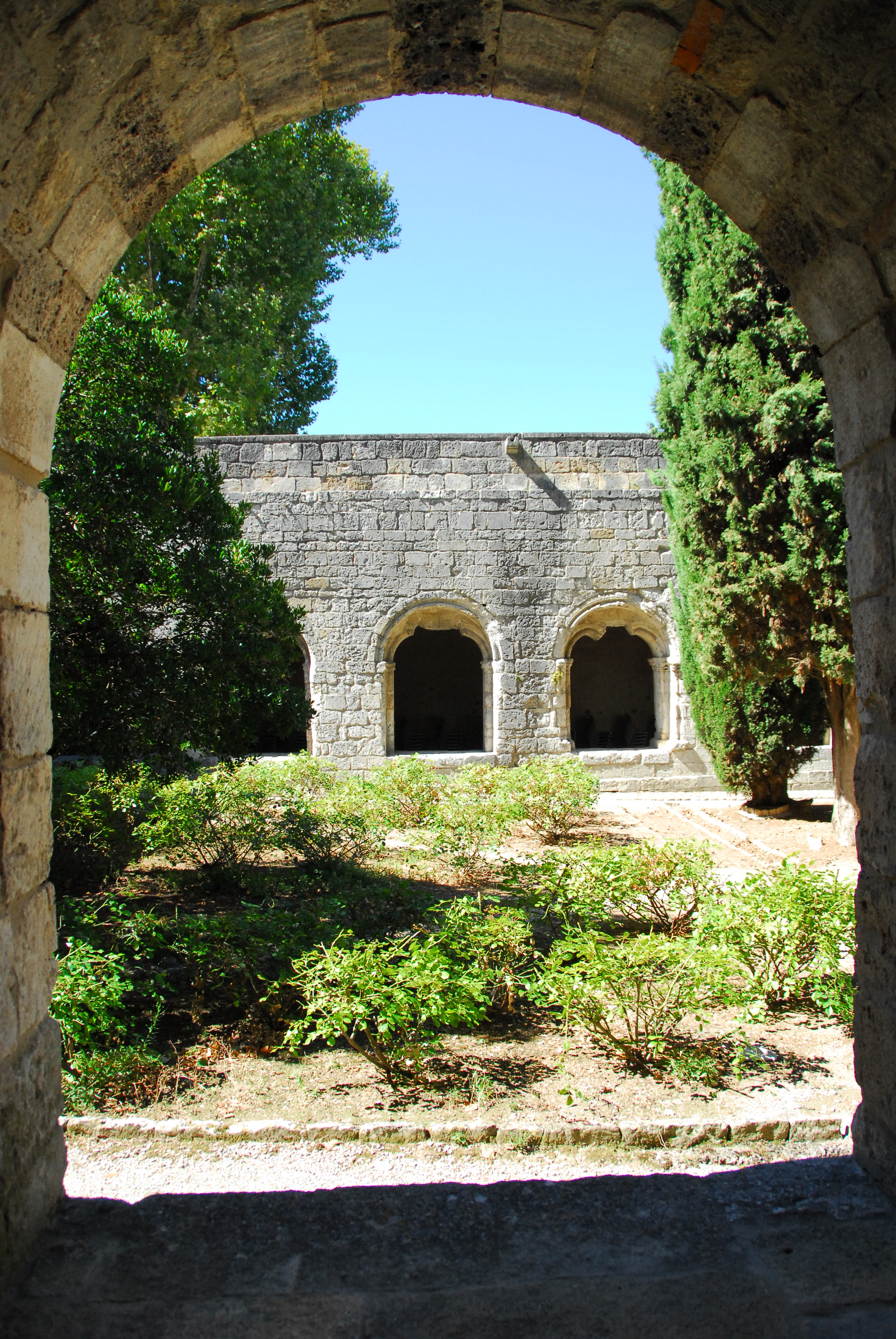
Kreuzganghof
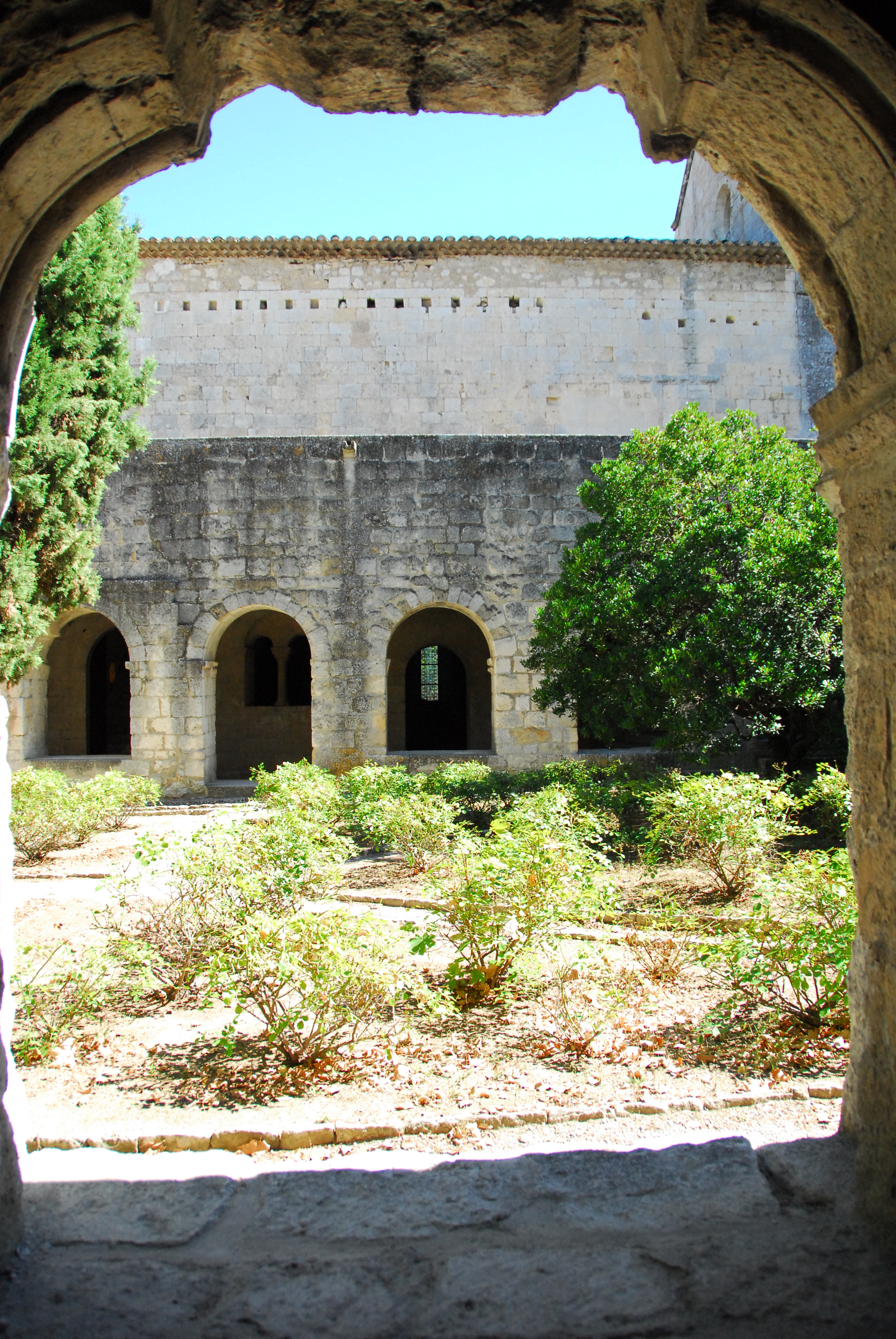
Kreuzganghof, oben Dormitorium
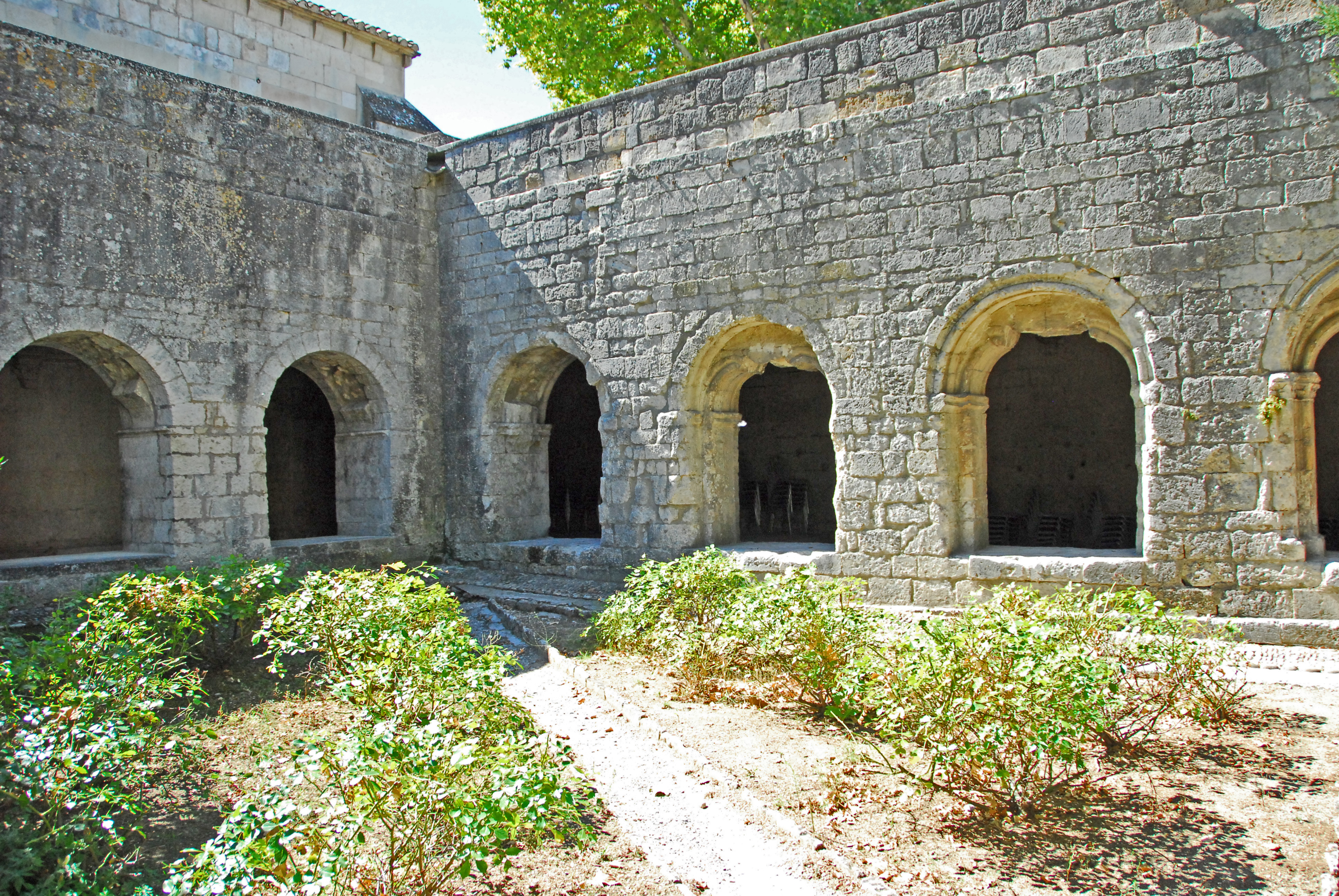
Kreuzganghof SW-Ecke
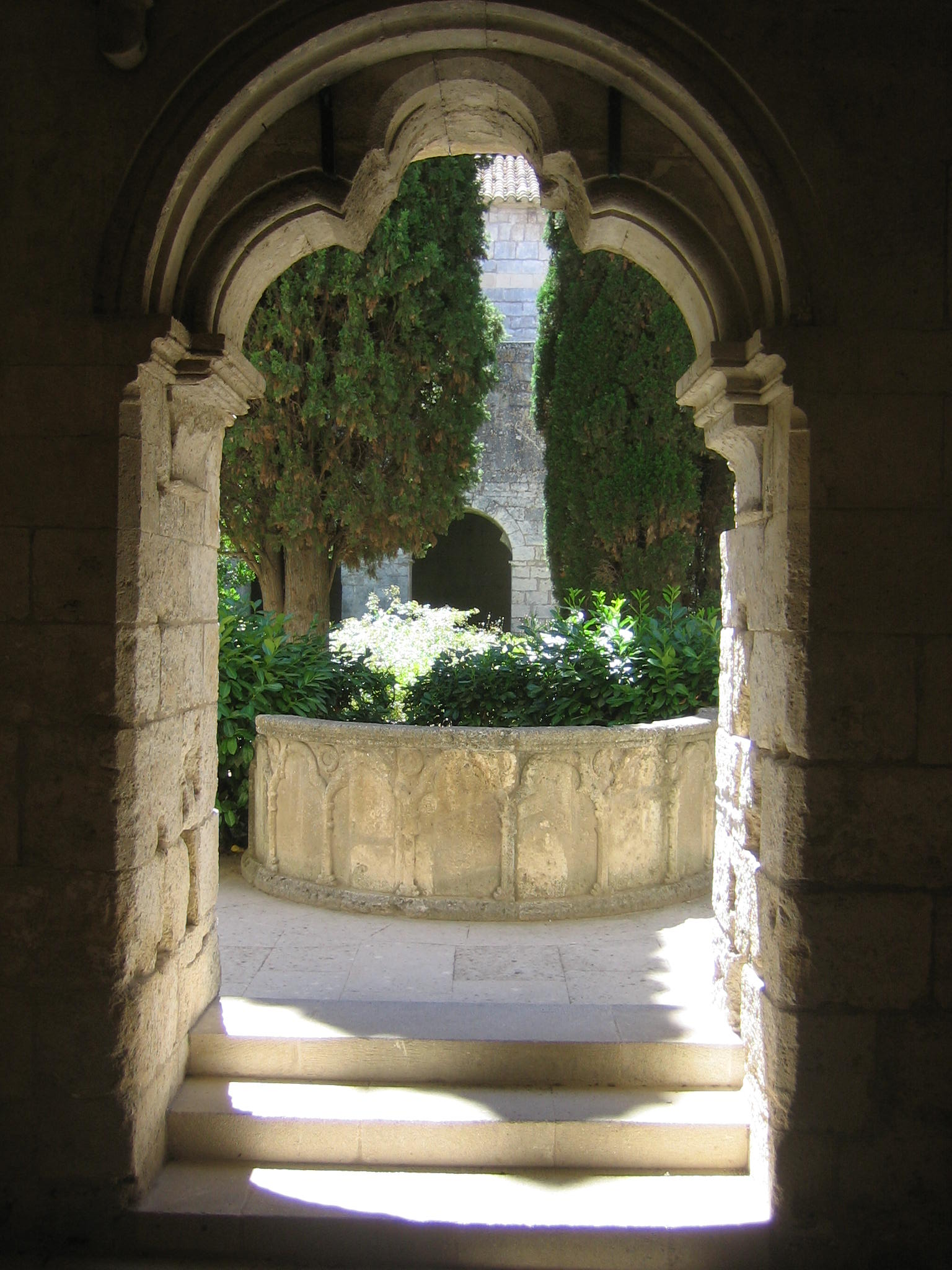
Brunnen aus Nordgalerie

##### Äußeres der übrigen Konventsgebäude

Ostflügel von NO, Foto 1881

Der Ostflügel der Konventsgebäude ist in ganzer Länge zweigeschossig, der nördliche Abschnitt des Calefactoriums (Wärmestube) ist wegen des natürlichen Geländegefälles unterkellert, gemeinsam mit dem vierten und dritten Joch des Refektoriums. Der Ostflügel ist mit einem etwa zwanzig Grad geneigten Satteldach überdeckt, das mit roten Mönch-Nonnen-Ziegeln eingedeckt ist. Die Traufausbildung entspricht denen der Kirche.
Die Ostwand des Flügels wird von kräftigen Strebepfeilern abgestützt, deren abgeschrägte Oberseiten ebenso eingedeckt sind, sie reichen bis gut einen Meter unter die Traufen. Die letzten drei Pfeiler im Norden sind etwas stärker dimensioniert. Im Erdgeschoss dieser Seite sind insgesamt sieben rundbogige schlanke Fenster ausgespart, im ersten und zweiten Joch, ab der Giebelwand des nördlichen Querhausarms, sind es je zwei besonders hohe, im dritten Joch ein niedriges, zuzüglich einer Zugangstür aus dem Klostergarten, und in den Jochen vier und fünf je ein niedriges Fenster. Im Obergeschoss sind es insgesamt dreizehn kleine Fenster, in den ersten drei Jochen sind es je drei, im vierten zwei, zuzüglich einer Tür, und im fünften zwei Fenster. Warum es dort eine Tür gab, ist ungeklärt. Im Zweiten Joch gibt es noch ganz oben unter der Traufe eine türgroße Öffnung in den Dachraum über dem Gewölbe.

Nordseite, Foto 1881

Auf der Westseite des Obergeschosses sind insgesamt neun solche Fenster ausgespart, im ersten Joch eins, im zweiten drei, im dritten vier, im vierten eins und eine Tür, und im fünften Joch keins. In dieser Wand sind die bereits erwähnten Löcher unter der Traufe eingelassen, in denen vermutlich die Sparren einer Aufstockung der östlichen Kreuzganggalerie auflagen.

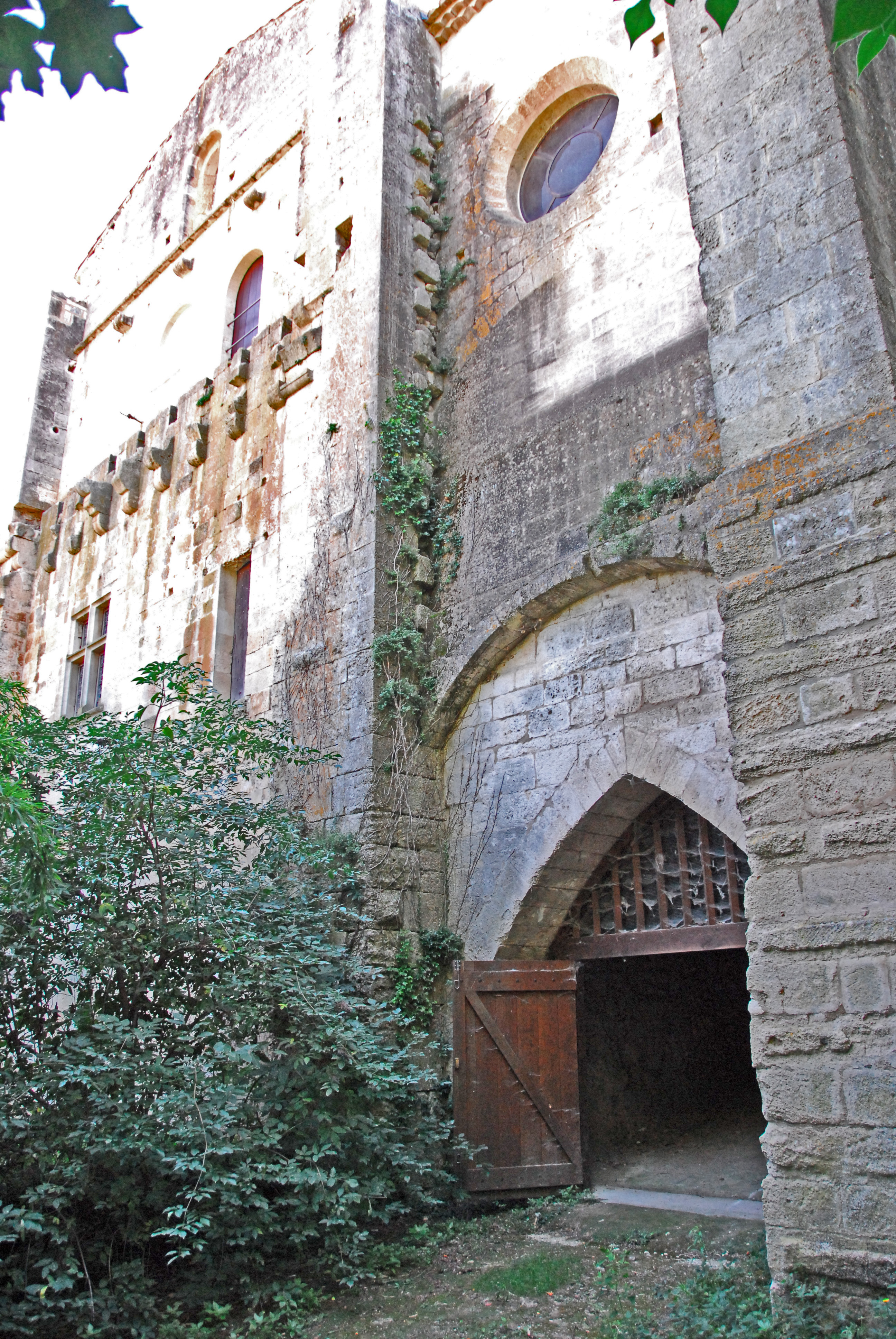
Ostflügel, Nordwand u. Refektorium Joch 4

Die nördliche Giebelwand des Ostflügels schließt drei Geschosse ab und wird an den Kanten von um die Ecke herum reichenden Strebepfeilern abgestützt. Ganz oben, teilweise noch im Giebeldreieck, ist in der Mittelachse ein rundbogiges Fenster ausgespart, das den Gewölbebereich des fünften Jochs des Dormitoriums erhellt, und außen auf einem Kragprofil steht, das gegen die Strebepfeiler geführt ist. Kurz darunter kragen drei Konsolen aus, die einmal die Firstpfette eines Pultdachs getragen haben das einen hölzernen Vorbau überdachte, der bis auf die Mitte der Strebepfeiler reichte. Ein gutes Stück weiter unten, etwa in Höhe des Dormitoriumfußbodens gibt es in ganzer Breite zwischen den Strebepfeilern einen Wandvorsprung, in den oberseitig zehn bis elf Wandschlitze eingelassen sind, die bis unter die aufgehende Wand reichen, und zwar in Abständen üblicher Balkenlagen. Nicht weit unter jedem Schlitz tritt eine kräftige mehrfach abgestufte Kragkonsole hervor in Breite der Schlitze. Diese Vorkehrungen lassen darauf schließen, dass es hier über die ganze Wandbreite bis zur Mitte der Strebepfeiler einen hölzernen Vorbau gegeben hat, der aus einer waagerechte Balkenlagen bestand, die quer zur Wand in die vorgenannten Schlitze eingeschoben war, deren äußere Balkenenden von schräg eingebauten Balkenstücken auf den Konsolsteinen abgestützt wurden. Auf den äußeren Balkenenden lag ein waagerechter Balken, auf dem eine Art Fachwerkwand aufstand, auf der die oben genannte Pultdachsparren auflagen. Über die Ausladung des Vorbaus lässt sich nur spekulieren. Sie wird vermutlich kaum über 1,50 Meter hinaus gekommen sein. Der Zugang aus dem Dormitorium erlaubte eine rundbogige Türöffnung im westlichen Viertel der Wandbreite. Der Höhenabschnitt unter dem Vorbau gehört zum Erdgeschoss, wo das calefactorium untergebracht ist genau unter der Tür des Dormitoriums ist eine rechteckige Tüt ausgespart, deren Schwelle die Fußbodenhöhe des Wärmeraums markiert, im linken Viertel der Wand ist ein rechteckiges großes Fenster mit Renaissance-Kreuzstock eingelassen. Unterhalb der Öffnungen des Erdgeschosses liegen die Kellerwände frei über dem Gelände, wo sich auch noch Fenster und eine Tür in den Keller öffnen.
Er wird angenommen, dass man über die Tür des Dormitoriums zu den Latrinen (necessarium) gelangen konnte, die über dem nahen Bach errichtet worden sein sollten. In einer Quelle heißt es: „Hinter der Treppe zum Schlafsaal, die man tagsüber benutzte, um sich zu den Latrinen oder – im Sommer – zur Mittagsruhe zu begeben … Der oben erwähnte hölzerne Vorbau könnte vielleicht auch schon als diese Latrine gedient haben? Aber das Fenster und die Tür in der Wand darunter lässt diesen Schluss kaum zu. Vielleicht führten aber von diesem Vorbau und von der Tür des Wärmeraums Treppen hinunter zu den Latrinen, die getrennt von den Gebäuden angeordnet waren?“ In derselben Quelle heißt es zum Calefactorium: „Die Tür in der Nordseite führte möglicherweise zu Latrinen.“
Üblicherweise wurde das Refektorium von Zisterzienserklöstern mit seiner kurzen Seite an die gegenüber der Kirche gelegenen Kreuzganggalerie rechtwinklig zu dieser Galerie angebaut, um mehr Platz für andere Säle zur Verfügung zu haben.
In Silvacane forderte allerdings das Gefälle des Standorts die Erbauer das Refektorium unmittelbar mit seiner ganzen südlichen Längsseite an die Nordgalerie des Kreuzgangs anzubauen.
Das Refektorium wird überdeckt von einem flach geneigten Satteldach, in gleicher Ausführung wie beim Ostflügel. Es ist eingeschossig, macht aber wegen seiner Höhe von außen einen fast zweigeschossigen Eindruck.
Die Nordseite des Refektoriums wird von vier weit ausladenden Strebepfeilern in vier Joche unterteilt, die mit ihren auswärts abgeschrägten Oberseiten ein gutes Stück unter den Traufen enden. In den ersten drei Jochen, von Westen beginnend, ist zentral je ein mittelgroßes schlankes, spitzbogiges Fenster ausgespart, im vierten Joch ein kreisrundes Ochsenauge knapp unter der Traufe, aber nach Westen außermittig verschoben, die alle ihre ursprünglichen Maßwerke verloren haben. In diesem Joch gab es unter dem Okulus eine große rundbogige Fensteröffnung, die man auf Fotos vom Beginn des zwanzigsten Jahrhunderts sehen kann (siehe Fotos). Im Mauerwerk erkennt man noch die Konturen eines Keilsteinbogens. Diese wohl ehemalige Wandgestaltung lässt vermuten, dass sie aus der gleichen Epoche stammt wie der Ostflügel. Weiter unten, etwa in Höhe des Erdgeschossbodens tritt die Wand segmentbogenförmig zurück. Ein hohes Bogenfeld überdeckt darunter fast in ganzer Jochbreite eine spitzbogige Wandöffnung, die den Keller erschließt. Hier konnten sogar Fuhrwerke zur Deponierung von Material und Vorräten hineinfahren. Die gleiche Öffnung gibt es auch unter dem dritten Joch des Refektoriums.

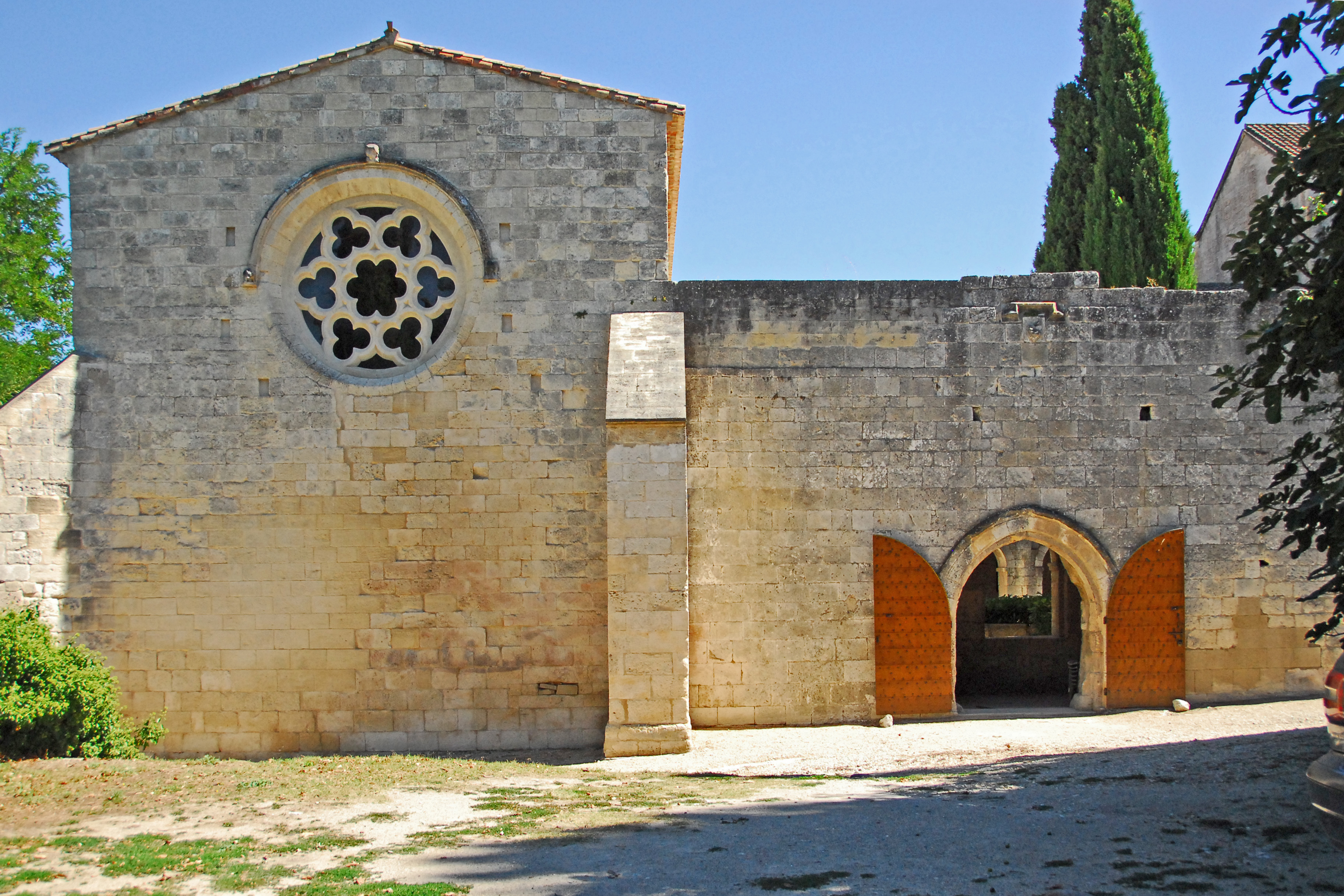
Refektorium, Westwand

Die westliche Giebelwand wird von zwei Strebepfeilern in Dimension derjenigen auf der Nordseite flankiert, auf der Nordwestkante des Gebäudes weist der Pfeiler diagonal auswärts. Hoch oben im Giebel dominiert in der Gebäudeachse ein großes kreisrundes Ochsenauge, dessen scharfkantigen Laibungen von Bogensteinen gebildet werden. Seine obere Hälfte wird von einem schmalen Kragprofil umschlossen, dessen Scheitel und Enden von skulptierten Konsolsteinen markiert sind. Das wohl mit der Restaurierung erneuerte Maßwerk besteht aus einem zentralen Sechspass, der von sechs Dreipässen umschlossen wird. In der unteren südlichen Wandecke kurz neben dem Strebepfeiler erkennt man die Kontur einer ehemaligen Öffnung, in Form eines lang gestreckten liegenden Rechtecks, die als Durchreiche für Speisen der Mönche in den Speisesaal definiert wird. Es wird vermutet, dass sich die Küche für Mönche und Laienbrüder in einem separaten Gebäude mit Abstand vor der Westseite des Klosters befunden hat. Ein Aquarell vom Ende des 18. Jahrhunderts stellt eine Werstansicht des Klosters dar, auf dem in der linken Bildhälfte eine mehrgeschossige Gebäuderuine gezeigt wird, deren Westwand deutlich vor dem westlichen Rand des Klosters steht. Man erkennt das vor allem an den unterschiedlichen Höhen der Gebäudebasen (siehe Bild im Abschnitt Geschichte, Abtei zu verkaufen).

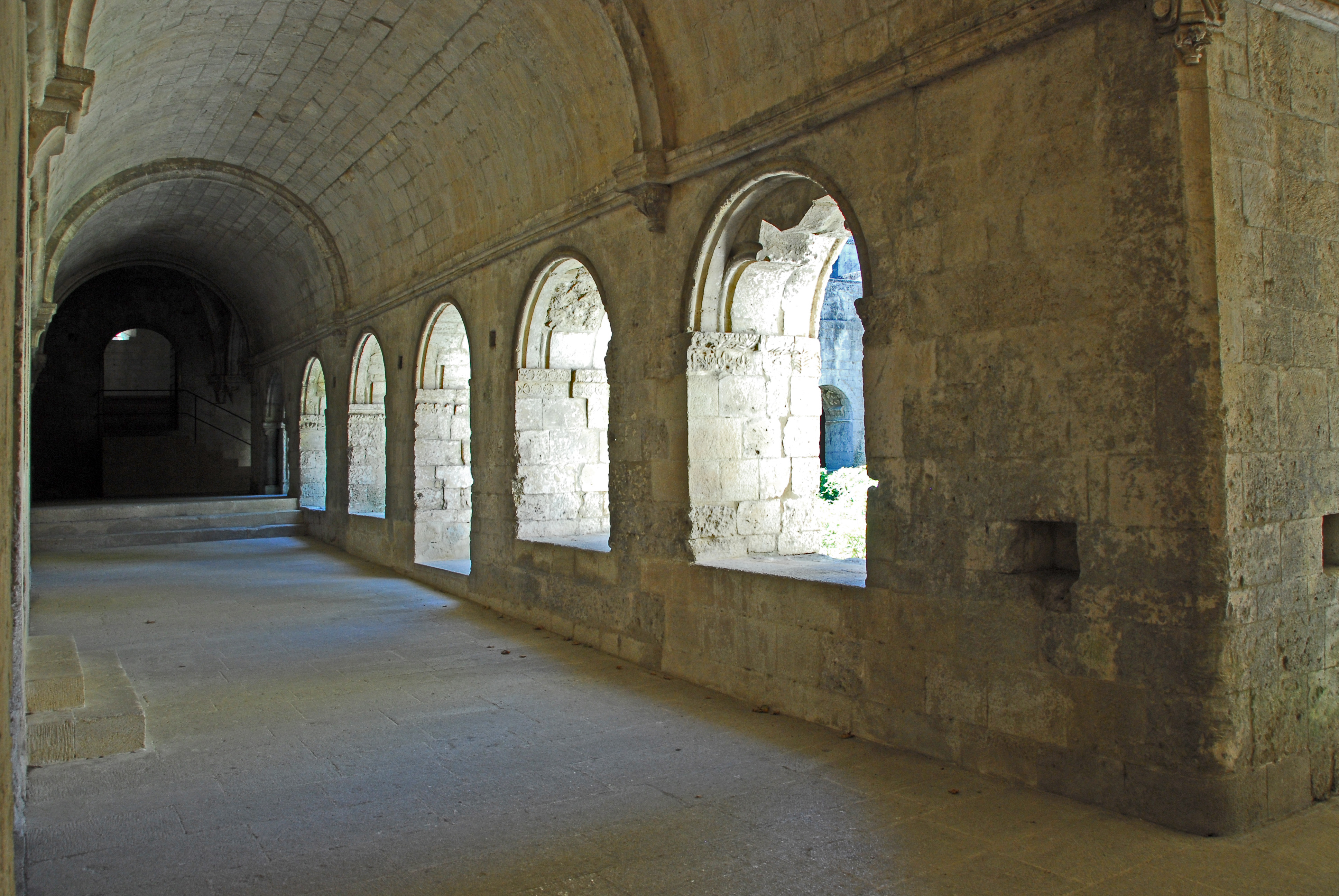
Kreuzgang, Ostgalerie

##### Inneres des Kreuzgangs

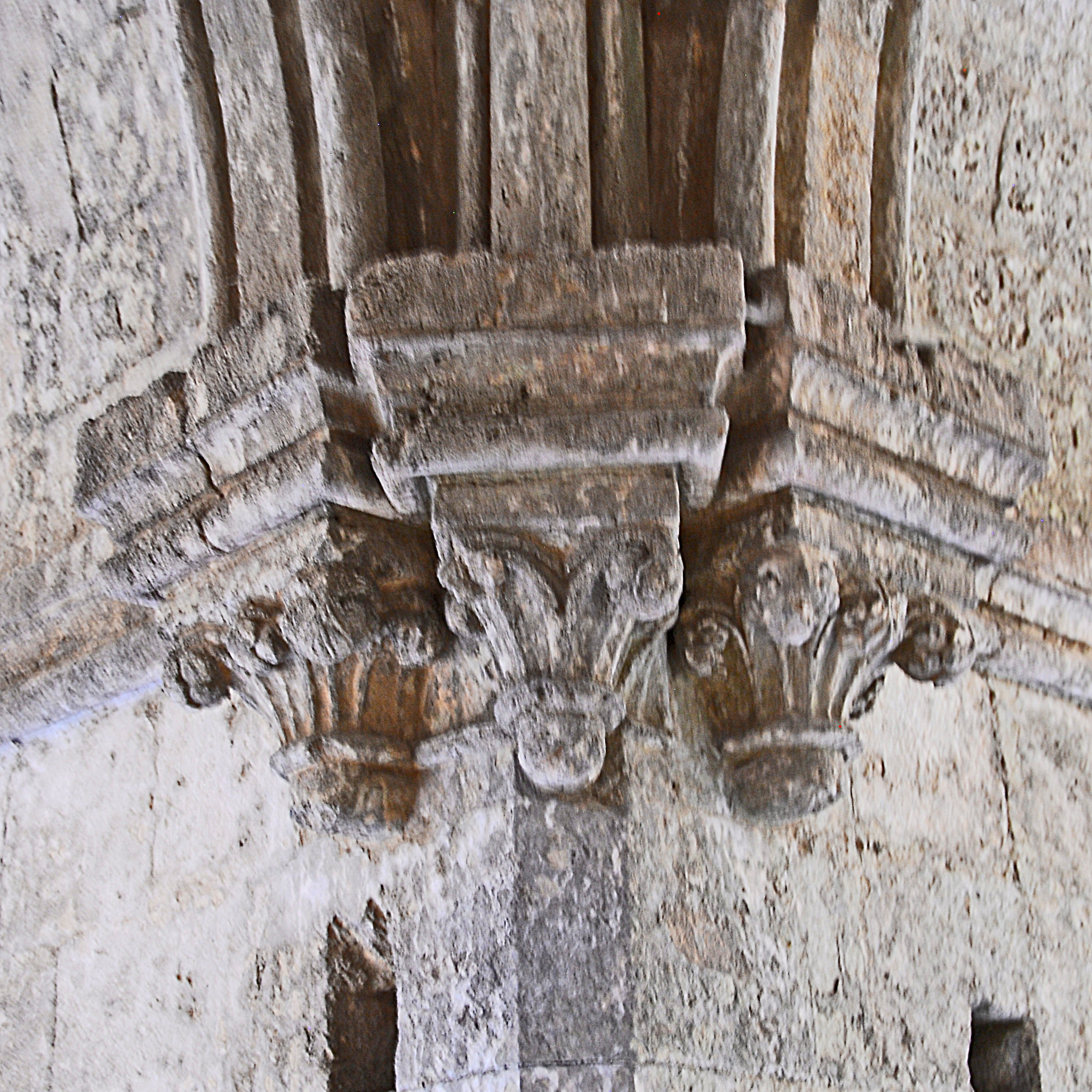
Kreuzgang, Eckkonsole

Die vier Galerien des Kreuzgangs, die den Hof umgeben, werden von Tonnengewölben überdeckt, die durch Gurtbögen in je drei Abschnitte unterteilt werden, deren Querschnitte an den Kanten in breite Hohlkehlen aufgelöst sind. Nur in der Nordostecke werden die Gewölbe von einem diagonal geführten Gurtbogen über Eck getrennt. In den anderen Kreuzgangecken wurden in den quadratischen Feldern Kreuzrippengewölbe vorgezogen. Die Gewölbe- und Gurtbogenansätze werden von einem mehrstufigen Kragprofil umlaufend markiert. Über den Rundbögen der außenseitigen Wandöffnungen hebt sich das Kragprofil bogenförmig an. Die Gurtbögen und Kreuzrippen stehen auf schlicht skulptierten Blattkapitellen. Im Nordwestwinkel errät man ein Vogelmotiv und im Südosten eine Fratze. Diese figürlichen Elemente hatten präzise Bedeutungen, die man aber heute nicht mehr versteht.

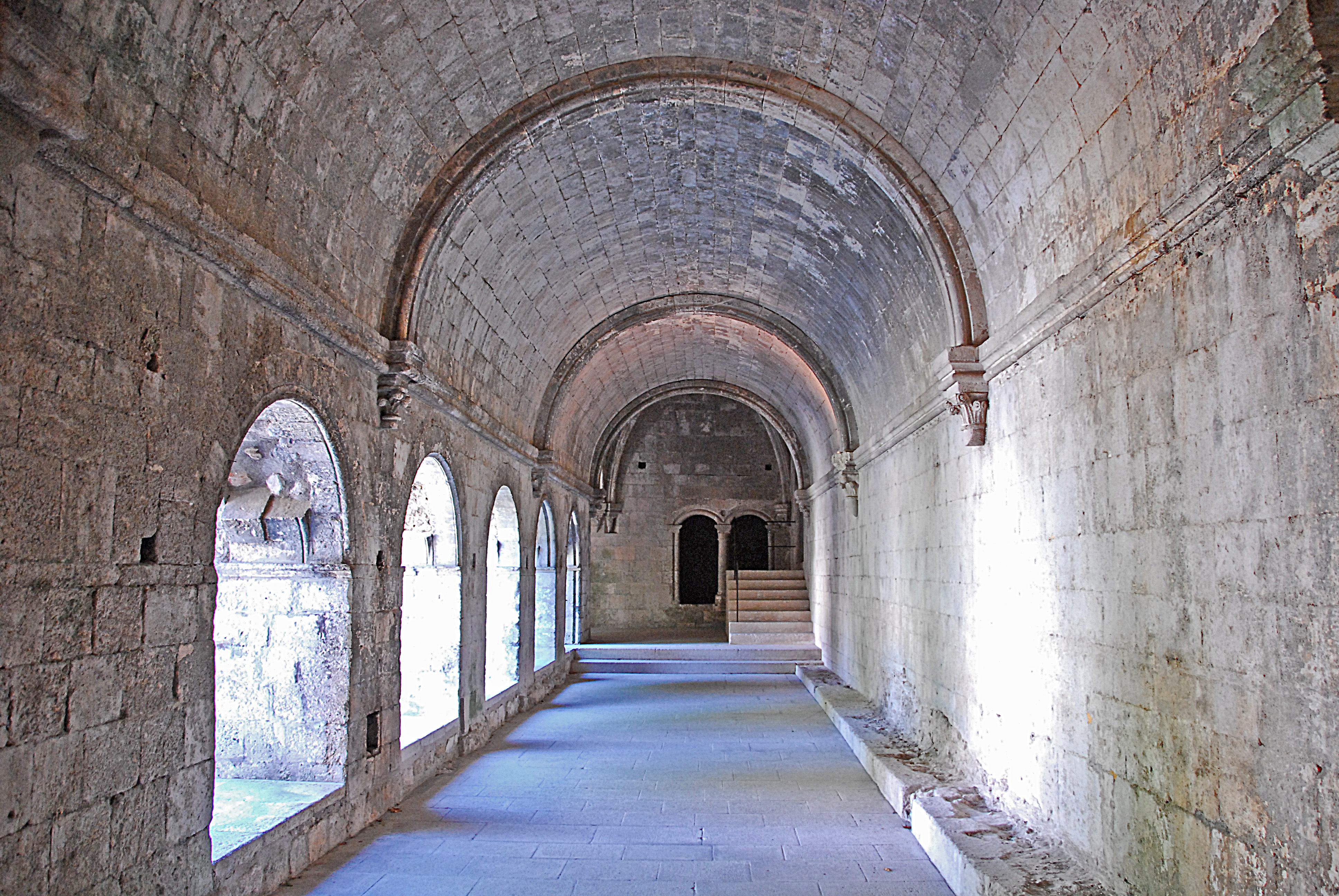
Kreuzgang, Südgalerie

Die östliche Kreuzganggalerie wurde zur gleichen Zeit errichtet wie der Wohntrakt der Mönche, während die anderen drei Galerien jüngeren Datums sind. Im Lauf der Jahrhunderte wurden die Wände des Kreuzgangs an vielen Stellen mit Aufschriften oder einfarbigen Zeichnungen versehen. In der Ostwand befinden sich fünf rundbogige Türen oder Durchlässe und zwei rundbogige Fensteröffnungen zu den Räumen des Mönchstraktes. Am südlichen Ende dieser Wand öffnet sich das armarium (siehe weiter unten) mit einer Zwillingsarkade.
Die parallel zur Kirche verlaufende Südgalerie oder collatio-Galerie war mit einer Steinbank ausgestattet, wo die Mönche abends in der Fastenzeit nach der einzigen – leichten – Mahlzeit des Tages erbauliche Texte lasen. Unter anderem wurde bei dieser Gelegenheit die Lektüre des Werkes Collartones von Jean Cassien (gestorben 435) empfohlen, das der Mahlzeit und der Galerie ihren Namen verlieh. Aus dieser Galerie gelangt man in der südöstlichen Ecke über eine Treppe auf ein Podest und von dort durch eine rundbogige Tür in das nördliche Seitenschiff der Kirche.

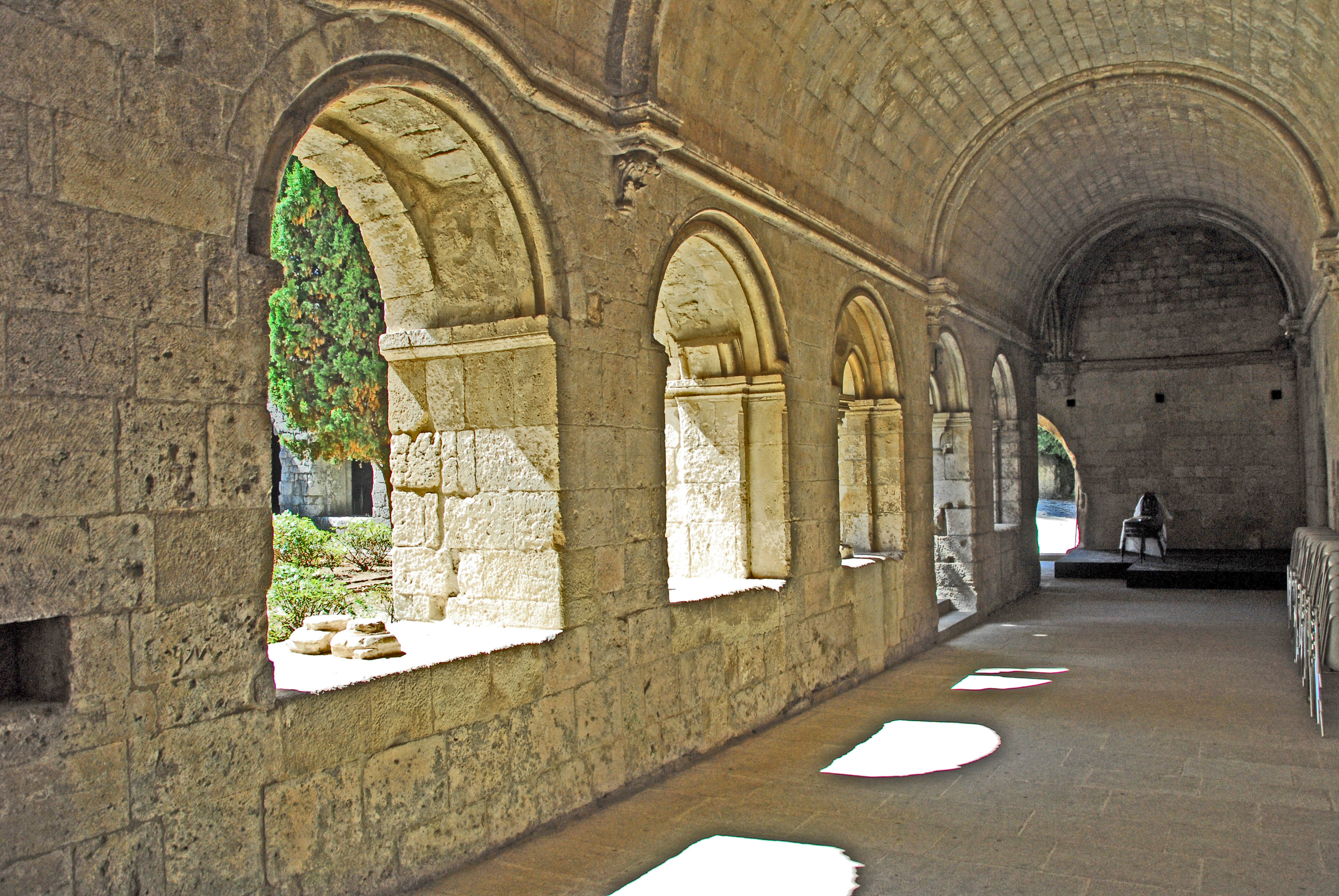
Kreuzgang, Nordgalerie

Die Westgalerie ist ein einfacher Gang, in dessen Außenwand gegenüber der nordwestlichen Hofecke eine rundbogige Tür ins Freie führt, denn in Silvacane existierte kein Westflügel der Konventsgebäude. Üblicherweise wurde in Zisterzienserklöstern neben der Vorratskammer, die nach dem Benediktinergrundriss im Westflügel vorgesehen war, der Wohnbereich der Laienbrüder und ihr Refektorium errichtet und ihre Schlafgemächer im Obergeschoss. Doch in Silvacane befand sich dieser Bereich wahrscheinlich außerhalb der Klausur. Dasselbe gilt auch für die Küche, die von Mönchen und Laienbrüdern gemeinsam genutzt wurden.
Die Nordgalerie grenzt in ganzer Länge an das Mönchsrefektorium. In dieses öffnen sich am Westende der Galerie zwei nicht weit voneinander entfernte rundbogige Türöffnungen, und weiter zur Mitte zwei rundbogige Wandnischen.

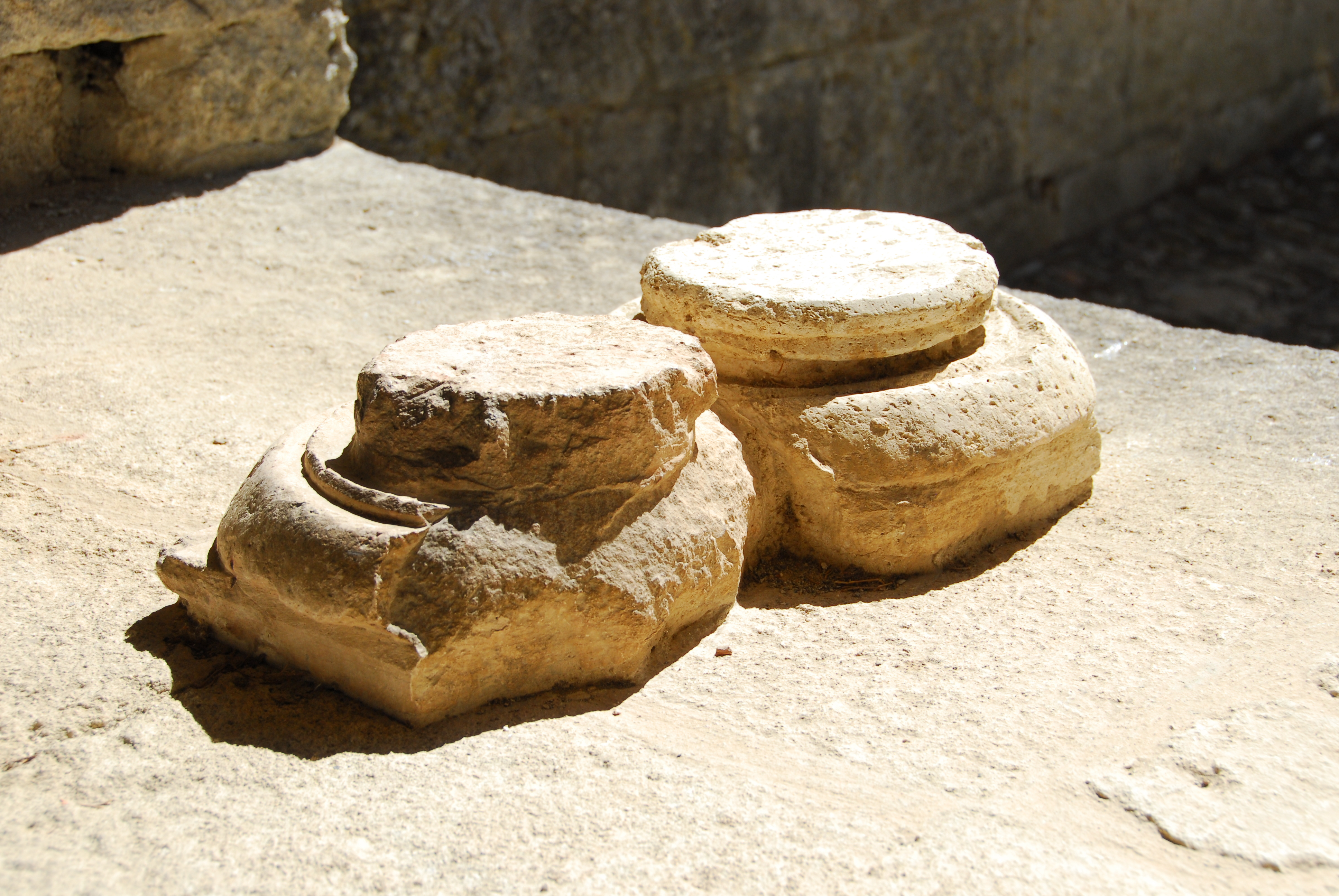
Kreuzgang, Reste Zwillingssäule

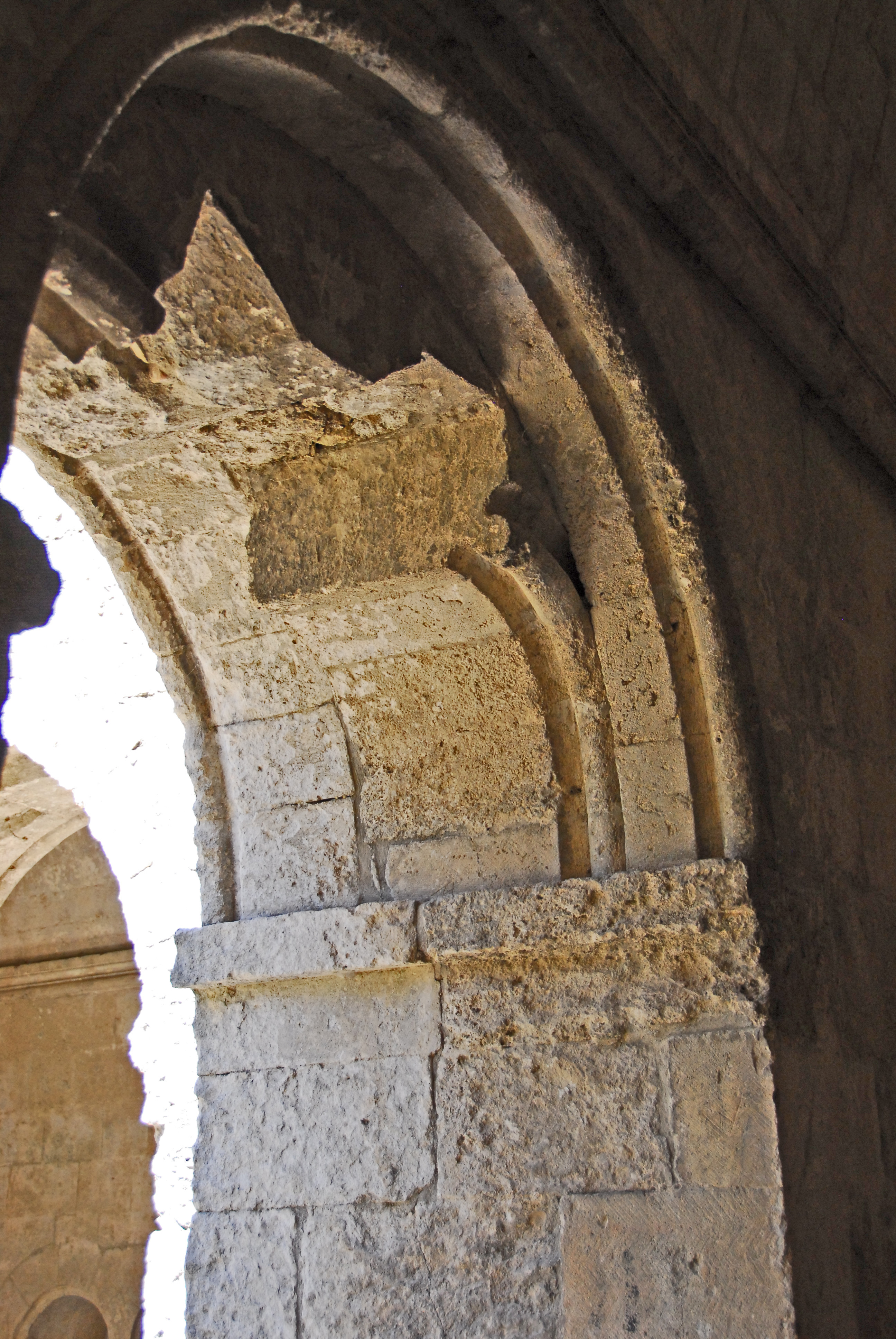
Kreuzgang, Reste Zwillingsarkade

Kreuzgang, Inneres
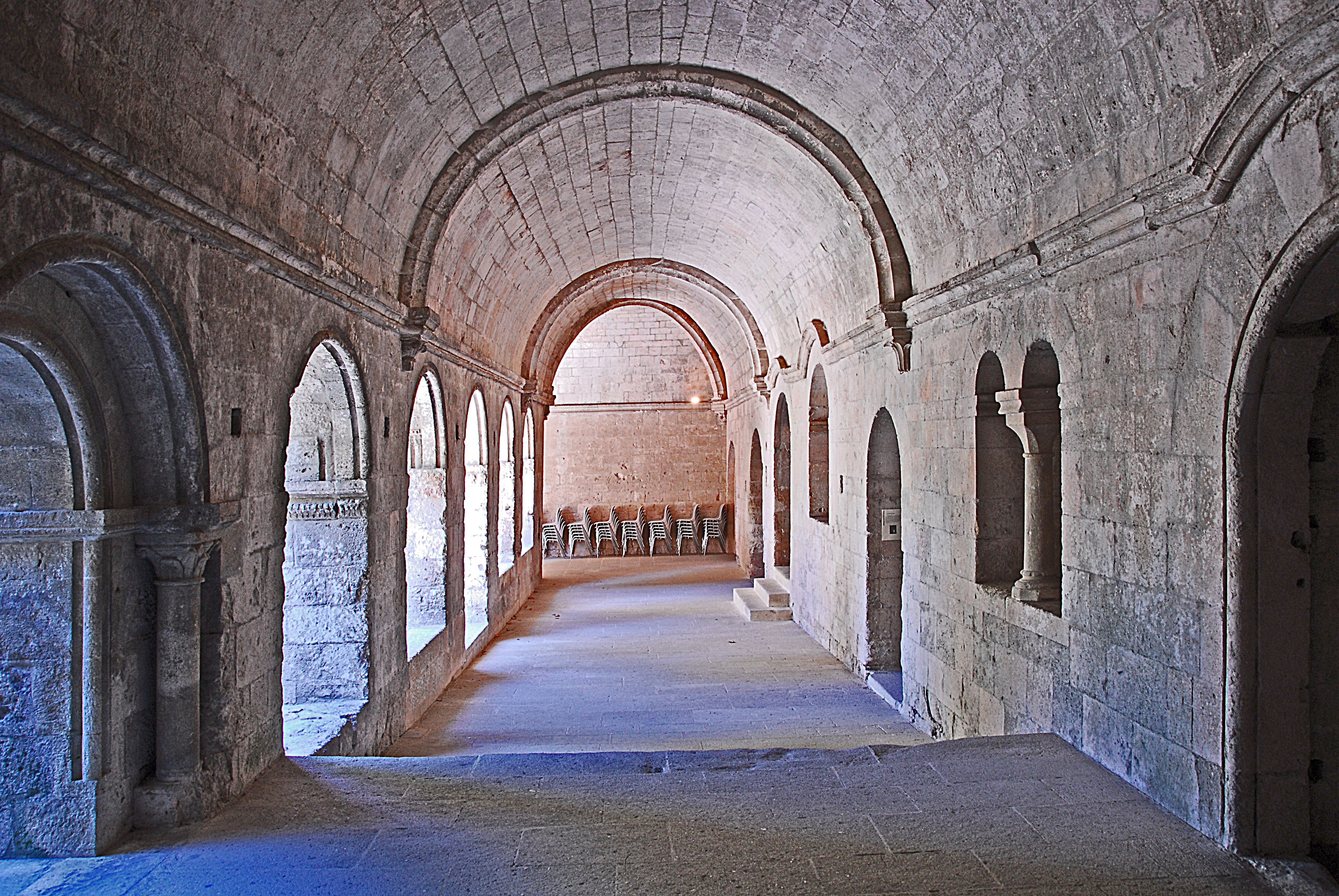
Ostgalerie
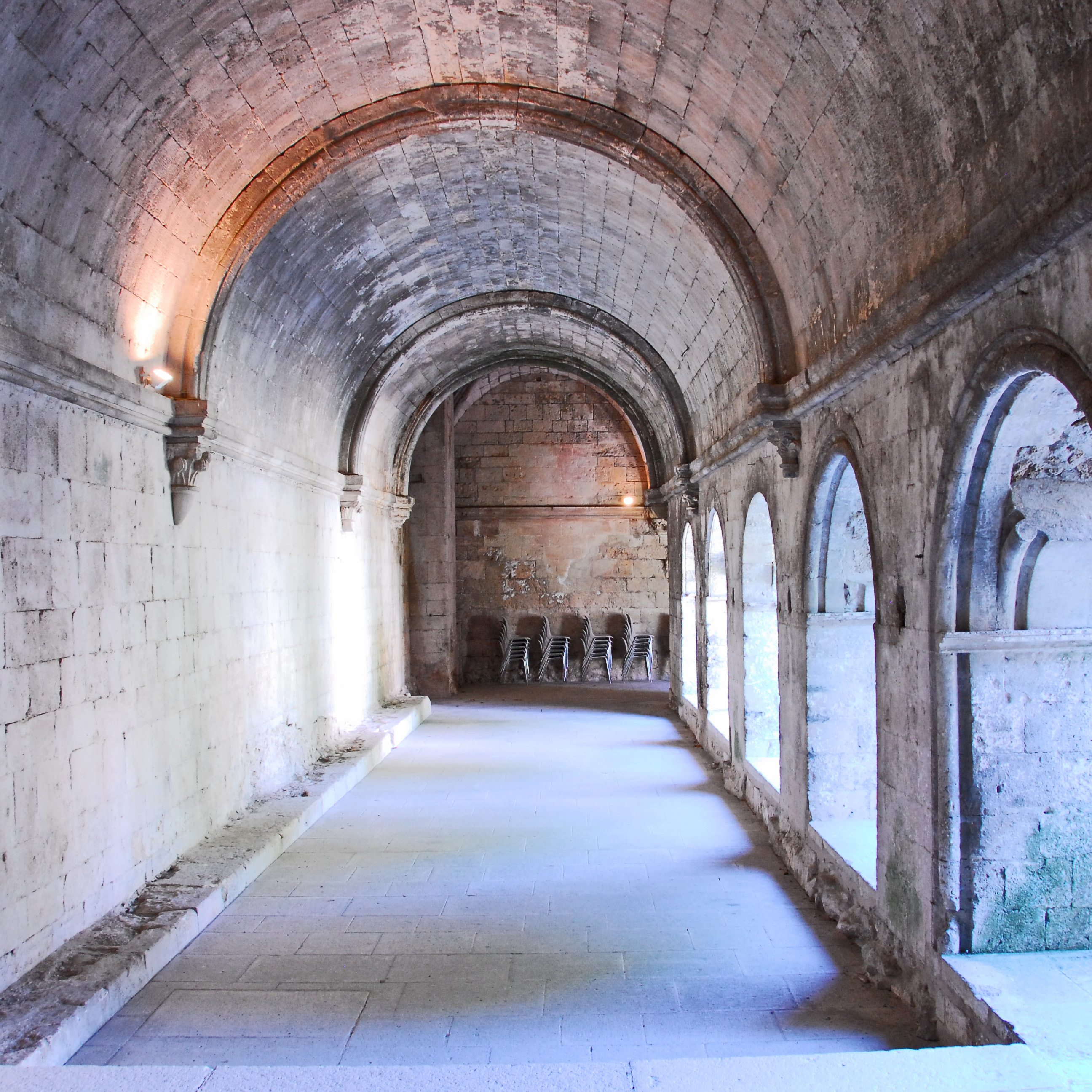
Südgalerie
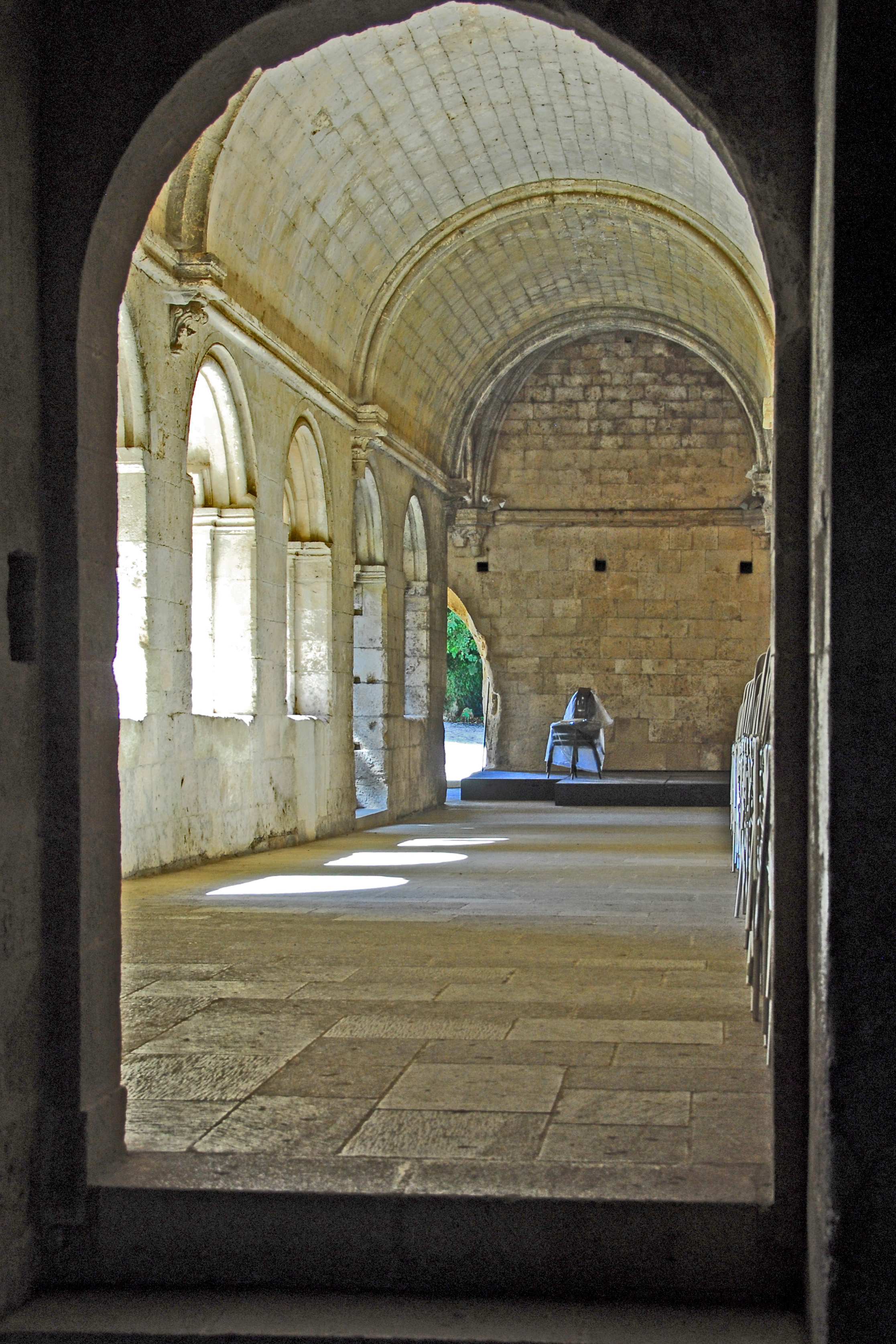
Nordgalerie
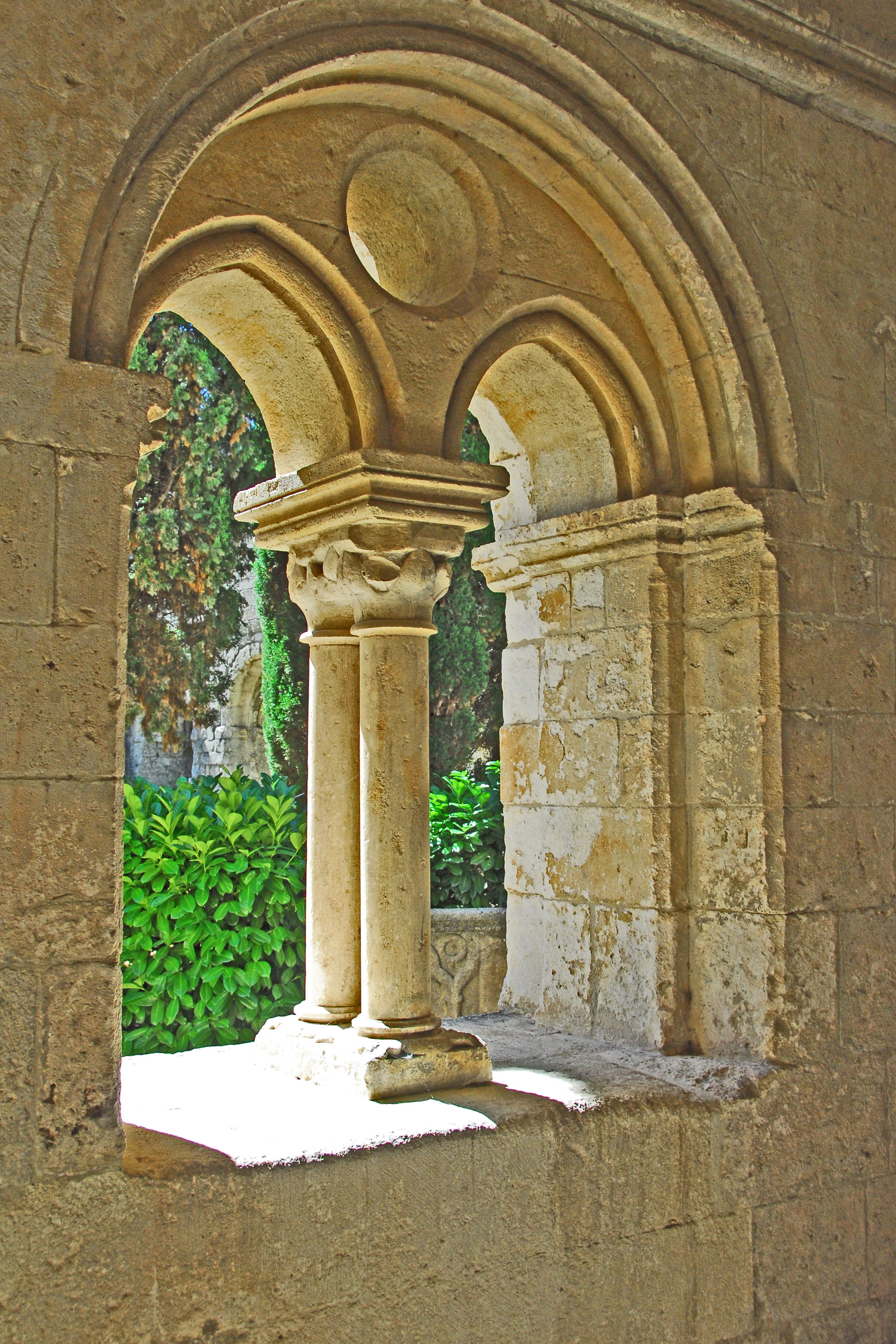
Zwillingsarkade restauriert
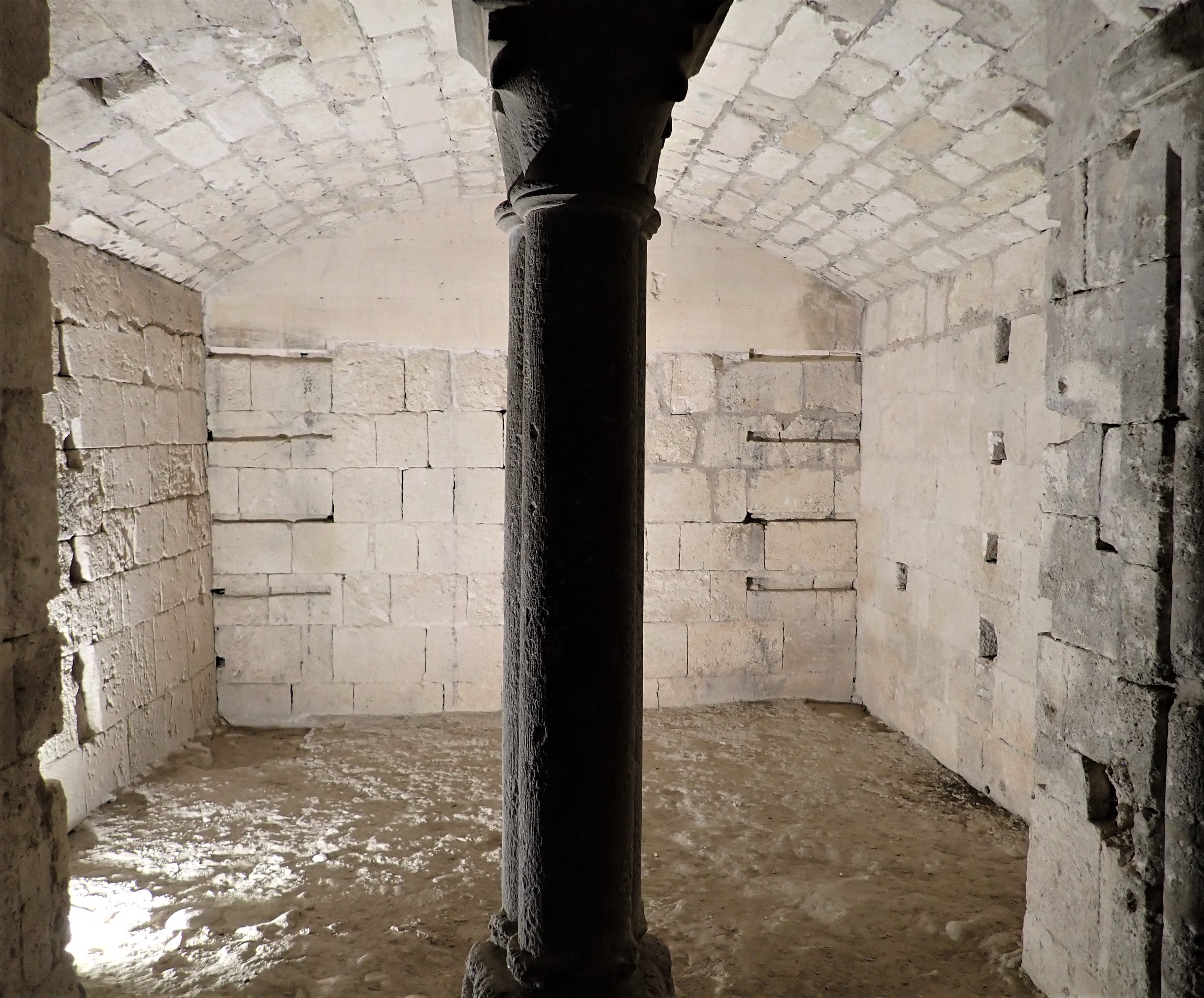
Armarium (Bibliothek)

##### Inneres der sonstigen Konventsgebäude

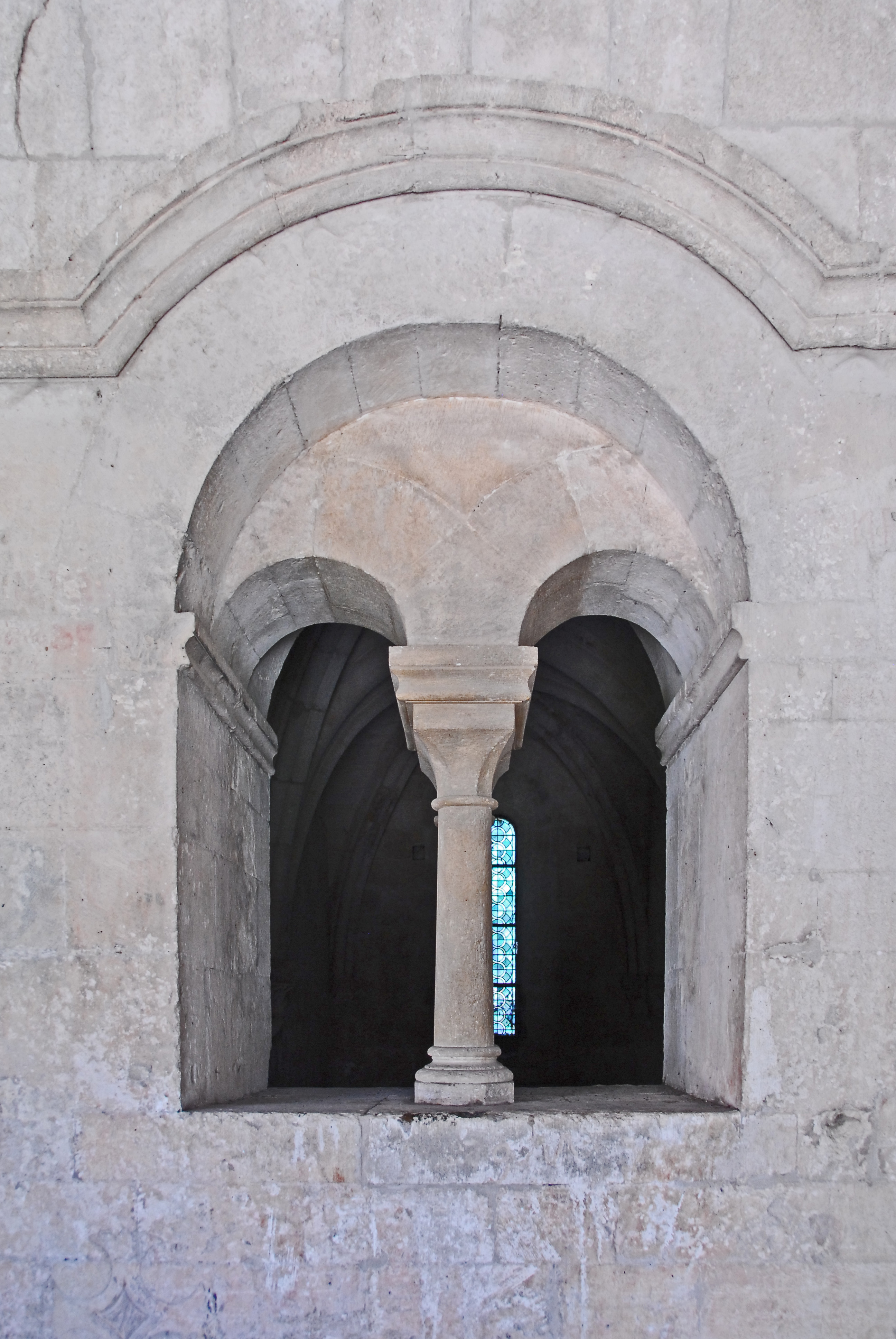
Ostgalerie, Fenster zum Kapitelsaal

###### Ostflügel
Der Ostflügel wird auch als „Trakt der Mönche“ bezeichnet, da sich hier in beiden Geschossen die wesentlichen Räume der Mönche befunden haben.
In der südöstlichen Ecke des Kreuzgangs öffnet sich in der Westwand des nördlichen Querhausarms ein kleiner tonnengewölbter Raum, das armarium (Mittelalterliche Bibliothek), in dem, zumindest am Anfang, der gemeinsame Bücherbestand aufbewahrt wurde. Bei der Bestandsaufnahme von 1289 wurden „102 Bücher unterschiedlichster Wissenschaften“ aufgeführt. An den Wänden sind noch Rillen zum Anbringen der Regale zu sehen. Messbücher sowie das Neue Testament, die für die Messen und Andachten gebraucht wurden, befanden sich in der Kirche oder der Sakristei. Bemerkenswert ist der Eckzwickel der beiden weit herunter gezogenen Bögen am Einlass in das armaium, die vermutlich zur gleichen Zeit wie die Kirchenfassade entstanden sind, wo sich wahrscheinlich auch ein Keramikelement (bacini) befand.
Der an den Giebel des nördlichen Querhausarms anschließende tonnengewölbte Raum ist die Sakristei (vestiarium), die mit dem Querschiff durch eine Tür in Verbindung steht. Darin kleidete sich der Priester um und entnahm aus den Nischen die für die Liturgie benötigten Tücher, Bücher und Gegenstände. Die Leitung für das Quellwasser, das den Brunnen des Kreuzgangs speist, durchquert noch heute die Sakristei. In der Ostwand ist ein schlankes, hohes, rundbogiges Fenster ausgespart, in der Westwand eine rundbogige Türöffnung zum Kreuzgang und eine ebensolche in der Südwand, die unmittelbar in die Kirche führt.

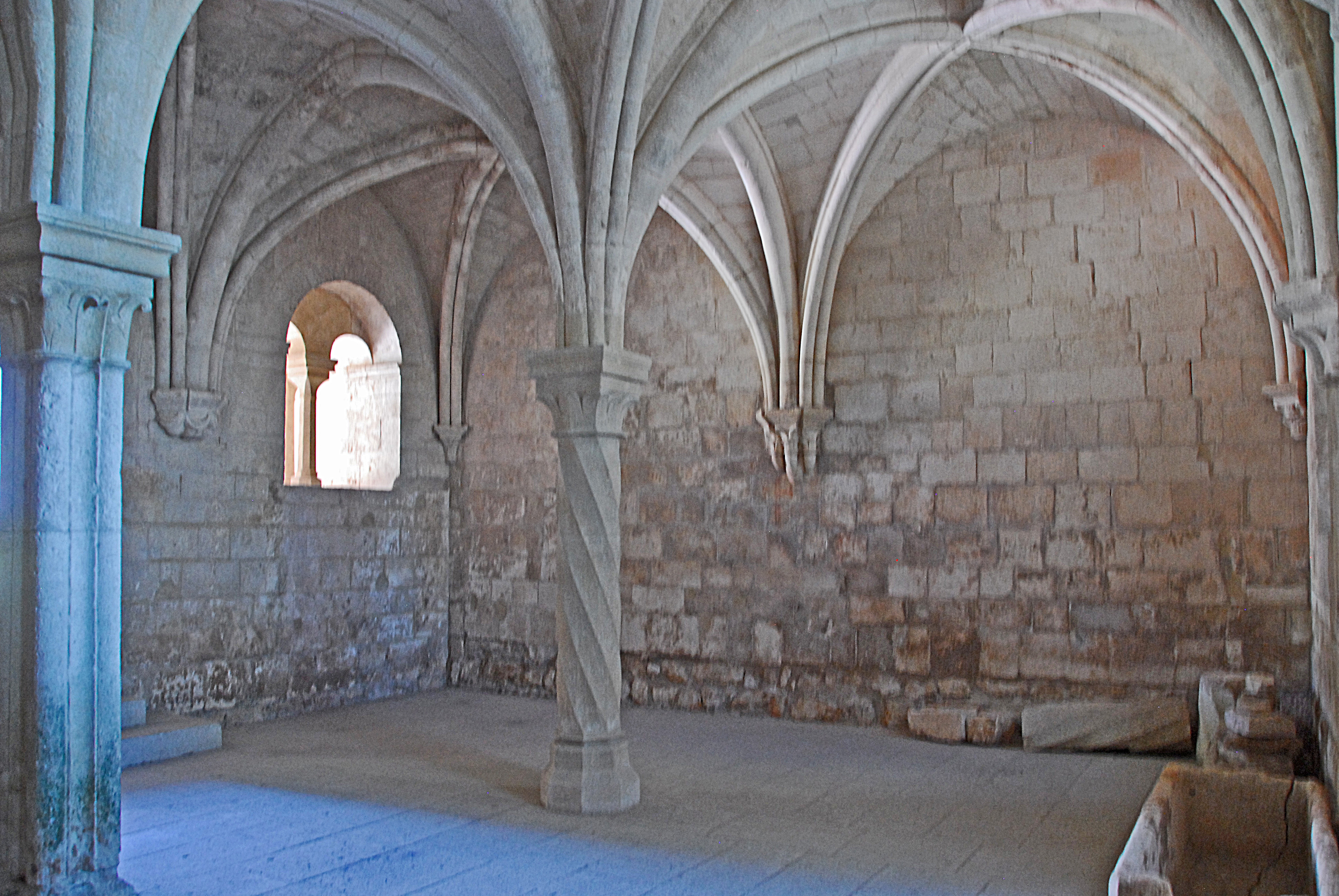
Kapitelsaal, NW-Ecke

Es folgt der im Grundriss leicht rechteckige Kapitelsaal, der vom Kreuzgang in Raummitte über eine rundbogige Türöffnung erschlossen wird, zu dem eine vierstufige Treppe hinabführt. Dieser Höhenunterschied unterstreicht die vertrauliche Atmosphäre des Saals. In ihm trafen sich die Mönche jeden Morgen, um eines der 73 Kapitel ihrer Regel, sowie Ausschnitte aus dem Leben des Heiligen des Tages und den Psalm 129 (de profundis) zu lesen. Außerdem legten sie hier öffentlich ihre Beichte ab, gedachten der Verstorbenen und teilten die Arbeiten des Tages ein. Sonntags wurden die Anordnungen des Generalkapitels kommentiert oder auch ein Abschnitt der consuetudines, die Vorschriften für das tägliche Leben enthielten.
Die Kapitelsäle des Zisterzienserordens weisen oft eine untereinander ähnliche bauliche Gestaltung auf. An den vier Wänden befanden sich Holz- oder Steinbänke, auf denen die Mönche saßen, während der Abt gegenüber dem Eingang Platz nahm. In Silvacane sind nur wenige Bruchstücke von ehemaligen Steinbänken erhalten. In der Raummitte war ein Pult aufgestellt, für den Vorleser des Tages.

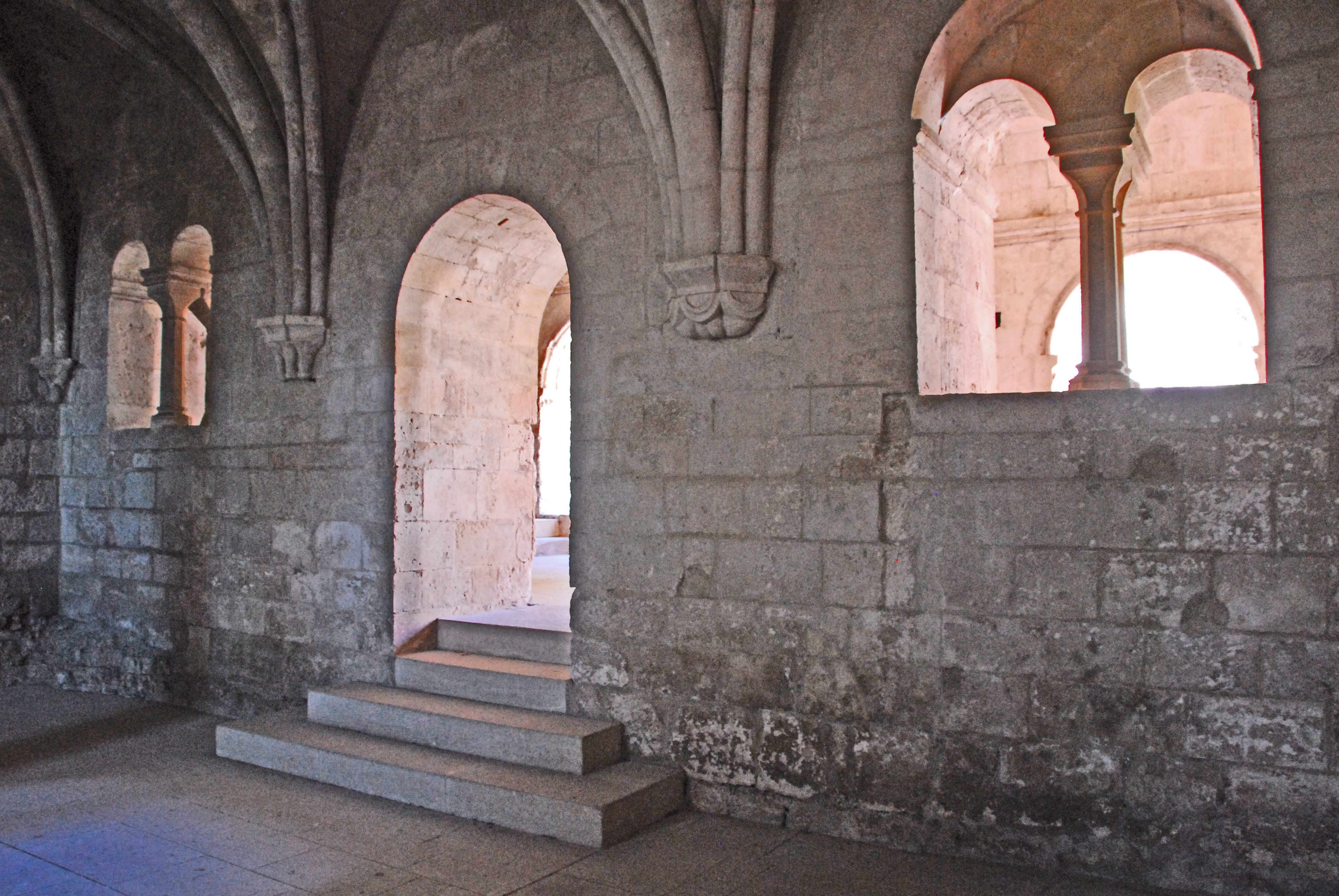
Kapitelsaal, Westwand

Der Kapitelsaal von Silvacane wird von einem sechsteiligen Kreuzrippengewölbe mit spitzbogigen Rippen aus jeweils zwei schlanken Rundstäben und Gurtbögen aus einfachen dickeren Rundstäben überdeckt, die alle kantigen Bögen vorgeblendet sind. In den Gewölbescheiteln treffen sich die Rippen in Schlusssteinen aus kreuzförmig geformten Rundstäben der Rippen und Gurtbögen, teils auch aus einfach abgewinkelten Rundstäben. Die Gewölbezwickel bestehen aus auf den Rippen aufliegenden Mauerwerkschalen.
Die beiden unterschiedlichen Pfeiler, auf dem die Rippen ruhen, erzeugen eine markante Raumgliederung. Ein Pfeiler besteht aus einem in sich gedrehten Säulenschaft, der mit einem schlicht skulptierten Blattkapitell, mehrfach gestuften Kämpferprofilen, schlanken Basisprofilen und einem mehrfach gestuften achteckigen Sockel ausgerüstet ist. Dieser Pfeiler wurde zwischen 1960 und 1970 originalgetreu wiederhergestellt. Der zweite Pfeiler ist eine Art kantonierter Pfeiler. Sein Querschnitt besteht aus einem gleicharmigen Kreuz, dessen Arme von breiten Hohlkehlen getrennt sind. Auf den gerade abschließenden Enden der Kreuzarme sind schlanke halbrunde Säulen aufgeblendet. Diese Säulengruppe wird von einer vierteiligen Kapitellgruppe mit schlicht skulptiertem Blattdekor bekrönt, die von einer mehrstufig profilierten Kämpferplatte abgedeckt ist, und auf einer Vierergruppe profiliertet Basen steht, die auf einem quadratischen zweifach gestuften Sockel angeordnet sind. An den Wänden stehen die Rippen auf schlicht profilierten dreiteiligen Kragkonsolen mit entsprechend geteilten Kämpferplatten, in den Raumecken sind diese nur einteilig.
In der Westwand des Kapitelsaals wird der Türdurchlass von zwei rundbogigen Maueröffnungen flankiert, die auf die Achsen der Gewölbefelder ausgerichtet sind. Ihre Bögen werden von zurücktretenden Bogenfeldern unterstützt, die von Zwillingsarkadenbögen getragen werden, die in Öffnungsmitte auf je einem und auch zwei kannelierten Säulchen stehen, das mit einem schlicht skulptierten Kapitell, mehrfach abgestuftem Kämpfer, profilierter Basis auf achteckiger Plinthe ausgerüstet ist. Die drei nicht verschließbaren Wandöffnungen erlaubten den Laienbrüdern vom Kreuzgang aus bestimmte Versammlungen der Mönchsgemeinschaft mitzuverfolgen. In der Ostwand sind drei schlanke und hohe rundbogige Fenster mir aufgeweiteten Gewänden ausgespart.

Kapitelsaal
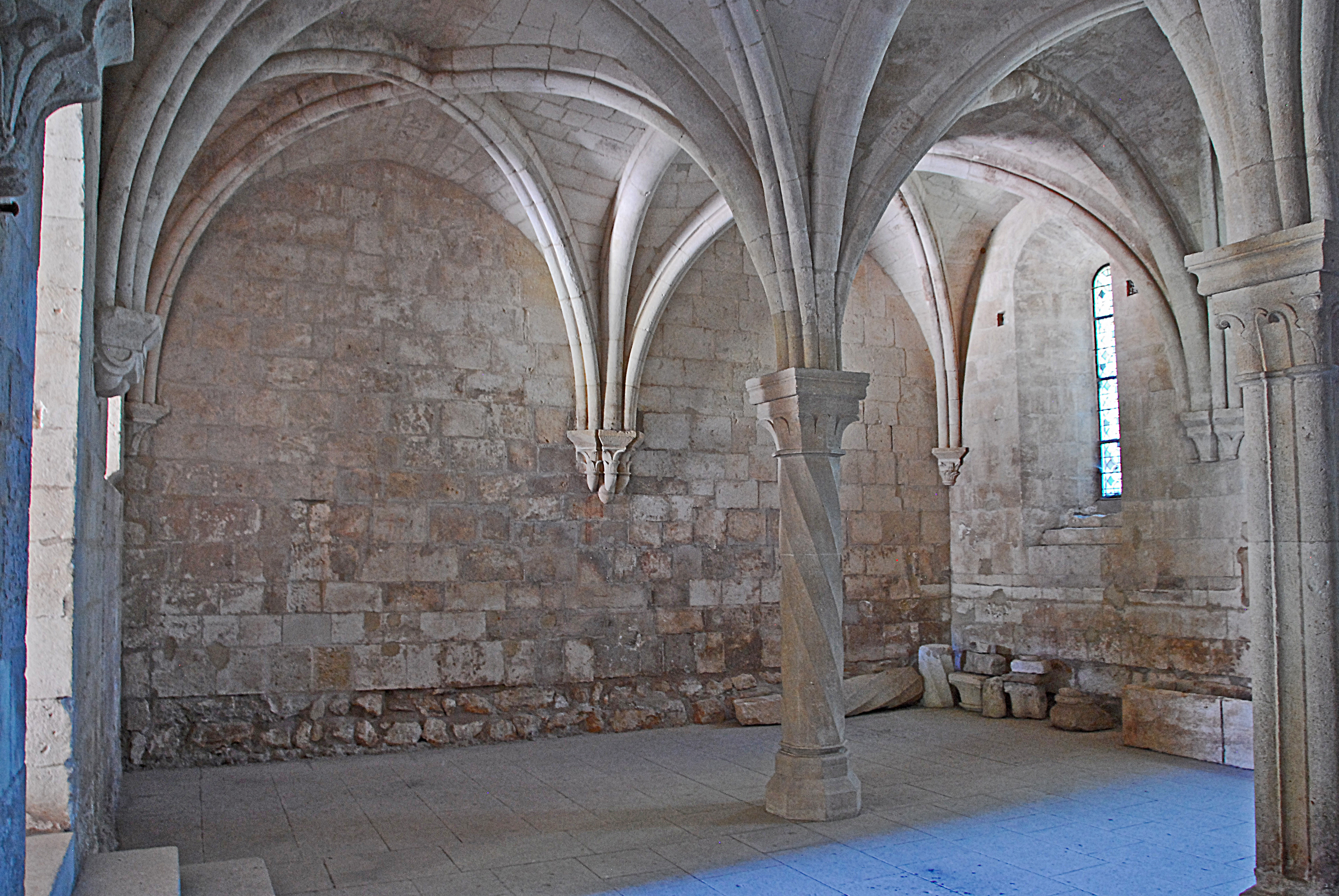
Nordwand
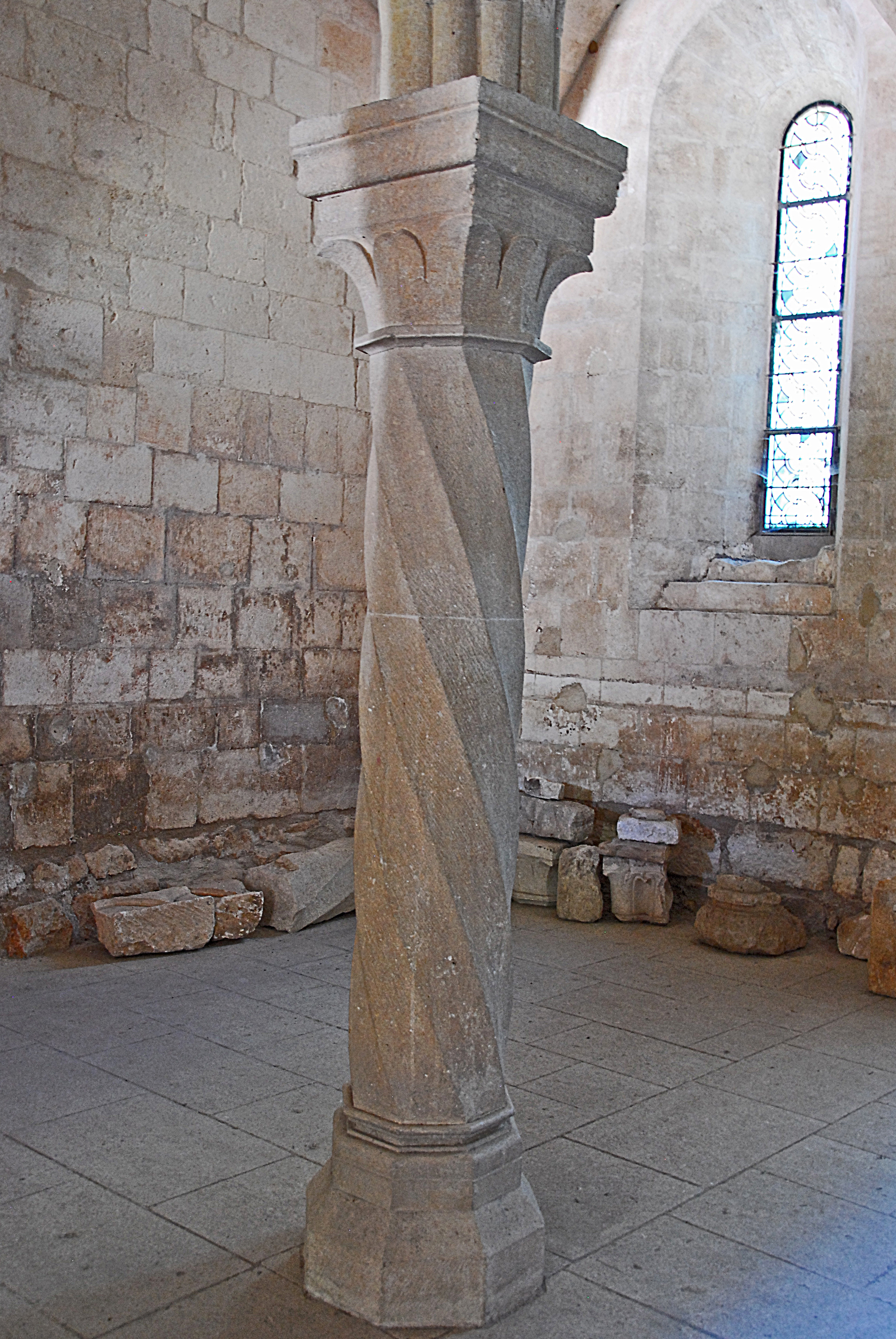
Säule
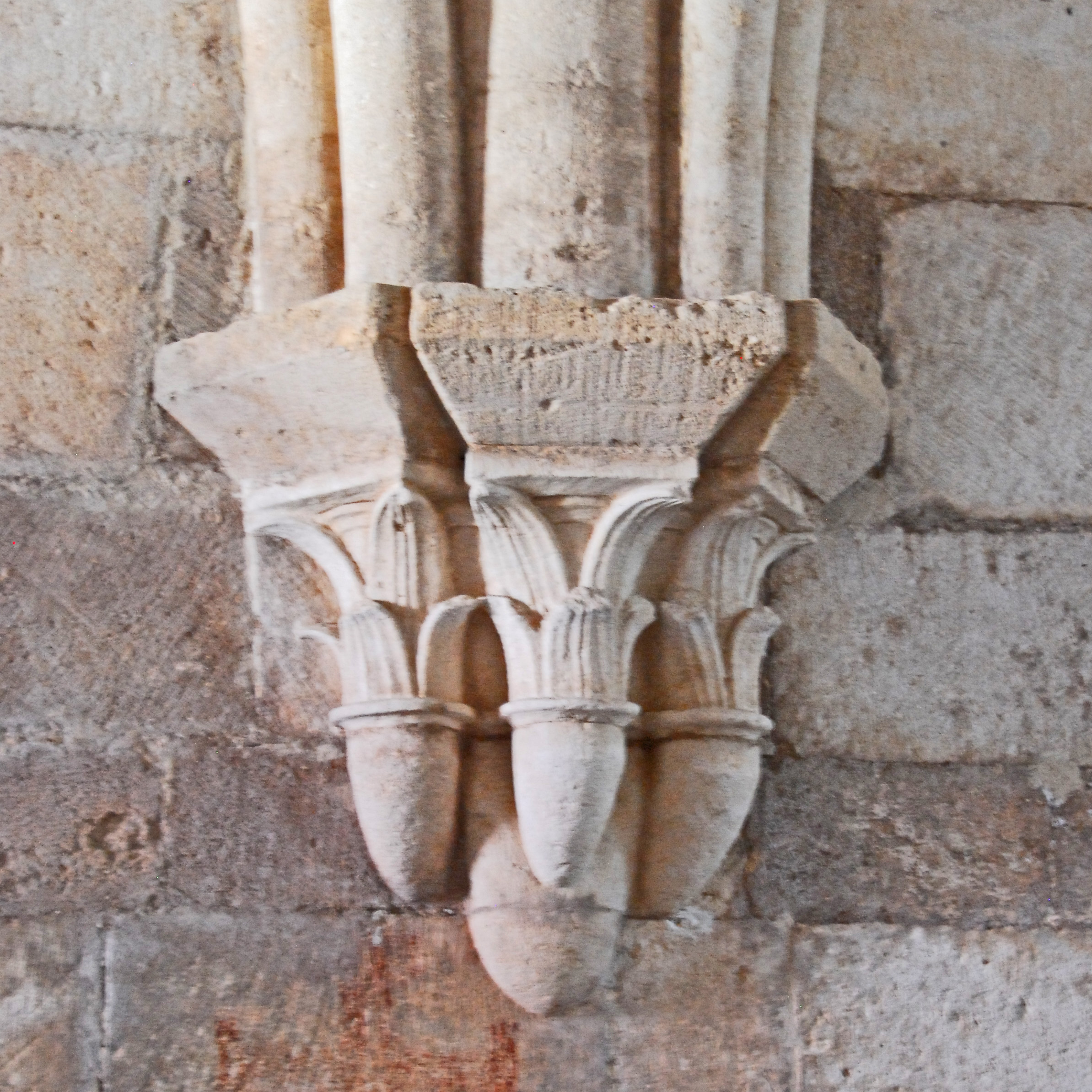
Konsole
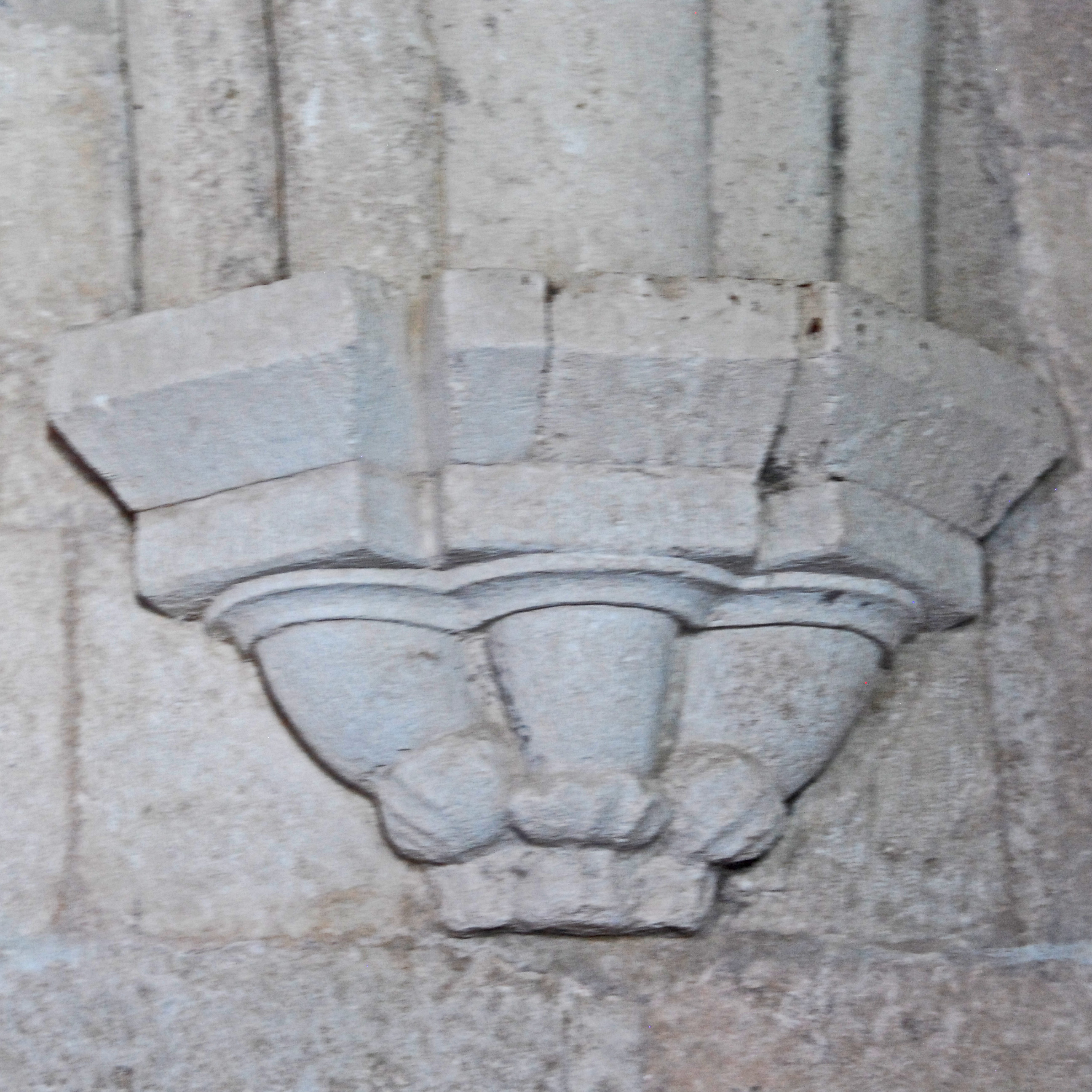
Konsole

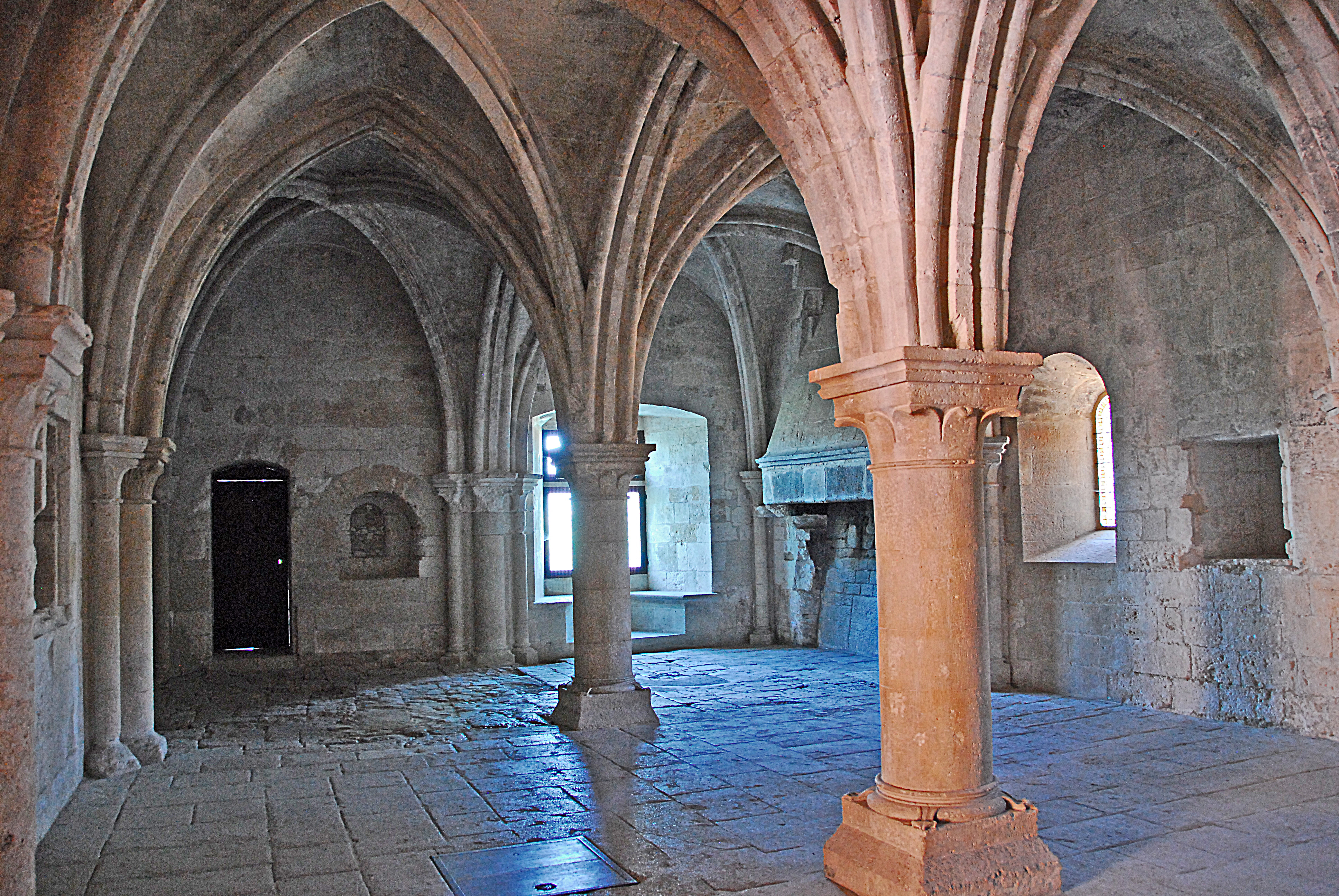
Konvent, Wärmestube

Hinter der Treppe zum Schlafsaal im Obergeschoss, die man tagsüber benutzte, um zu den Latrinen oder im Sommer zur Mittagsruhe zu begeben, verband ein tonnengewölbter Durchgang den Kreuzgang mit dem Klostergarten, auch „Garten der Mönche“ genannt. Dieser Raum diente auch als auditorium, denn er war der einzige Ort, an dem Gespräche zwischen Abt oder Prior und einem Mönch gestattet waren. An dessen Südwand öffnet sich eine Tür zu einer kleinen Kammer unter dem Treppenlauf, das durch ein kleines Fenster belichtet wird. Es war vielleicht eine Abstellkammer oder ein Büro.
Der letzte Raum im Erdgeschoss des Ostflügels ist die Wärmestube, oder das Calefactorium, der einzige mit einem offenen Kamin beheizbare Raum des Klosters, diente den Mönchen als Aufenthaltsraum, in dem sie sich in den kalten Jahreszeiten aufwärmen konnten. Zweifellos fand hier der Unterricht der Novizen, der jährliche Aderlass der Mönche, Schreib-, Näharbeiten und anderes statt. Er wird aus dem Kreuzgang über eine rundbogige Tür erschlossen und ist etwas länger als der Kapitelsaal.

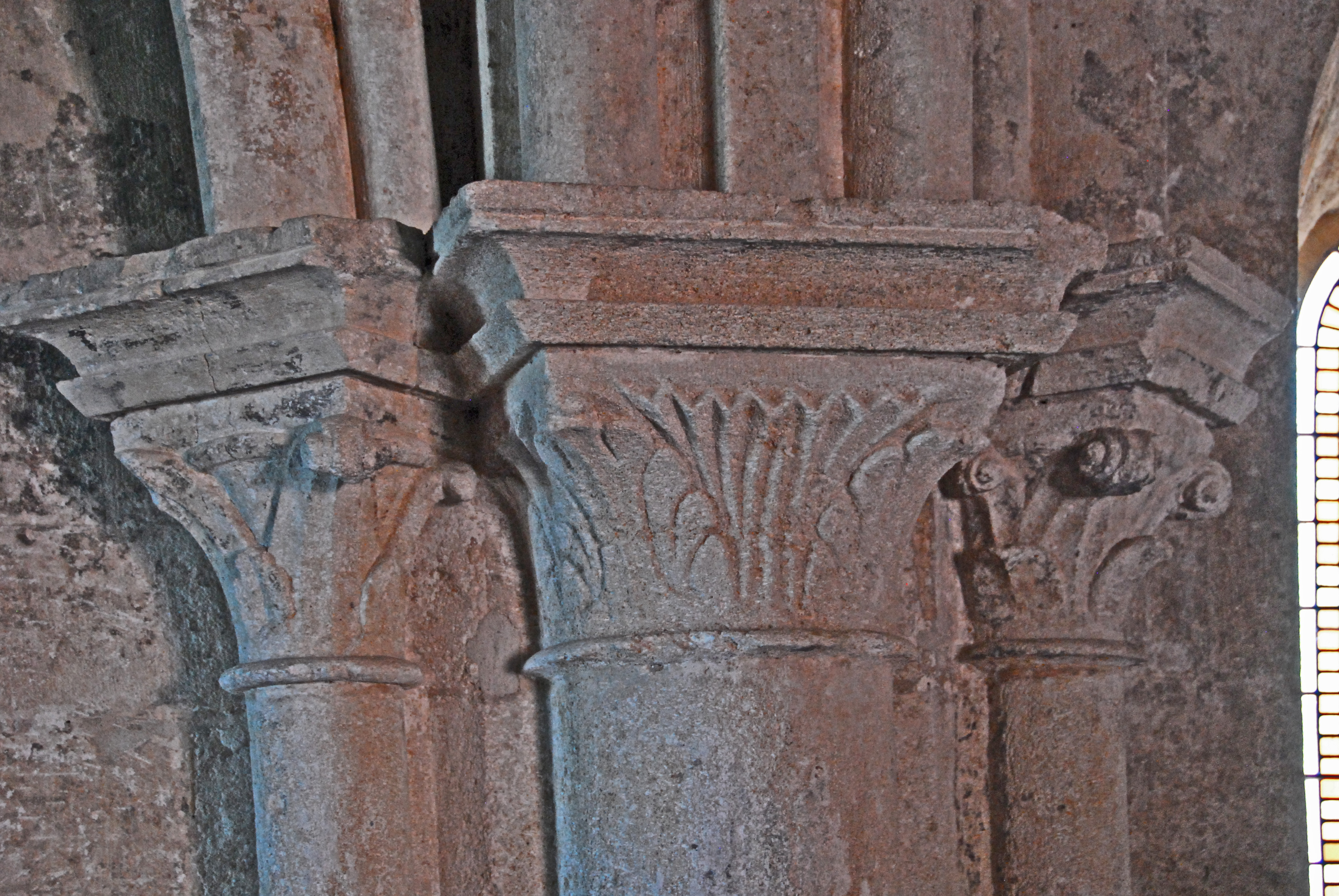
Konvent, Wärmeraum, Konsolen

Auch der Wärmeraum wird wie der Kapitelsaal von einem sechsteiligen Kreuzrippengewölbe überdeckt, dessen spitzbogige Rippen und Gurtbögen komplexer sind, als die des Kapitelsaals. Die Rippen besitzen Querschnitte aus einem dickeren Rundstab der von zwei schlankeren etwas zurücktretenden begleitet wird. Die breiteren Gurtbögen bestehen aus einem scharfkantigen Profil, das von etwas dickeren Rundstäben begleitet wird. Alle Profile sind kantigen Bögen vorgeblendet.
In Raummitte stehen die Rippen und Gurtbögen jeweils gemeinsam auf zwei glatten kräftig dimensionierten Säulen, die vom schlicht skulptierten Blattkapitellen mit weit ausladenden dreistufigen Kämpferplatten bekrönt sind. Sie stehen auf dreifach profilierten Basen und quadratischen Plinthen, deren obere Hälften senkrechte Außenseiten aufweisen, die bündig mit dem unteren Basisprofil abschließen und deren untere Hälften allseits steil abgeschrägt sind. Die Zwickel zwischen den quadratischen Plinthen und den runden Säulenbasen sind mit pflanzlich skulptierten Eckspornen, auch Eckblättern, dekoriert.

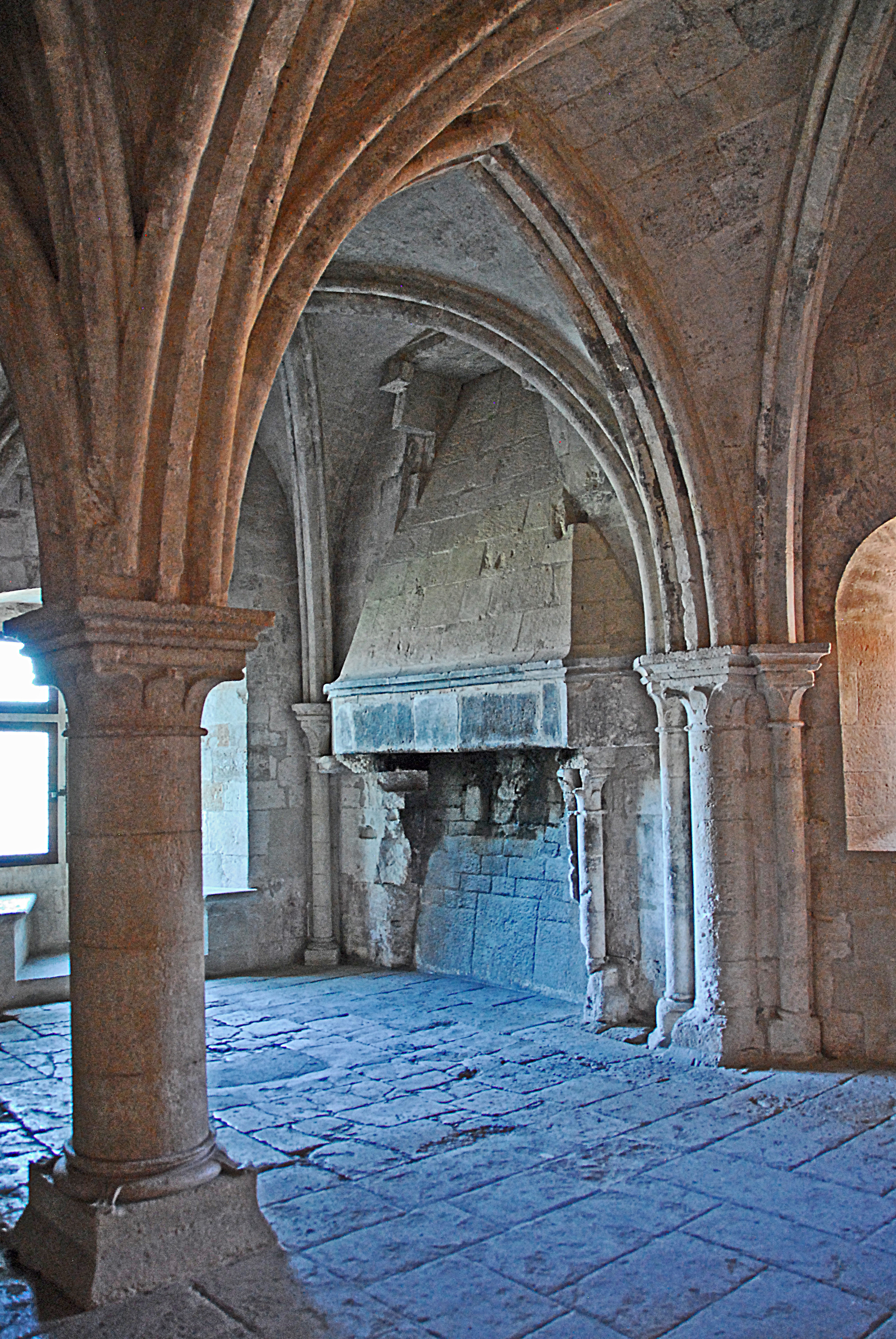
Konvent, Wärmeraum, Kamin

An den Raumwänden stehen die Rippen und Gurtbögen auf Dreiergruppen von glatten halbrunden Diensten, bei denen zwei schlankere einen breiteren flankieren, die untereinander mit flachen Streifen der Pfeilerkerne verbunden sind. Auf dem mittleren stehen Gurtbögen, auf den flankierenden stehen Kreuzrippen. Die Dienste sind mit Blattkapitellen, ausladenden profilierten Kämpferplatten, profilierten Basen und kantigen Plinthen ausgestattet. In den Raumecken, in denen lediglich je eine einzelne Rippe ankommt, steht nur eine der schlankeren Säulen.

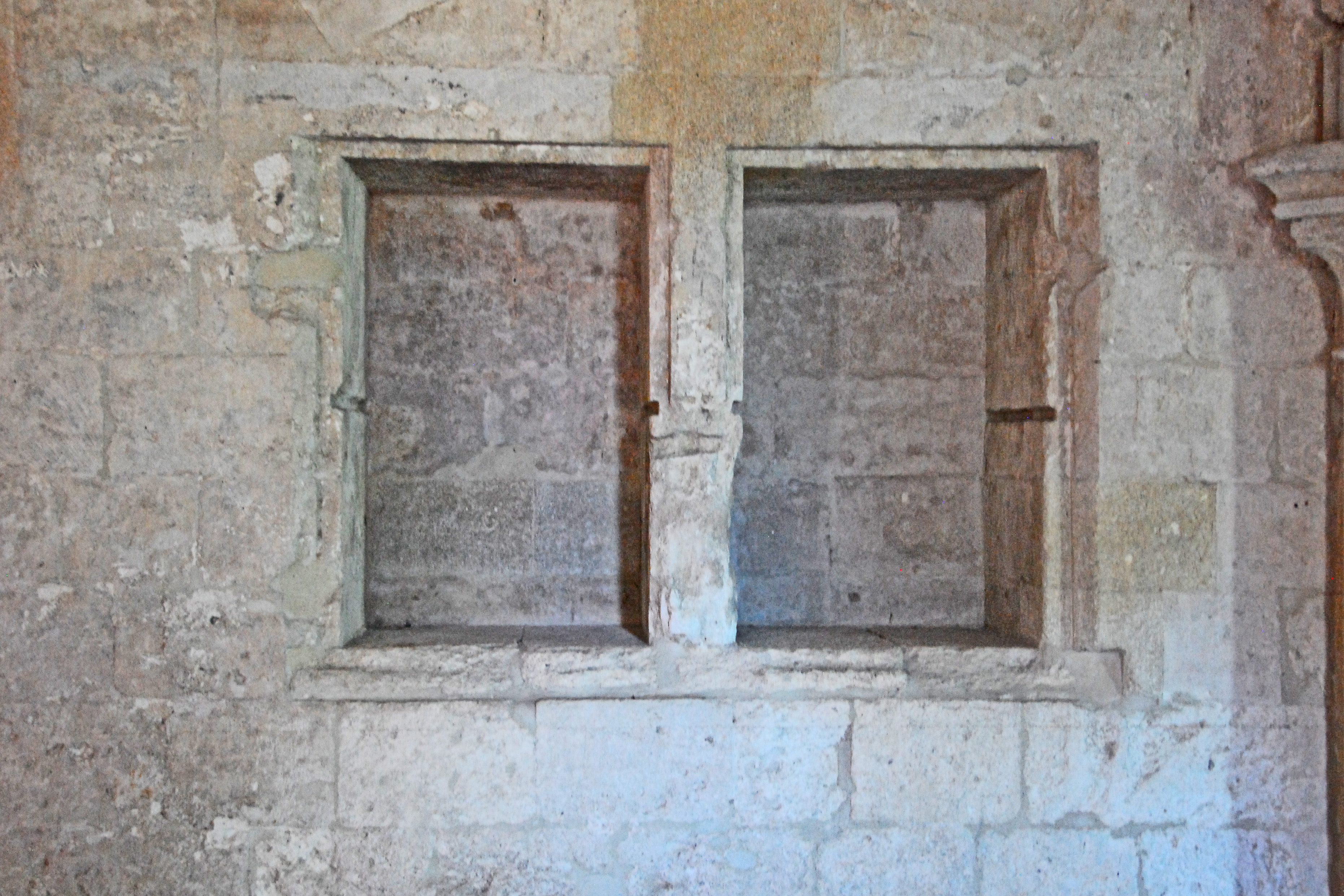
Konvent, Wärmeraum, Schranknischen

Im nördlichen Abschnitt der Ostwand befinden sich die Reste eines steinernen offenen Kamins mit gänzlich erhaltenem Rauchfang, dessen seitliche Einrahmungen stark beschädigt sind. Die Tür in der westlichen Ecke der Nordwand soll möglicherweise zu Latrinen geführt haben. In derselben Wand ist ein großes rechteckiges Fenster mit Fensterkreuz ausgespart, dessen Gewände seitlich und oben aufgeweitet sind, deren Sturzkante segmentbogenförmig gerundet ist. Auf beiden Seiten des Fensters sind steinerne Sitzbänke angeordnet, eine Einrichtung, die offensichtlich den Ausdruck „Fensterbank“ geprägt hat. Dieses Fenster wurde wahrscheinlich auf Initiative der Domherren von Aix-en-Provence anstelle der ursprünglichen Wandöffnung eingebaut. In den Wänden befinden sich mehrere Nischen, die als Regale gedient haben.
Aufgrund des natürlichen Gefälle des anschließenden Geländes in östlicher Richtung hat man diesen Raum unterkellert, zusammen mit dem östlichen Joch des Refektoriums.
Das Dormitorium der Mönche, ihr gemeinsamer Schlafsaal, erstreckt sich im Obergeschoss über die ganze Lange des Ostflügels, beginnend an der Giebelwand des nördlichen Querhausarms und endend mit dem Nordgiebel des Ostflügels. Grundsätzlich sieht die Regel des heiligen Benedikt gemeinsame Schlafsäle vor, in denen einfache auf dem Boden liegende Strohmatten als Schlafstätten dienten. Das Obergeschoss wurde von Beginn an über zwei Zugänge erschlossen, und zwar durch eine lange Treppe aus der Ostgalerie des Kreuzgangs, die sich im oberen Bereich in zwei rechtwinklig nach Norden und Süden strebenden Treppenläufen aufteilt. Die Domherren von Aix-en-Provence ließen dort vermutlich im 17. Jahrhundert (?) ein Gebet auf die Wand malen. Diese Treppe wurde überwiegend tagsüber benutzt. Abends und nachts benutze man eine zweite Verbindung, die Tür in der Südwand, die kurzwegig über eine Treppe in den nördlichen Querhausarm der Kirche führt, in der nächtliche Gottesdienste besucht werden mussten.
Die ursprünglichen Vorschriften hinsichtlich des gemeinsamen Schlafsaals wurden im Laufe der Jahre wahrscheinlich nicht mehr strikt eingehalten und so wurde das Dormitorium in heute nicht mehr nachvollziehbarem Umfang und Grundriss durch Trennwände in mehr oder weniger große Schlafgemächer und Flure unterteilt.
Didier Repellin, Chefarchitekt der Denkmalbehörde, versuchte, so weit wie möglich den riesigen Schlafsaal in seiner ursprünglichen Form neu entstehen zu lassen. So wurde etwa das Fenster im Nordgiebel anhand weniger Überreste originalgetreu wiederhergestellt.
Das Dormitorium steht auf dem Grundriss eines lang gestreckten Rechtecks, das von einem beeindruckenden steinernen Spitzgewölbe überdeckt wird, das von im Querschnitt rechteckigen Gurtbögen in fünf Abschnitte unterteilt wird. In knapp drei Metern Höhe werden die Gewölbe- und Bogenansätze an den Längswänden von einem Kraggesims in Form eines halben Rundstabs markiert. Die Gurtbögen stehen auf gewaltigen Kragkonsolen, die vorderseitig vierfach abgestuft sind mit ausgerundeten Kanten. Die oberste Stufe ist die Fortführung des Kraggesimses um die Gurtbögen herum. Die Scheitelhöhe des Gewölbes ist knapp dreimal so hoch wie die Längswände. In halber Gewölbehöhe ist auf jeder Seite ein Türdurchlass ausgespart, der in den Dachraum über den Gewölben geführt hat, der einerseits zu Wartungszwecken, andererseits zur Vorratslagerung genutzt wurde. Auf der Ostwand gibt es dorthinein eine weitere Öffnung.
In der Ostwand sind insgesamt dreizehn kleine rundbogigen Fenster ausgespart mit aufgeweiteten Gewänden. Im vierten Joch ist noch eine Tür eingelassen, deren Aufgabe nicht bekannt ist. Vielleicht war es ein zusätzlicher Ausgang zu einer Treppe, die zu Latrinen geführt hat. In der Westwand sind insgesamt neun ähnliche Fenster und im vierten Joch eine Tür ausgespart, zu der fünf Stufen in der Laibung hinaufführen. Über diese Tür gelangte man in das Obergeschoss der östlichen Kreuzganggalerie, das es nach den Spuren von Balkenauflagern in der Westwand des Dormitoriums gegeben hat.
In der nördlichen Giebelwand ist im Gewölbebereich ein großes rundbogiges Fenster ausgespart dessen Gewände aufgeweitet sind und dessen Kanten Rückversätze aufweisen. Ein Stück darunter befindet sich ein kleineres rundbogiges Fenster mit aufgeweiteten Gewänden. In dieser Wand gibt es zur Rechten eine rundbogige Tür, deren innerer Sturz segmentbogenförmig gebogen ist. Diese Tür führte einst auf einen hölzernen überdachten Vorbau, in ganzer Breite des Giebels zwischen den Strebepfeilern. Ob dieser bereits die Latrinen (necessarium) enthielt, oder ob von ihm eine Treppe zu tiefer gelegenen Latrinen geführt hat, ist nicht bekannt.
Etwa in Raummitte befinden sich Brüstungsmauern, die die Geschosstreppe, vom Kreuzgang aus, mit ihren doppelten Laufenden einfasst. Diese Brüstungen stehen auf einem größeren rechteckigen Bodenbereich, der eine Stufe höher liegt, als der übrige.

Dormitorium
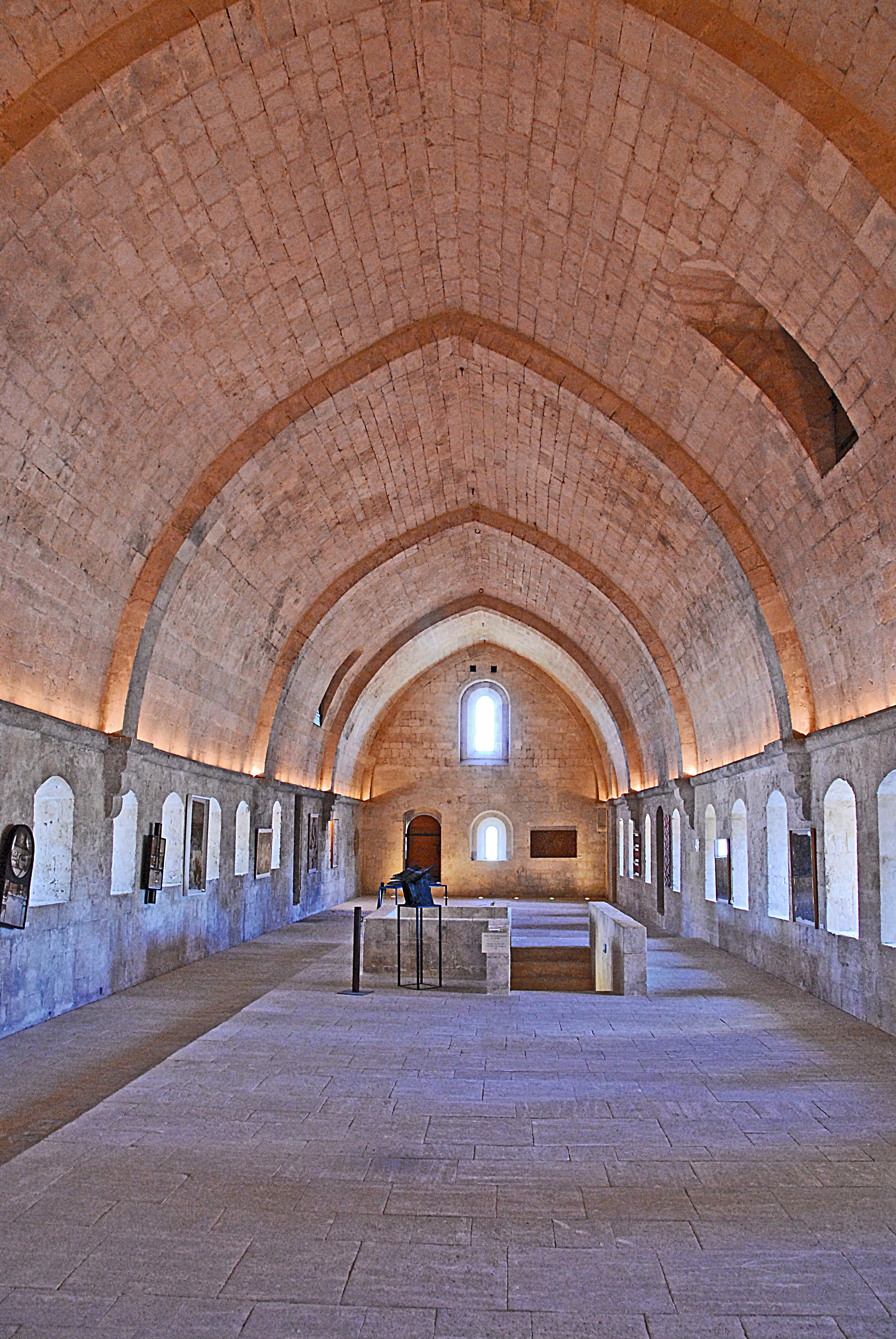
Nach Westen
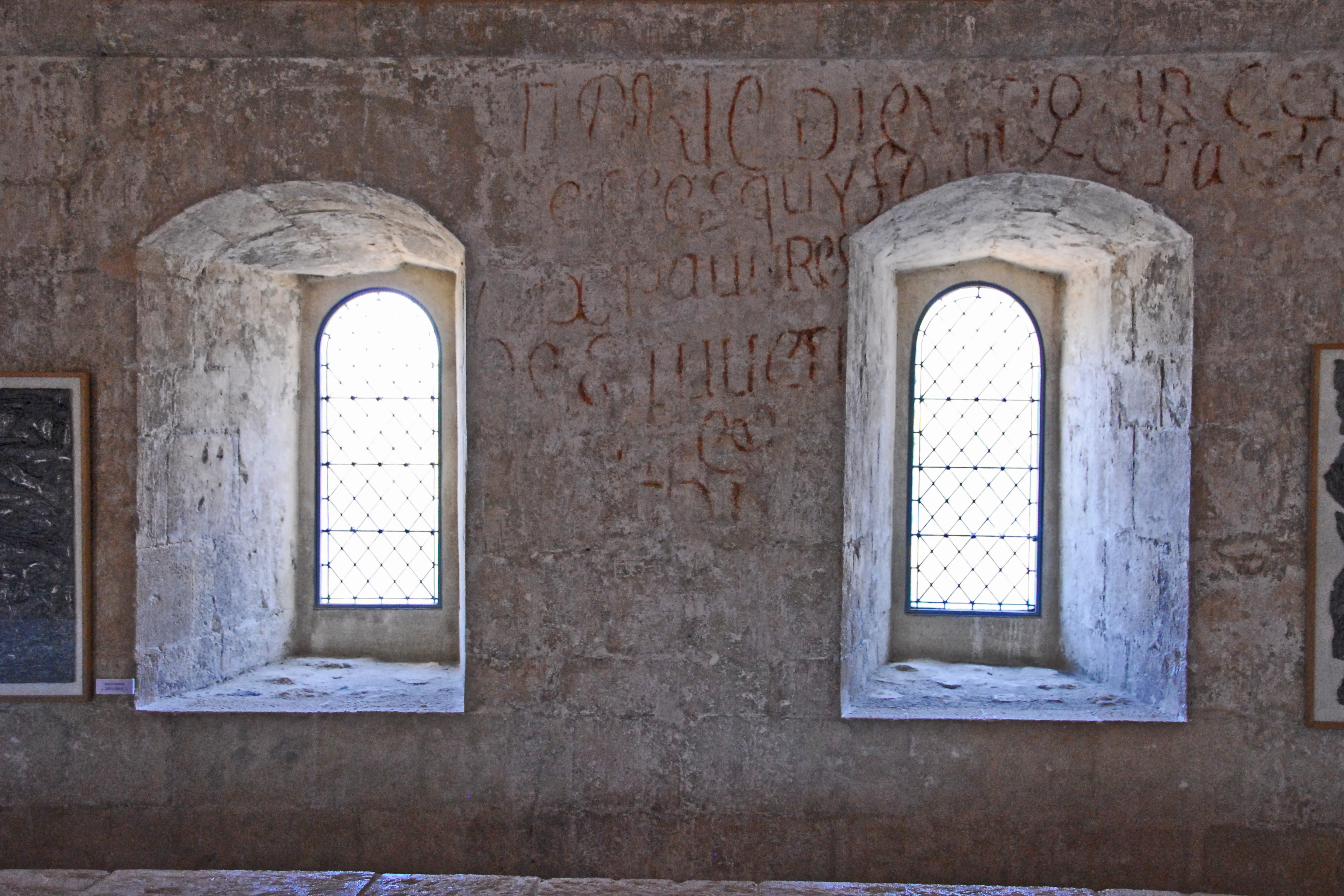
Fenster Längswand
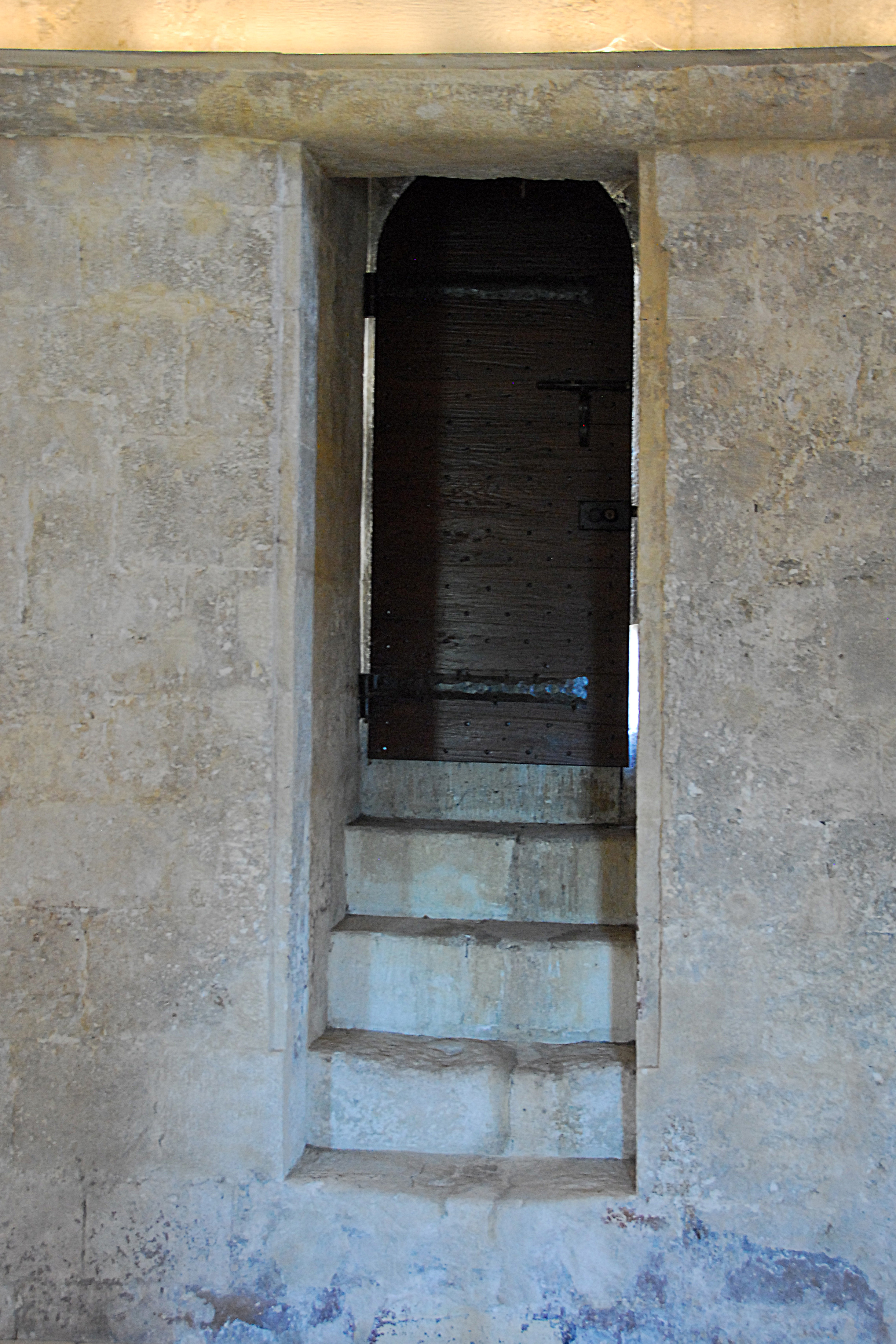
Tür in Westwand
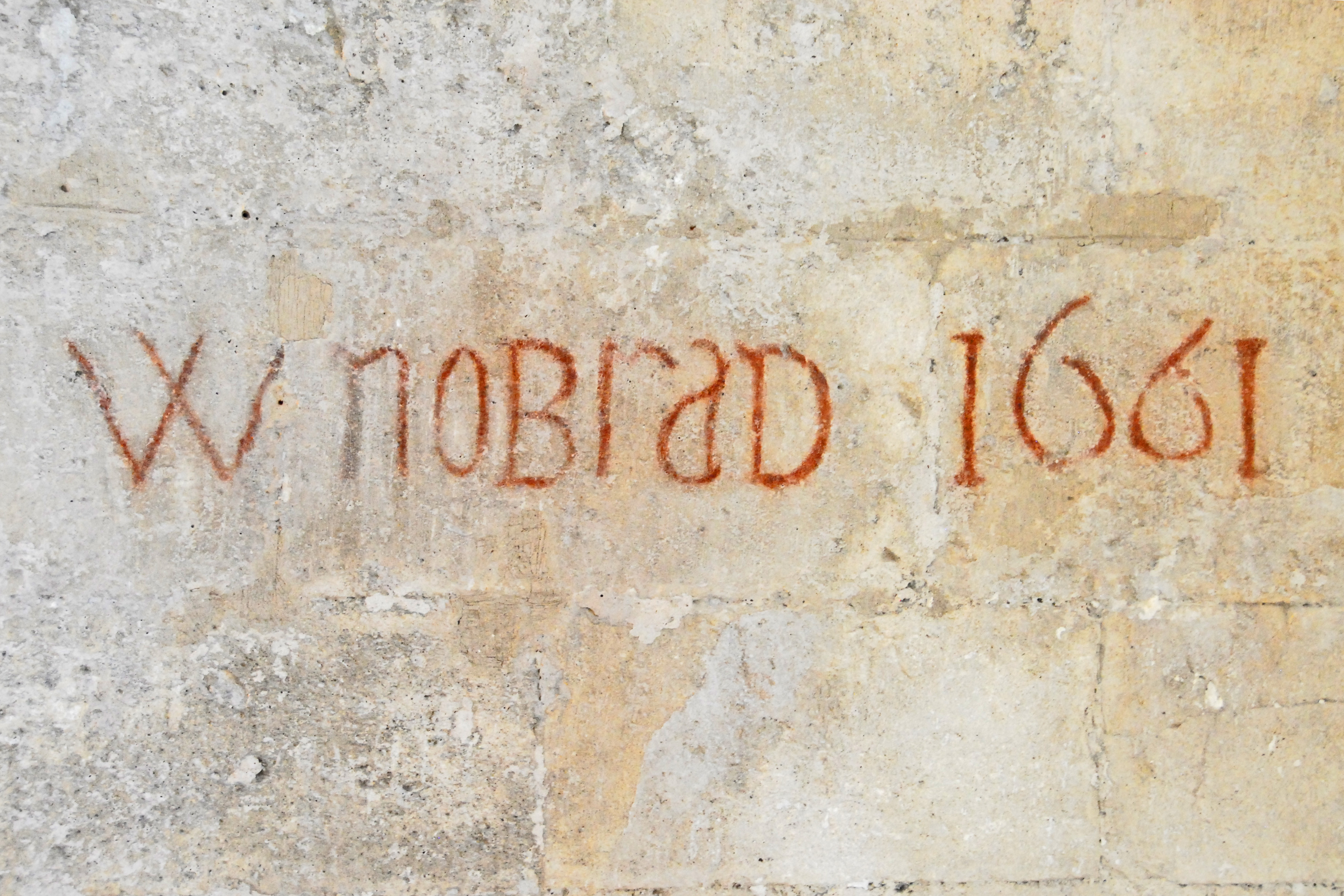
Inschrift

###### Refektorium
Das Refektorium steht auf einem lang gestreckten rechteckigen Grundriss und ist mit seiner Südwand an die Nordgalerie in ganzer Länge angebaut. An dieser Südwand sind noch Spuren eines Erweiterungsplanes zu sehen, der aber aufgegeben wurde. Die beiden nahe beieinander sich aus dem Kreuzgang öffnenden Türen und Unterbrechungen im Mauerwerk lassen darauf schließen, dass hier zumindest zwei Räume entstehen sollten, etwa das Refektorium und eine Küche. Jedoch wurde schließlich nur ein großes Refektorium errichtet, das einst in der Westwand eine Durchreiche in Form eines liegenden Rechtecks besaß, durch die die in einer separaten Küche zubereiteten Mahlzeiten gereicht wurden. Von dieser ist eine vermauerte Nische erhalten.
Die Refektorien der Zisterzienser sind durchweg große lichtdurchflutete Säle, so auch das von Silvacane. Es wird von vier recht hoch angeordneten vierteiligen Kreuzrippengewölben überdeckt. Seine Kreuzrippen bestehen aus einem kräftigen Rundstab, der von zwei schlanken Rundstäben flankiert wird. Die Gurtbögen weisen rechteckige Querschnitte auf, deren Kanten breit gefast sind. Die Gurtbögen stehen auf knapp einen Meter langen dreiviertelrunden dienstartigen Konsolen, die mit skulptierten Kapitellen und profilierten polygonalen Kämpfern bekrönt sind, und unten mit achteckigen Basen abgeschlossen sind. Sie werden von kleinen, viel kürzeren Konsolen begleitet, auf denen die Rippen stehen. Auch sie werden von ähnlichen Kapitellen und Kämpfern bekrönt, bei denen das runde Konsolstück unten halbkugelförmig abschließt. Die Schildbögen der West und Ostwand sind halbe Gurtbögen, die zusammen mit den betroffenen Rippen auf ähnlichen Konsolen stehen. Die Schildbögen der Längswände sind mit minimalen Profilen markiert. Die Schlusssteine der Gewölbe bestehen aus kreuzförmigen Rundprofilen der Rippen die unterseitig von pflanzlich skulptierten rosettenartigen Platten abgedeckt sind.
Die großen Fenster inmitten der ersten drei Joche der Nordwand mit Kleeblatt-Lanzettbögen weisen vermutlich restauriertes Maßwerk auf. Letzteres gilt auch für die große Fensterrosette in der Westwand, dessen Sechspass im Zentrum von sechs Dreipässen umschlossen wird. Der deutlich kleinere Okulus im vierten Joch der Nordwand ist leicht nach Westen verschoben und hat sein Maßwerk verloren. Nicht weit darunter gab es vermutlich ursprünglich ein großes rundbogiges Fenster, das bis zum Boden reichte. Davon zeugen außen und innen Konturen eines Keilsteinbogens (siehe Bild), der innere bildet heute den asymmetrisch gebogenen Sturz des Vorlesepodestes (siehe Bild).
Die große Fensteröffnung ist auf einem Foto der Nordseite von 1881, und einem der inneren Nordostecke des Refektoriums vom Beginn des zwanzigsten Jahrhunderts zu erkennen. Es ist auch auf einem Aquarell vom Ende des 18. Jahrhunderts zu sehen (siehe Bilder). Im Verlauf der aktuelleren Restaurierungsarbeiten wurde aber die Fensteröffnung außenbündig zugemauert (es gibt davon ein Foto aus dem April 2007) und innen die Wandnische zu einem aus der Wand vorspringenden Vorlesepodest umgebaut, auf das eine Treppe in der Wand hinaufführt. Seltsamerweise ist der auskragende Teil heute verschwunden.
In der Südostecke des Refektoriums führt eine durch eine Brüstung abgesicherte Treppe abwärts zum Kellergeschoss darunter.
Auf dem Foto der Nordostecke sind auf der Ostwand in etwa drei Metern Höhe zwei kurz übereinander angeordnete Reihen von rechteckigen Löchern eingelassen, die auf eine Balkenlage hindeuten, die zu einer Zwischendecke gehörten, die zeitweilig hier eingezogen war – auf der Nord- und Südwand gab es dazu passend je eine etwas größere Aussparung, in denen ein stärkerer Balken gelagert war, auf dem die über ein ganzes Joch reichende Balkenlage auflag. Die Zwischendecke stammt vermutlich aus der Zeit, als die Gebäude der Klausur für landwirtschaftliche Zwecke genutzt worden sind, etwa zur trockenen Lagerung von Heu und Stroh im Obergeschoss.

Konvent
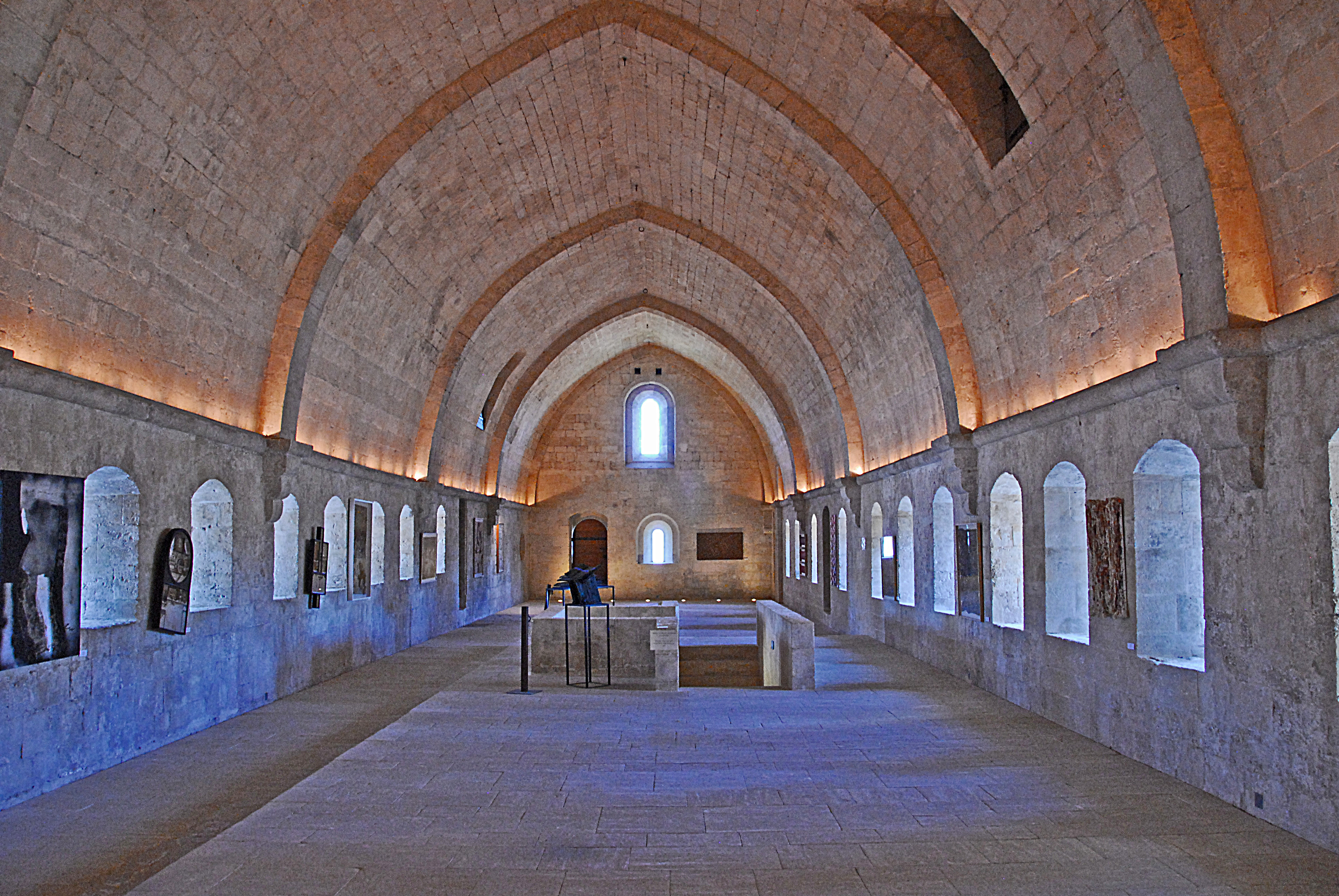
Konvent, Dormitorium, vom Eingang
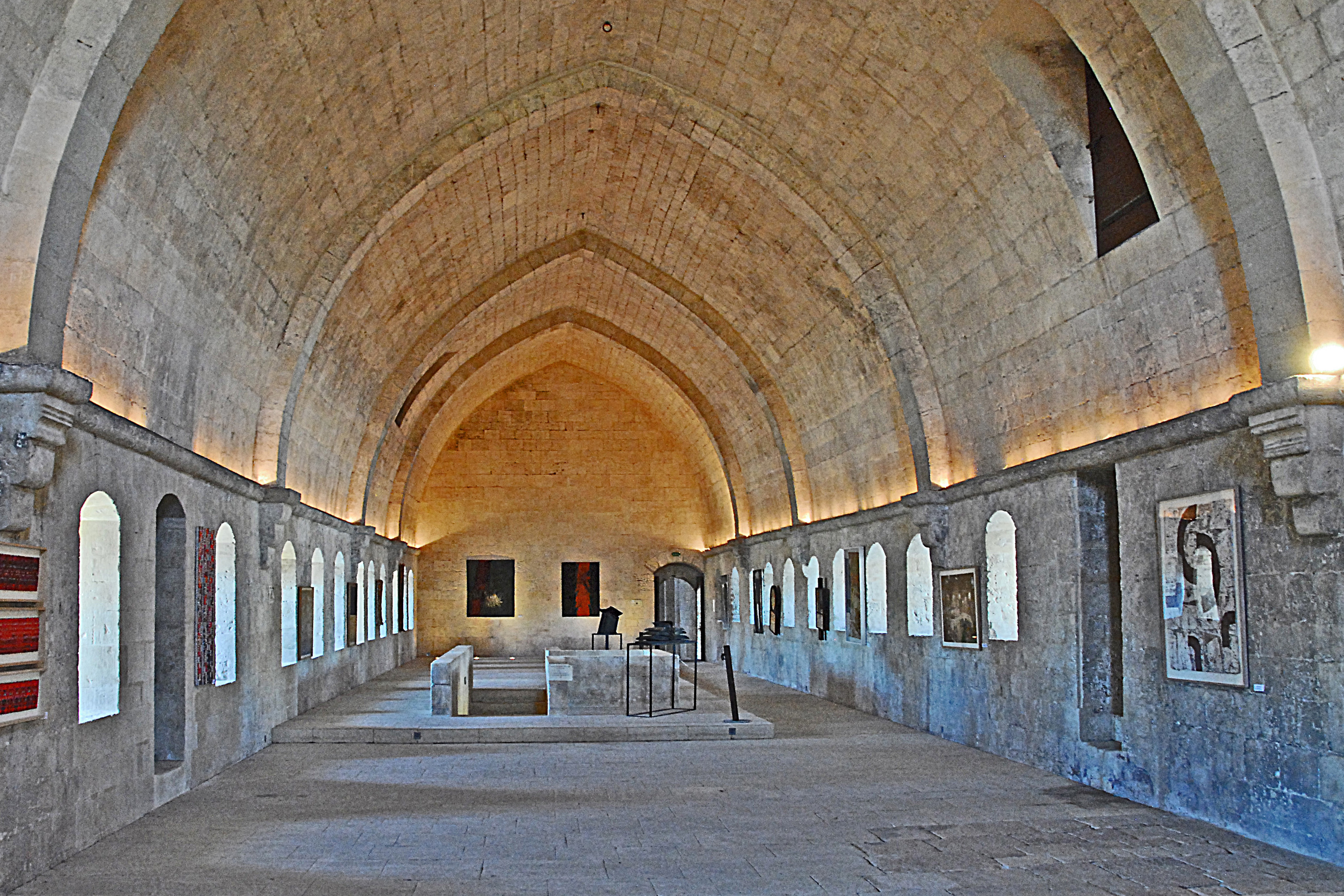
Konvent, Dormitorium, zum Eingang
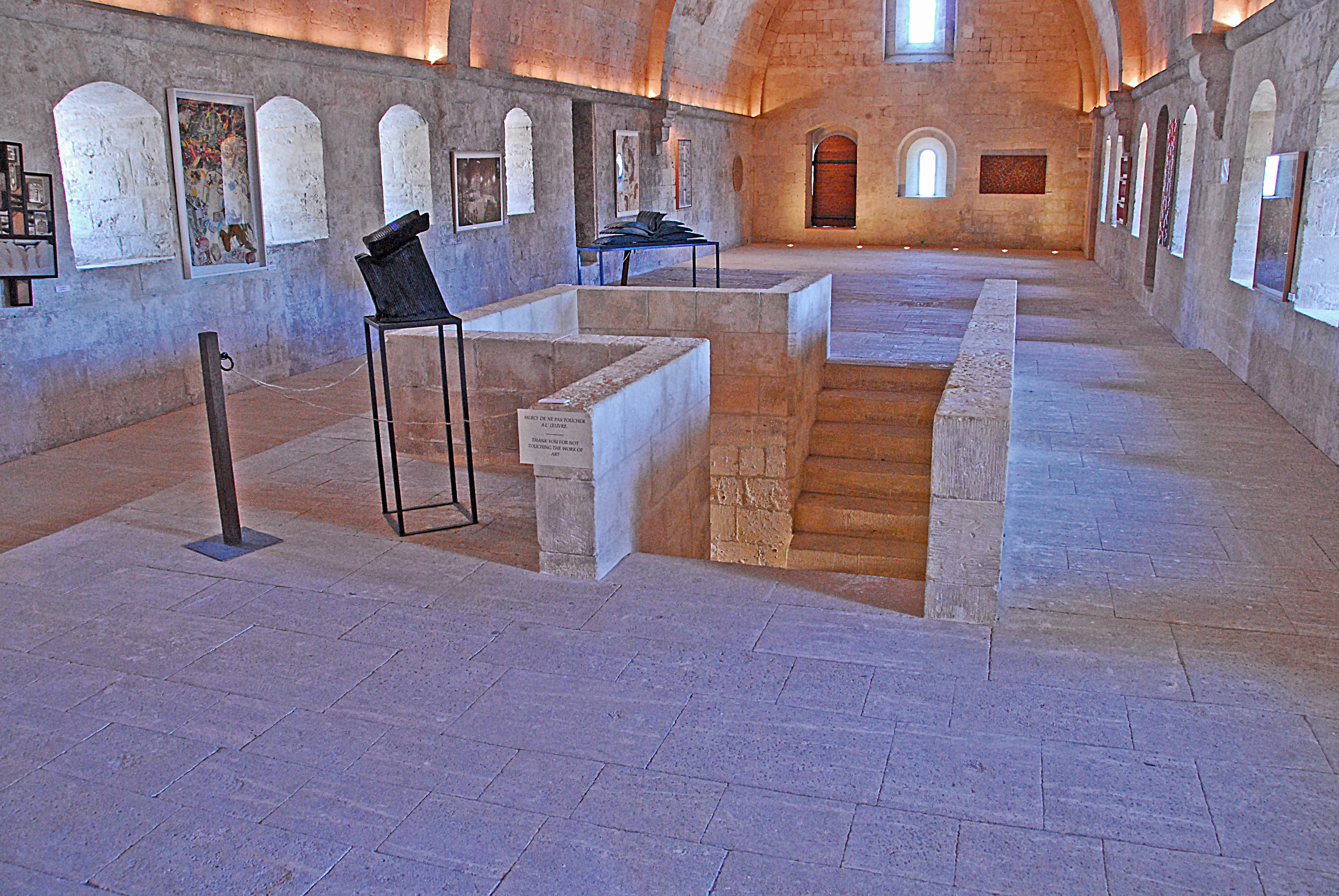
Konvent, Dormitorium, Treppenbrüstungen
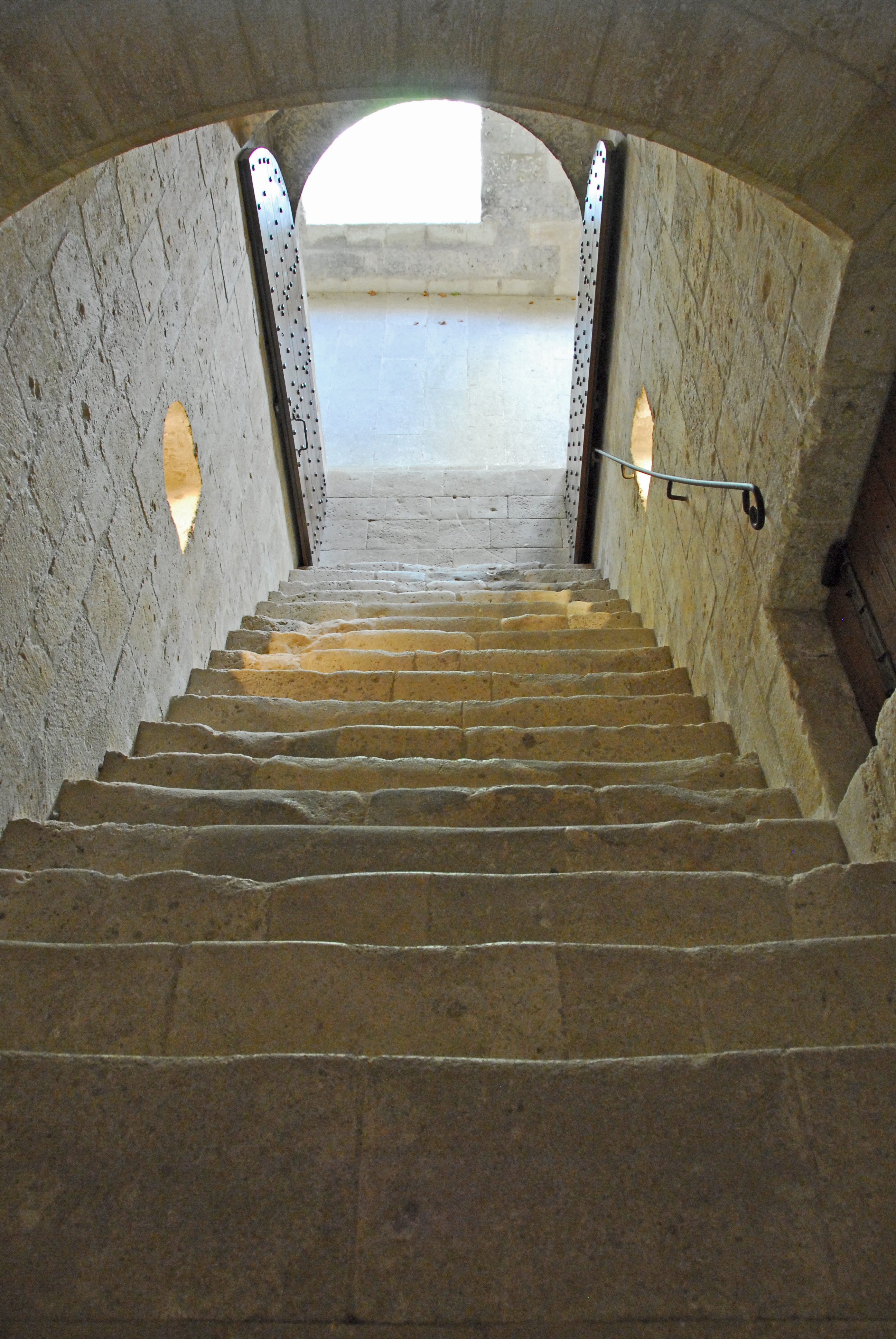
Konvent, Dormitorium, Treppe zum Kreuzgang
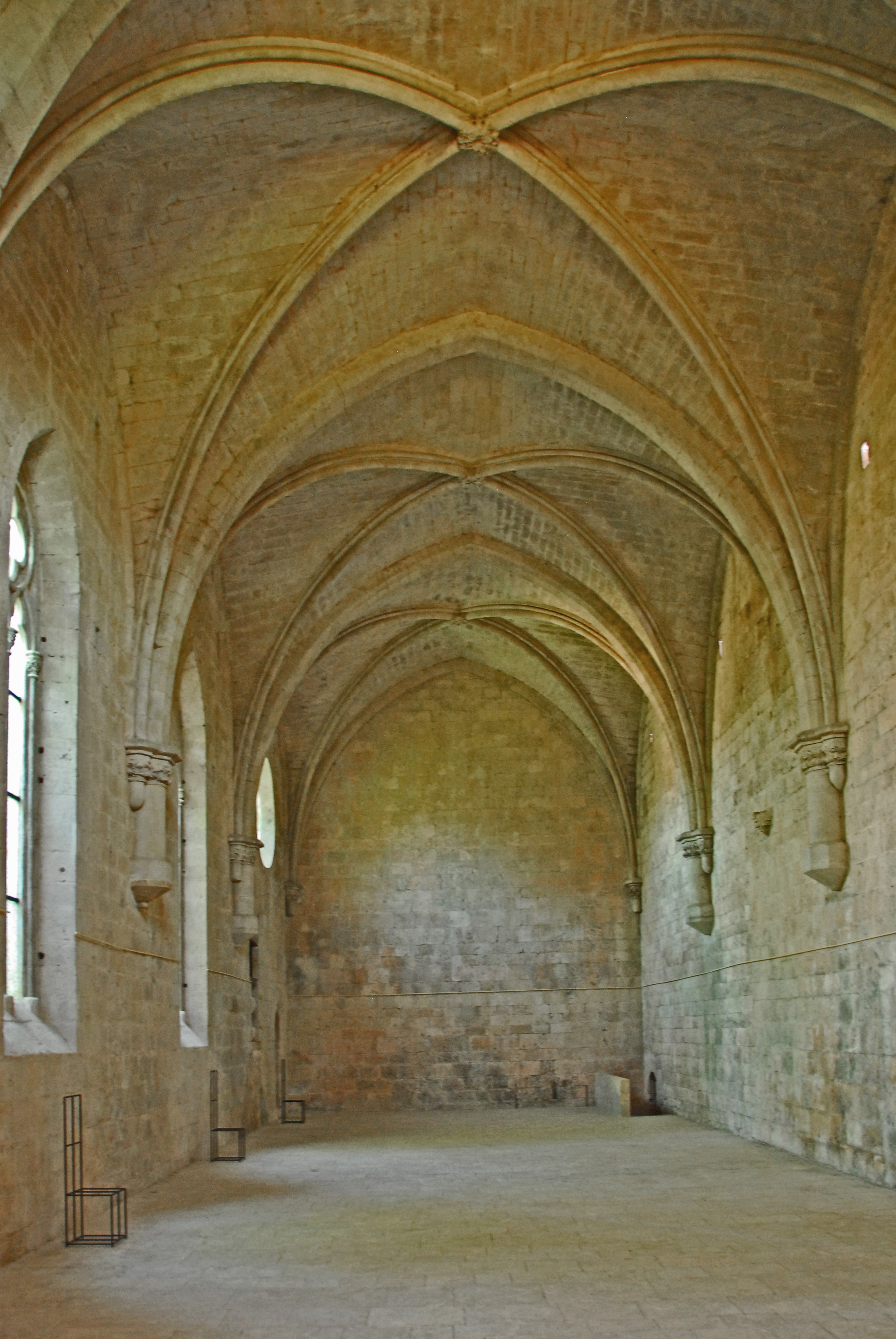
Konvent, Refektorium, Joche 2 bis 4 u. Ostwand
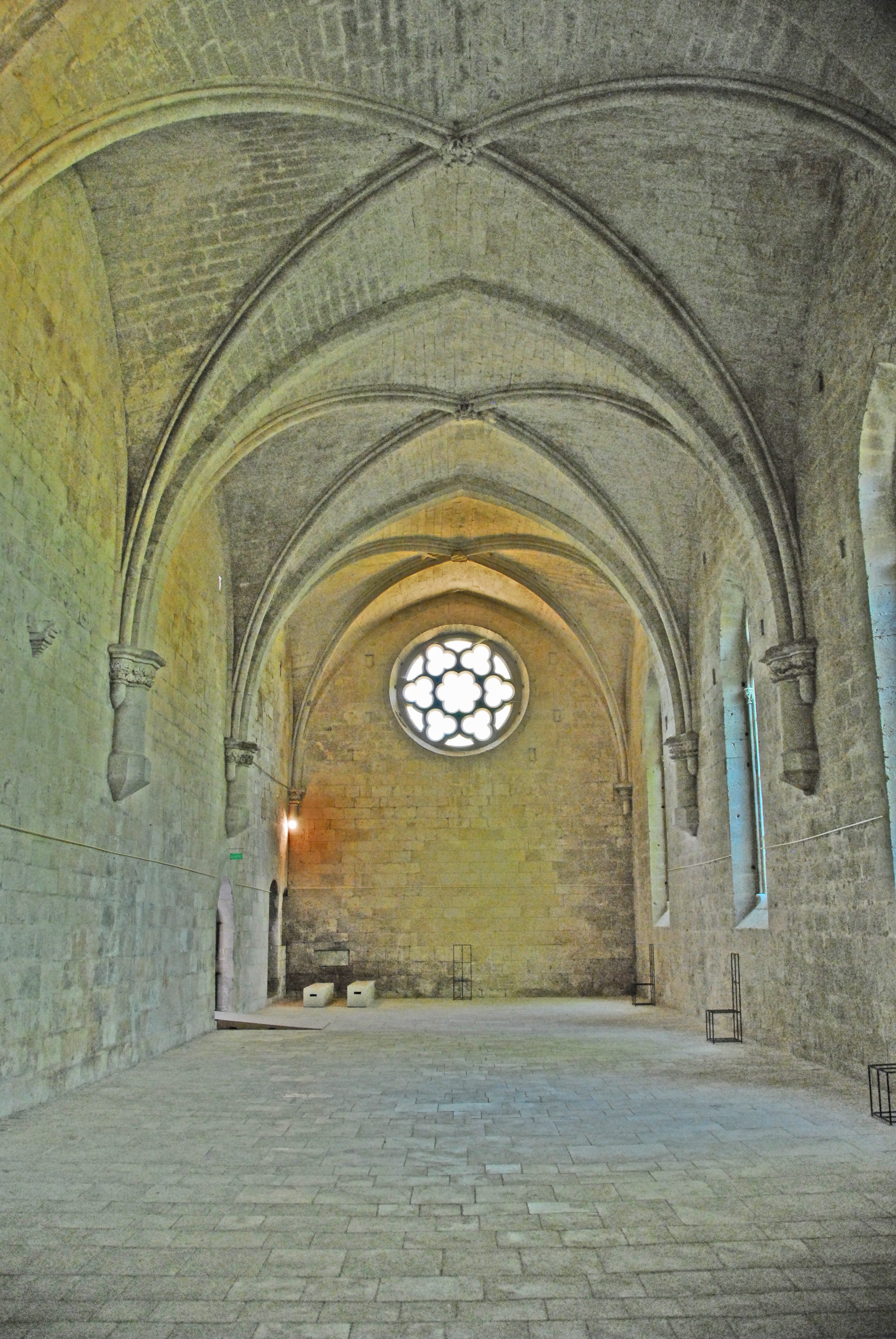
Konvent, Refektorium, Westwand

Refektorium
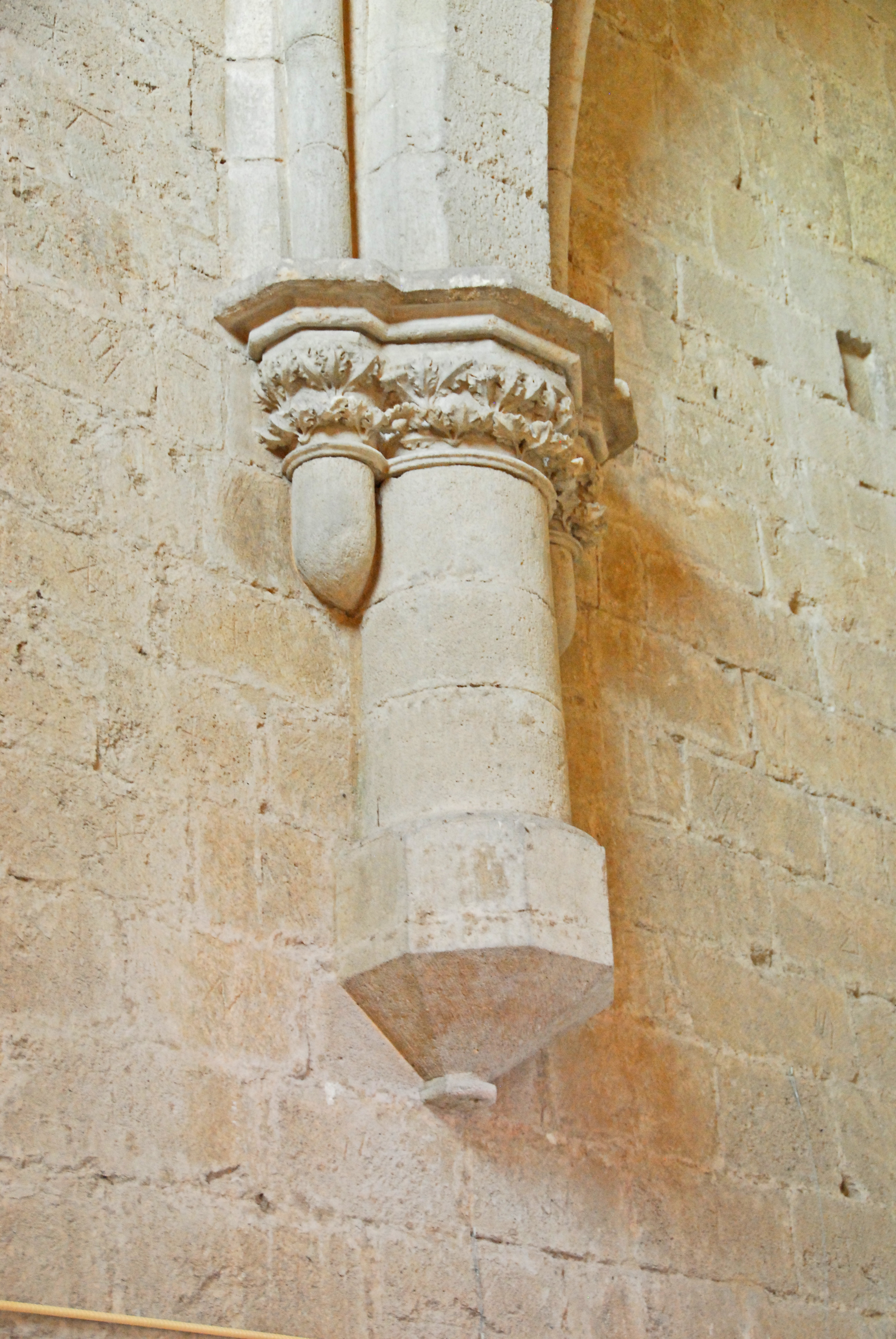
Gewölbekonsole
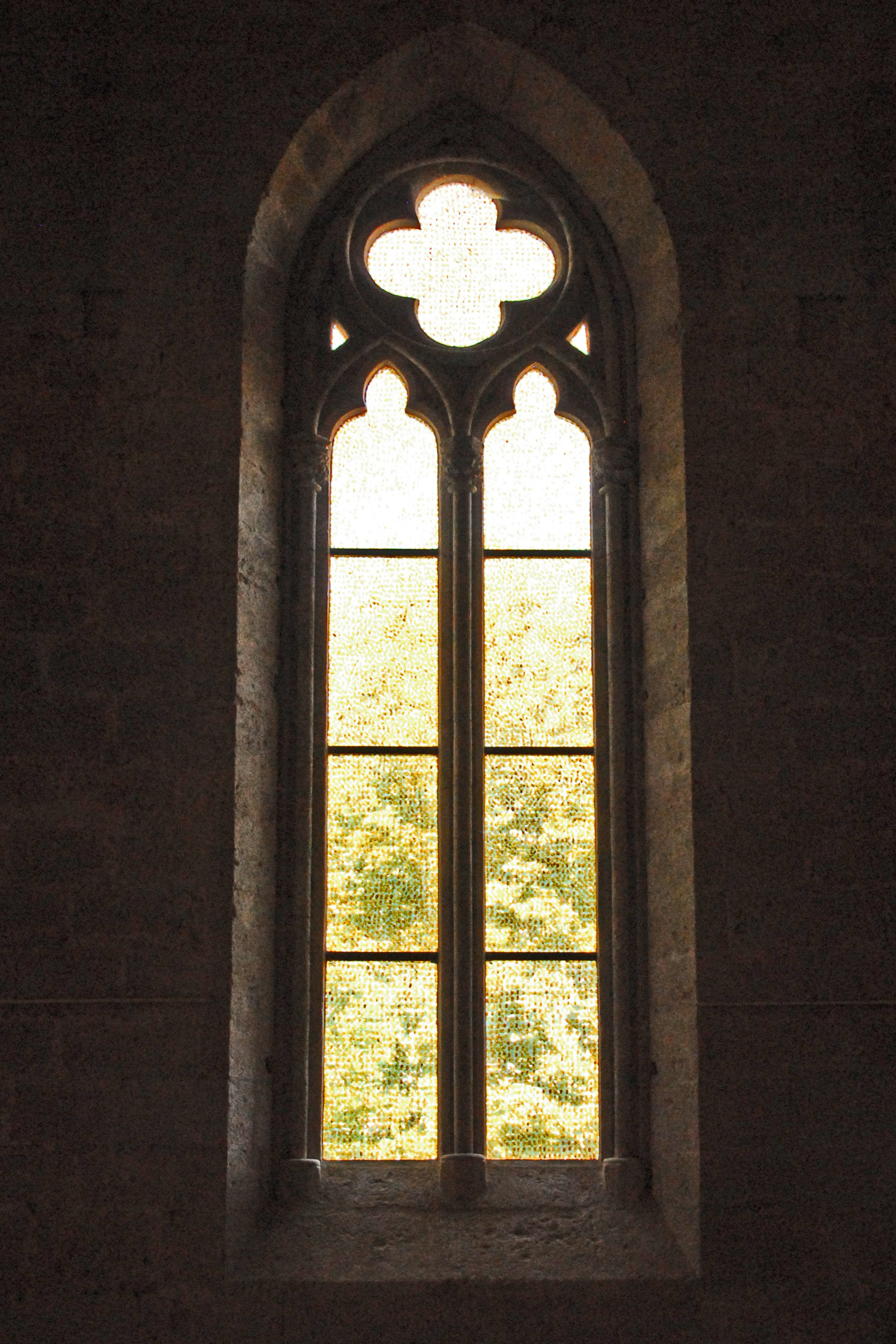
Fenster Nordwand mit restauriertem Maßwerk
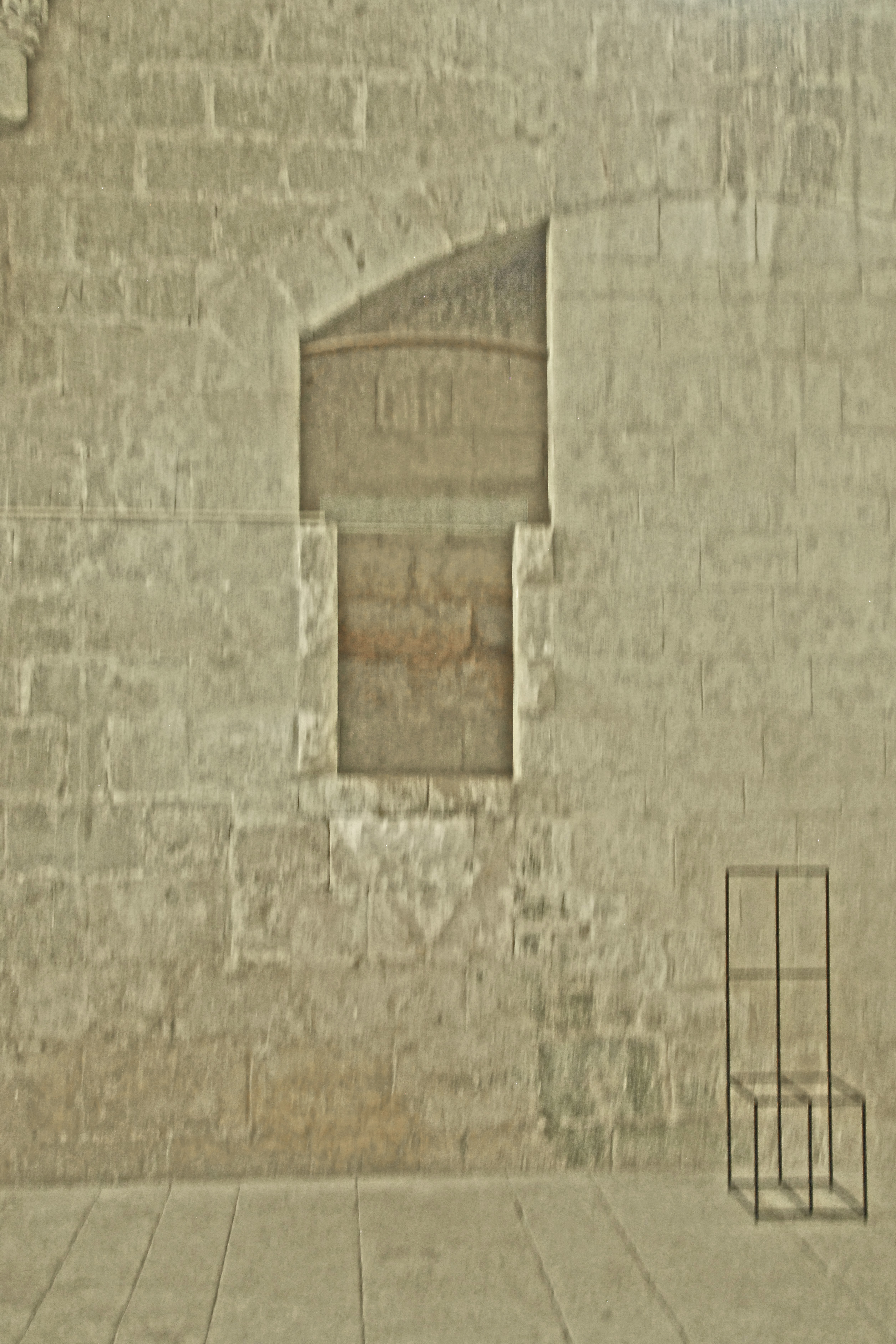
Lesekanzel
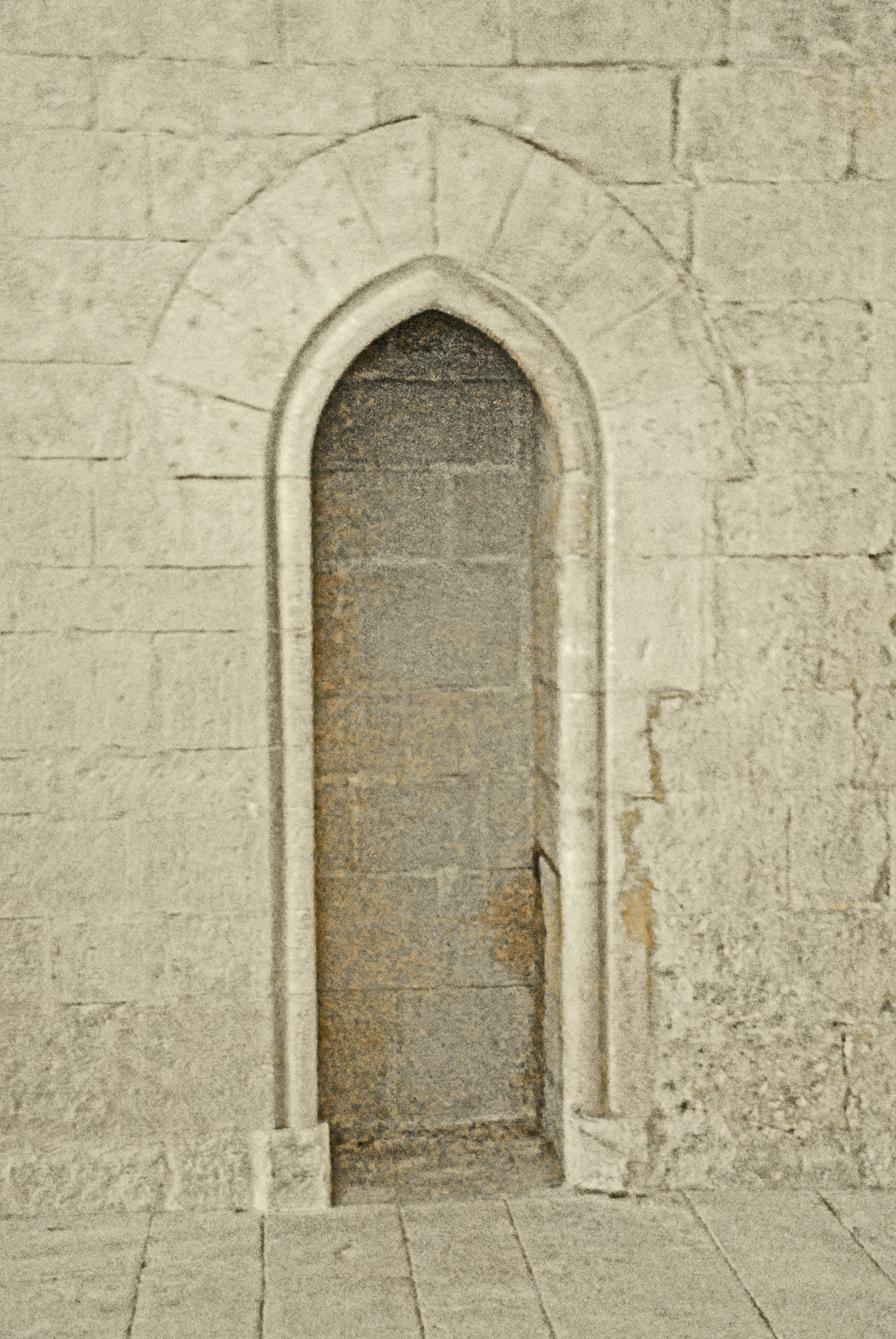
Aufgang zur Lesekanzel
Refektorium, 2.–4. Joch, u. Ostwand, Aquarell Ende 18. Jahrhundert
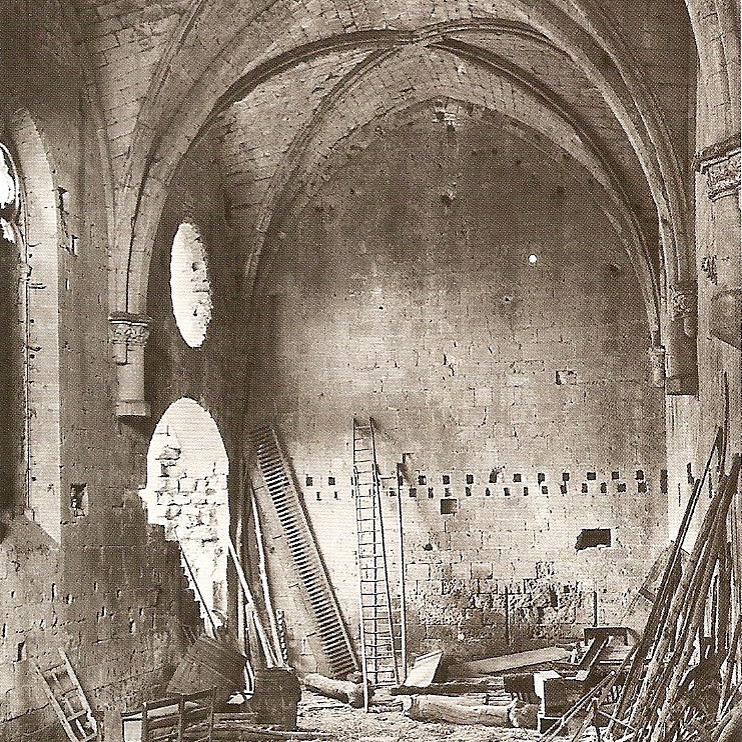
Refektorium, Ostwand, Foto Anfang 20. Jahrhundert